# Collège Saint-Joseph de Reims
Pour les articles homonymes, voir Lycée Saint-Joseph et Saint Joseph.
Fondé en 1874 par les Pères jésuites, le Collège Saint-Joseph de Reims est un établissement scolaire catholique mixte sous contrat d’association avec l’État scolarisant 1 250 élèves de la maternelle au baccalauréat, actuellement situé entre les rues des Capucins, de Venise, de l'Équerre et des Moulins à Reims (Marne). Il dispose d’un internat de 340 lits pour les collégiens et les lycéens et propose un projet de formation, fortement inspiré de la pédagogie ignatienne, en trois étapes :
- À l’école : « Éveiller et donner l’envie d’apprendre »
- Au Collège « Accompagner et développer l’autonomie »
- Au Lycée : « Former des responsables par la vie en équipes »[1]

## Résumé historique
De 1608 à 1762, le premier Collège des jésuites de Reims était installé près de l'église Saint-Maurice.
Plus d'un siècle après le bannissement des jésuites du Royaume de France, l'Ordre religieux est universellement rétabli en 1814, par le pape Pie VII. , En avril 1866 les pères jésuites sont de nouveau à Reims.
L'école libre Saint-Joseph ouvrit ses portes le mercredi 28 octobre 1874, le père Mertian en étant le premier directeur. Le bâtiment de la rue David fut inauguré à la rentrée d'octobre 1877.
À la suite du décret de Jules Ferry, interdisant l'enseignement aux congrégations religieuses non autorisées, l'enseignement fut donné par un personnel ecclésiastique et laïque, suivant l'esprit, le programme et les méthodes de la Compagnie de Jésus, de 1880 à 1889. Une société civile, fondée vers 1887 administrait financièrement le collège. À la rentrée de 1889, on put inaugurer le grand bâtiment construit sur le faubourg Cérès (actuelle avenue Jean-Jaurès).
L'association des Anciens élèves fut créée en 1893.
Le petit collège Saint-Stanislas, ouvrit dans l'ancien hôtel de Bézannes, pour les petites classes. Ce petit collège dura jusqu'en 1903 ; les classes furent alors transférées au grand collège, faubourg Cérès.
Du fait de la loi sur les congrégations les pères jésuites furent obligés de quitter le collège en 1901 et Auguste Gindre devint directeur de l'école Saint-Joseph. En 1906, il fut décidé de recourir à une installation provisoire.
La Société rémoise immobilière et d'enseignement secondaire ne put racheter les locaux du faubourg Cérès mis aux enchères en 1908 et la rentrée s'effectua dans des locaux appartenant auparavant aux Frères des Écoles chrétiennes au 37, rue de Venise le 8 octobre 1908. Monsieur Gindre fut chargé de la direction du collège. Le personnel enseignant était composé de prêtres, d'autres ecclésiastiques et de laïcs.
La mobilisation militaire de presque tous les professeurs et surveillants dès août 1914 et, à partir de septembre, les bombardements de la ville ne permirent pas de maintenir la vie scolaire. Seuls Monsieur Gindre, le père Virion et le frère Oswald restèrent au collège. Les bombardements endommagèrent plus ou moins gravement les bâtiments, mais ceux‑ci ne furent pas incendiés.
Après des travaux de réparation, le collège put rouvrir en octobre 1919. La restauration complète se termina en 1924 et, les 28 et 29 mai de cette année, se déroulèrent les fêtes du cinquantenaire, au cours desquelles eut lieu la bénédiction des plaques de marbre à la mémoire des 245 maîtres et anciens élèves morts à la Grande Guerre.
En 1926, achat d'un terrain de cinq hectares situé à Cormontreuil. Ce vaste terrain n'était que marécage, fondrières, trous d'obus noyés et étangs pestilentiels et fut remblayé par les gravats et matériaux de démolition évacués depuis la ville de Reims alors en pleine reconstruction. L'Association sportive, fondée cette même année, collecta des fonds pour financer l'aménagement d'un stade d'athlétisme : piste, portique, agrès, sautoirs, toilettes et piscine alimentée par l'eau de la Vesle.
En janvier 1929, fut créé le bulletin Le Sourire de Reims, réalisant une liaison entre le collège, les familles et les anciens élèves.
En septembre 1933, l'Association Saint‑Joseph, composée d'anciens élèves et de parents d'élèves, loua l'immeuble, pour neuf ans, à la Société rémoise immobilière, propriétaire, et prit en mains la gestion du collège.
En 1938, ce fut l'achat de l'immeuble au 31, rue de Venise, l'installation de laboratoires et d'amphithéâtres pour les cours de physique et de chimie, l'installation d'un nouveau dortoir au troisième étage du grand bâtiment, la construction d'une galerie vitrée le long des bâtiments autour de la cour du Sacré‑Cœur, la suppression du passage central pour créer le bureau du père Préfet.
Une nouvelle mobilisation en septembre 1939 troubla gravement la vie du collège : une grande partie du collège fut réquisitionné pour devenir l'hôpital complémentaire Saint‑Joseph. La rentrée se fit, le 2 octobre, avec 250 élèves, plus 150 élèves du petit séminaire, dont les bâtiments étaient également réquisitionnés.
La rentrée de 1942 a marqué un tournant important dans l'histoire du collège, le père Leib, recteur, lançait avec le père Kehrig et quelques autres pères, l'organisation des « Équipes » en Première Division.
Dans les années 1950 et 1960, il fut fait l'acquisition de diverses maisons proches du collège ainsi que du couvent de la Visitation, le gymnase, fut édifié en 1958‑59 et le bâtiment de Première Division en 1958‑60.
En 1960, signature du contrat d'association accordant une aide financière ainsi que la rémunération des enseignants. La salle des Belles-Lettres (CDI) fut ouverte en 1962.
En 1972, la Société immobilière, propriétaire du collège, fut transformée « Association rémoise immobilière et d'enseignement secondaire » (ARIES).
En 1973, la création de la traversée urbaine de l'autoroute A4 a scindé le terrain de Cormontreuil en deux parties. Le terrain situé au-delà de l'autoroute sera plus tard revendu à la ville de Cormontreuil.
La coresponsabilité pédagogique, administrative et financière fut mise en place en créant l'Association Saint-Joseph en 1978.
La communauté jésuite, qui résidait auparavant dans les locaux du collège, a déménagé dans une construction neuve située rue de l'Équerre en 1986.
En 1992, installation d'un self-service remplaçant les salles de restauration habituelles.
La mixité à l'école fut introduite à la rentée 1993, au collège à la rentrée 1995 et au lycée à la rentrée 1999.
En 1994 et 1995 fut construit un bâtiment donnant sur la rue de Venise et destiné à accueillir des salles de classe pour le petit collège.
Ouverture d'une section accueillant des enfants intellectuellement déficients à l'école en 1995 puis au collège en 1997. Ces deux classes portent actuellement le nom d'Unité localisée pour l'inclusion scolaire (ULIS).
La Visitation ainsi que les bâtiments dénommés "l'usine" furent vendus en 1998, le bâtiment situé sur la rue des Capucins fut démoli en 1999, de nouvelles salles de classe furent créées au troisième étage du bâtiment du collège et un nouveau bâtiment d'internat fut construit le long de la rue des Capucins. Les services de direction prirent possession des locaux rénovés situés au-dessus d'une nouvelle entrée, située au 177, rue des Capucins en 2001. 
Ouverture en 2003 de classes maternelles au sein du petit collège.
En 2011, les Belles-Lettres se sont installées au-dessus des réfectoires et un amphithéâtre a été créé au dernier niveau de ce bâtiment.
En 2015, manquant de jeune personnel, les Jésuites décident de quitter Reims. La direction de l'établissement est confiée à un laïc, la tutelle restant cependant sous l'autorité de la Compagnie de Jésus.

## Histoire

### Le Collège du Faubourg Cérès (1874 - 1907)

#### La fondation (1874 - 1875)
Les pères jésuites revinrent à Reims en avril 1866, à la demande de la famille Abelé de Muller, grâce à l'intervention du cardinal Gousset qui obtint l'autorisation gouvernementale, et à l'aide financière du baron de Sachs, pour assurer le service religieux spécial des familles de langue allemande, alsaciennes surtout ou luxembourgeoises, venues en assez grand nombre à Reims au cours des années précédentes.
Un groupe de pères s'installa dans une maison modeste de la place Ruinart de Brimont, actuelle place du 30 août 1944.
En 1867, grâce à un don de cent mille francs de la baronne de Sachs ils firent construire une chapelle qui servira plus tard aux élèves du Collège.
Après les désastres de la guerre de 1870 et en prévision de la fermeture prochaine du Collège Saint-Clément de Metz, des avances furent faites aux pères du faubourg Cérès le 10 mars 1871 pour la construction d'un Collège. Monseigneur Landriot leur proposait de reprendre le collège diocésain de Rethel. Cependant Reims paraissait, par sa position et son importance la ville la plus désignée pour une fondation, et les pères cherchaient un terrain adéquat. L'occasion se présenta dans la mise en vente de la ferme Grulet, 86 faubourg Cérès, dont les terrains se prolongeaient jusqu'à la résidence de la place Ruinart de Brimont. La ferme fut achetée le 27 juin 1872 ainsi que quelques autres bâtiments aux numéros 80, 82 et 84 du faubourg Cérès et un jardin voisin, le "Jardin Petit".
Le père Grandidier, provincial, vint à Reims le 8 août 1874, après la mort de Monseigneur Landriot, prendre les dernières décisions et l'École libre Saint-Joseph ouvrit ses portes le mercredi 28 octobre 1874 pour les pensionnaires et le lendemain pour les externes.
Trois classes furent ouvertes, cinquième, sixième et un cours préparatoire de septième - huitième. 37 élèves furent inscrits à cette première année (Edme Barbey est le premier élève inscrit).
Le père Henri Mertian, Supérieur, fut chargé des fonctions de Recteur et le père Hoffmann, de celles de Préfet.
Dans la maison d'habitation des fermiers furent installés parloir, bureaux du père Recteur et du père Préfet, lingerie, infirmerie, chapelle, les classes dans les dépendances, la porterie et le réfectoire dans les bergeries, les dortoirs et les études dans la première grange et la salle de gymnastique dans la deuxième grange.

#### Période de développement (1875 - 1880)
Le Collège prit rapidement de l'essor : à la deuxième rentrée l'effectif est de 100 élèves pour cinq classes, de la huitième à la quatrième et la troisième année, 160 élèves pour six classes, avec la troisième.

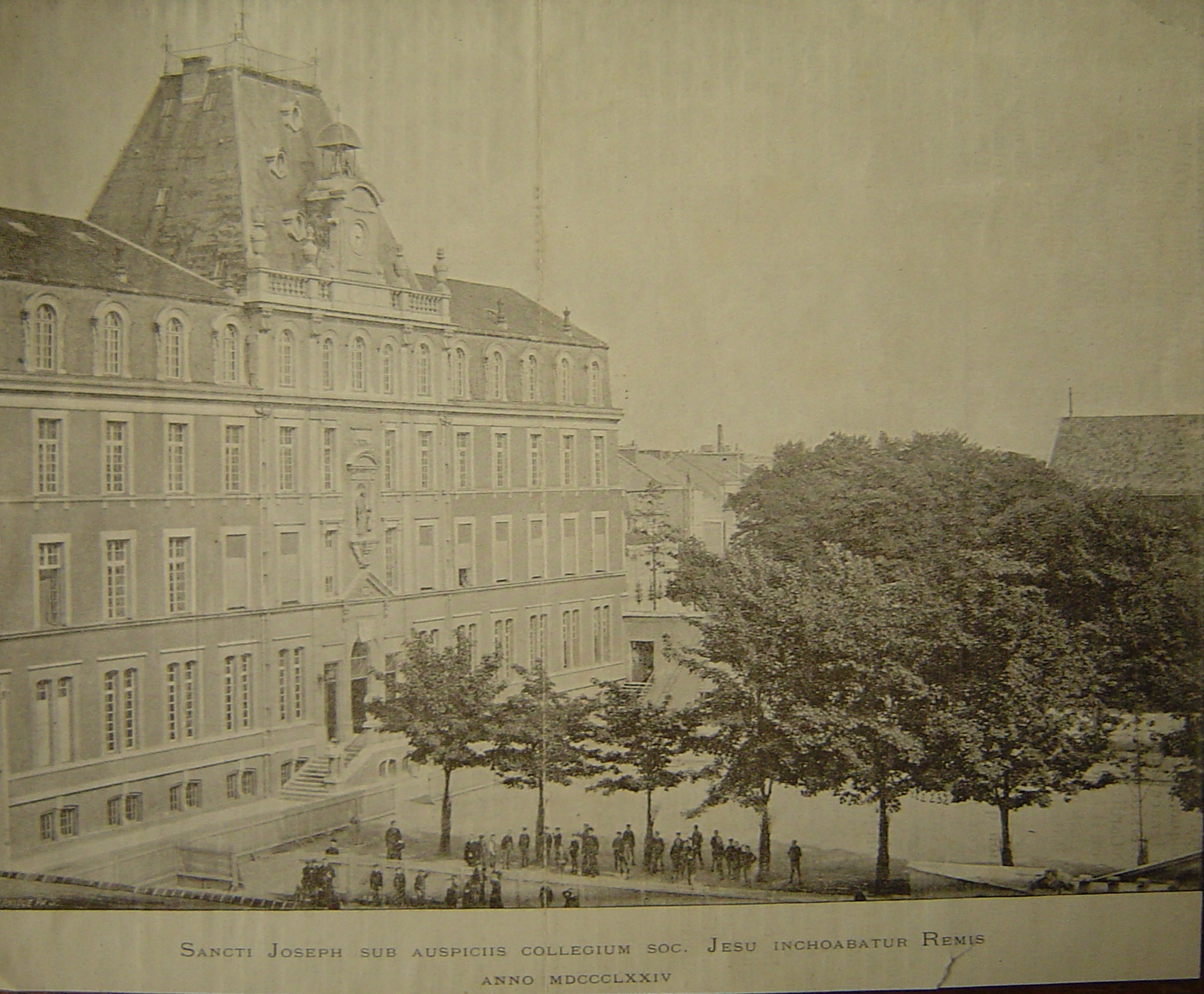
Bâtiment central inauguré en octobre 1877

En 1875, le père Mertian devint père Ministre et le père Cornaille, père Recteur.

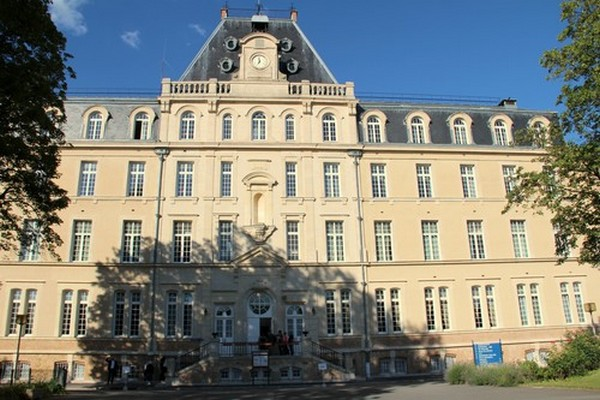
Bâtiment central de l'actuel lycée Jean-Jaurès

Comme père Ministre, le père Mertian conçut le plan d'ensemble du Collège et mit en chantier, en 1875, le bâtiment central, parallèle à la rue David. Ce bâtiment, construit par Monsieur Collignon, architecte à Reims, fut inauguré à la rentrée d'octobre 1877 et béni solennellement, ainsi que la statue de Saint-Joseph qui ornait sa façade, le 19 mars 1878 par Monseigneur Langénieux.
Le père Cornaille dirigea le Collège de 1875 à 1880 et le père Lacouture fut Préfet de 1875 à 1886. Ce dernier était à la fois Préfet de discipline et des études, professeur de mathématiques et surveillant général.
À part trois ou quatre professeurs laïques, tout le personnel était jésuite.
Le règlement était strict et austère : lever des pensionnaires à 5 heures ou 5 heures 30, congé le mercredi après-midi ; après la messe du dimanche, classe de catéchisme de 10 heures à 11 heures puis assistance obligatoire aux vêpres à 13 heures 30 même pour les externes ; une sortie pour les pensionnaires le premier mercredi de chaque mois de 11 heures à 20 heures. Les vacances étaient très réduites : au jour de l'an, de 8 heures à 20 heures ; à Pâques, vacances du lundi de Pâques au mercredi de Quasimodo ; grandes vacances des premiers jours d'août aux derniers jours de septembre.
Pour atténuer la rigidité des règlements, tout au long de l'année étaient organisées des distractions, des cérémonies, des réunions de détente variées : les grandes fêtes religieuses avec leurs offices, leurs solennités, leurs processions ; des séances d'ordre scolaire, académies, sabbatines, concertations ; des fêtes diverses, de Saint Nicolas, des Saints Innocents, de Sainte Cécile, des enfants de chœur, des fêtes d'études, des concours de jeux, les goûters des charges, les bains de faveur aux Trois Rivières, des excursions, etc.

#### Premières épreuves (1880 - 1889)
Le 9 mars 1880, un décret de Jules Ferry interdit l'enseignement aux congrégations non autorisées, nommant particulièrement les jésuites, et prescrit l'expulsion des religieux de leurs Collèges.
Lors de la distribution des prix de 1880, le père Rollin prononça le discours d'usage sur l'enseignement congréganiste et spécialement sur celui de la Compagnie de Jésus et l'archevêque Langénieux déclara que tout serait fait pour sauver l'École et y maintenir les méthodes d'enseignement et principes de la Compagnie.
La direction du Collège fut confiée à Monsieur l'Abbé Champenois, ancien professeur de philosophie au Collège de Rethel et des prêtres et jeunes abbés remplacèrent les pères jésuites. Le père Lacouture resta cependant Préfet.
Le 21 octobre 1880, les élèves de chacune des quatre divisions signaient la supplique suivante : "Nous soussignés, élèves de la ... division du Collège Saint-Joseph, supplions le Sacré-Cœur de protéger notre cher Collège au milieu de la crise présente. Si nous sommes exaucés, nous promettons, pour le mois de juin 1881, de placer dans notre étude, comme ex-voto, un tableau en son honneur avec une inscription commémorative." . La promesse fut réalisée et le tableau de Première Division (classes du lycée) porte l'inscription suivante : "Ob Servatum Collegium Ex Voto Dicabant Scholæ Supremæ. 26 Jun 1881".
À la rentrée de 1881, Monsieur l'Abbé Didier-Laurent, du diocèse de Saint-Dié, remplaça Monsieur le Chanoine Champenois comme Supérieur du Collège et en remplit les fonctions jusqu'en 1889.
En 1883, le père Lacouture organisa la première réunion annuelle d'anciens élèves précédée d'une retraite de trois jours. Ces réunions sont à l'origine de la création, en 1892, de l'Association des Anciens Élèves.
En 1886, le père Poisat succéda, comme Préfet, au père Lacouture.
L'enseignement était donné par un personnel ecclésiastique et laïque, suivant l'esprit, le programme et les méthodes de la Compagnie.
On ne peut séparer de l'enseignement la formation chrétienne donnée au Collège, par les catéchismes, les prédications, les cérémonies de l'année liturgique. Les Congrégations exaltaient la dévotion aux Saints Anges, à Saint Louis de Gonzague, et surtout à la Sainte Vierge.

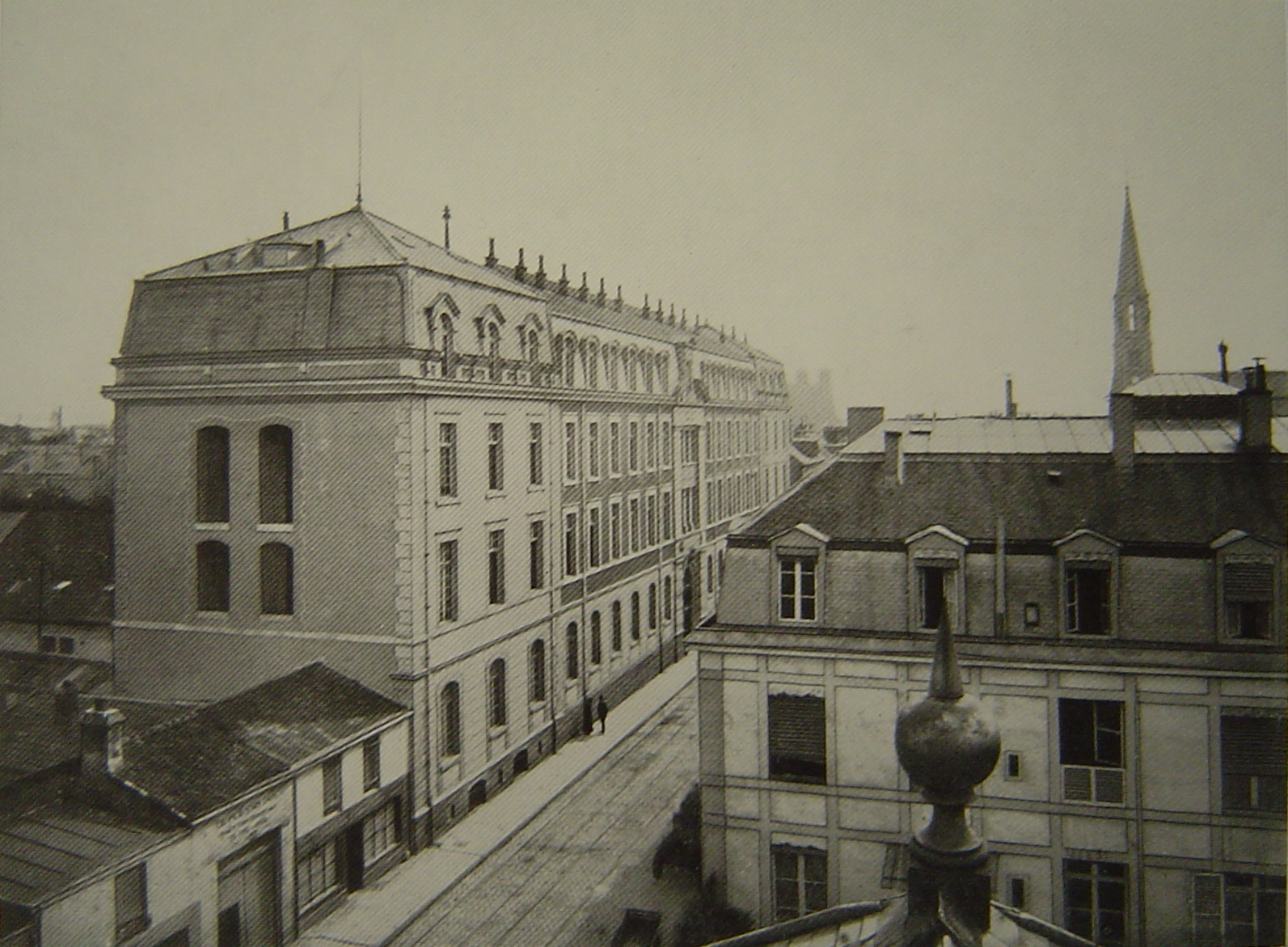
Bâtiment du Faubourg Cérès (actuellement avenue Jean-Jaurès)

Le Collège continuait sa marche en avant. Le règlement fut un peu élargi : la rentrée des classes fut reculée, en 1888, au 3 octobre ; les élèves qui avaient obtenu leur premier témoignage pouvaient sortir un mercredi quelconque du mois ; les vacances de Noël commençaient le 28 décembre au soir jusqu'au 3 janvier ; à Pâques, le départ en vacances n'avait encore lieu que le lundi de Pâques.
Le calme paraissant rétabli, il fallait songer à compléter la construction de nouveaux bâtiments. Le père Mertian, qui avait présidé à la construction du bâtiment central, en fut chargé, et, à la rentrée de 1889, on put inaugurer le grand bâtiment construit par l'architecte Ernest Brunette sur le Faubourg Cérès (actuelle avenue Jean-Jaurès) pour remplacer les masures des premières années. On y installa les parloirs, l'économat, des classes, une chapelle de Congrégation et les chambres des professeurs.

#### Retour des Pères - Période de prospérité (1889-1901)
Le Collège dépassait maintenant 300 élèves.
Le père Rousselin reprit, en 1889, les fonctions de Recteur, qu'il assuma jusqu'en 1900. Un cours préparatoire à Saint-Cyr fut créé en 1890 et dura jusqu'en 1897.
La nécessité d'une maison de campagne se faisait sentir pour les pensionnaires. En 1880, avant leur expulsion cette même année, les pères avaient acheté, à Cormontreuil, une prairie, qui pratiquement ne fut pas utilisée. Les années suivantes, le Collège loua, à Cormontreuil, une ancienne ferme ayant appartenu aux pères jésuites, lors du premier Collège du XVIIe ‑ XVIIIe siècle. Après le retour des pères, en 1889, un terrain fut acheté entre la rue de Louvois et la rue Ledru-Rollin actuelle, que les élèves appelèrent « le Sahara », et sur lequel le père Mertian fit construire un bâtiment, maintenant détruit.
La première Assemblée Générale de l'Association des Anciens Élèves eut lieu le 28 mai 1893. Edouard Werlé en fut le premier président, mais dut se retirer l'année suivante pour raison de santé. Le Docteur René Jacquinet lui succéda, en 1894, et demeura Président jusqu'à son décès en 1938. Un prix d'honneur fut fondé par l'Association, destiné, chaque année à l'élève de Philosophie ou de Sciences ayant rempli les meilleures conditions d'ancienneté au Collège et de succès dans ses études. L'Association fait célébrer, en novembre, au Collège, une messe pour les Anciens Élèves décédés, et tient son Assemblée Générale au Collège, en juin jusqu'en 1913 ; puis le jour de l'Ascension.
En octobre 1898, une annexe du Collège, dénommée « Petit Collège Saint-Stanislas », fut ouverte, 4 rue de la Clef, dans l'ancien hôtel de Bezannes, pour les petites classes, de la dixième à la sixième. La direction en fut assurée par les pères, puis, après leur expulsion en 1901, par Monsieur l'Abbé Frezet. Les classes étaient faites par des frères de l'Instruction Chrétienne de Ploërmel, entrés au Collège, pour ces petites classes, en 1893. Ce « Petit Collège » dura jusqu'en 1903 ; les classes et les frères, sécularisés, furent alors transférés au grand Collège, faubourg Cérès.
En 1900, le père Armand Poirier succéda, comme Recteur, au père Rousselin. Le père Virion resta Préfet.
L'administration financière du Collège était assurée par une Société Civile, fondée vers 1887 et présidée par Monsieur Alexandre Maréchal.
Du fait de la loi sur les Congrégations, votée le 3 juillet 1901, les pères jésuites furent à nouveau obligés de quitter le Collège.

#### Après le départ des Pères (1901 - 1907) - l'expulsion (1907)
Les pères quittèrent donc le Collège pendant les grandes vacances de 1901, et fondèrent, en 1902, à Florennes, en Belgique, un Collège pour ceux de leurs élèves qui acceptaient de s'expatrier.
Monsieur Auguste Gindre, professeur de Sciences au Collège depuis 1893, fit la déclaration d'ouverture comme directeur de l'École Saint-Joseph, et la rentrée eut lieu le 3 octobre 1901, avec, comme Supérieur, Monsieur l'Abbé Emile Charles.
Rien ne fut modifié à l'organisation du Collège : les élèves continuèrent à être soumis au même régime d'études et de discipline, de formation morale et religieuse que sous la direction des pères jésuites.
En 1902, la charge de Préfet fut confiée à Monsieur Gindre.
Quelques pères, restés à Reims, avaient ouvert trois maisons de famille, dans lesquelles ils logeaient quelques pensionnaires et recevaient les élèves pour les confessions. Mais, en 1906, sans s'écarter de la prudence imposée par les circonstances, Monsieur Gindre jugea possible de faire entrer au Collège les pères Virion, Debeauvais et Pottié, comme aumôniers de divisions, pour assurer les confessions, exercice cultuel que la loi ne leur interdisait pas.
L'enseignement, les cérémonies religieuses, les fêtes de Monsieur le Supérieur ou des Anciens, avec représentations théâtrales, se poursuivaient comme par le passé mais les élèves, aussi bien que les professeurs et les anciens élèves sentaient la vie du Collège menacée. La lutte anticléricale se développait.
En 1902, plusieurs professeurs, dont deux tinrent une grande place au Collège, Monsieur Chardon, professeur de Sciences, et Monsieur Crépin, professeur de Rhétorique, arrivèrent au Collège de Reims, venant du Collège de Dijon qui venait d'être fermé.
Le 25 septembre 1904, les Frères des écoles chrétiennes étaient chassés de leur pensionnat de la rue de Venise.
Le 17 décembre 1906, le Cardinal Luçon était expulsé de l'Archevêché, les grands et petits séminaristes de leurs Séminaires.
À la suite du départ des pères, le tribunal avait nommé un liquidateur. La Société Civile, qui administrait financièrement le Collège, revendiqua l'attribution de ses biens à son profit. Ses droits furent contestés par le liquidateur. Le 6 août 1907, un arrêt de la Cour d'appel attribua au liquidateur l'immeuble du faubourg Cérès et la maison de campagne de la route de Louvois, qui furent placés sous séquestre.
L'abbé Charles et les anciens élèves décidèrent que l'École ne disparaîtrait pas, même provisoirement.

#### Année de transition (1907 - 1908)
Les anciens élèves espéraient pouvoir racheter l'immeuble du Faubourg Cérès, et, dans l'attente de sa mise en adjudication, il fut décidé de recourir, pendant un an, à une installation provisoire.
Le Collège fut scindé en deux :
- Les grandes classes, de seconde, première et philosophie furent installées sous la direction de Monsieur l'Abbé Charles, dans les bâtiments d'une ancienne école libre de la paroisse Saint-Jean-Baptiste, rue Flodoard, mis à la disposition du Collège par Monsieur l'Abbé Béguin, curé de Saint-Jean‑Baptiste ; les pensionnaires de ces trois classes furent hébergés dans l'ancien couvent de la Divine Providence, 33, rue Saint‑André, dans lequel fut également installée une Maison de Famille dirigée par les pères Virion, de Becquincourt et Geoffroy. Les professeurs de Flodoard furent logés à la Maison de Famille du 45, rue David.
- Pour les classes de la troisième à la neuvième, fut loué l'ancien pensionnat des Dames de l'Assomption, 16, rue du Marc. Monsieur Gindre fut chargé de sa direction. Les pensionnaires de la classe de troisième furent logés aussi à la Providence ; une partie des autres à la Maison de Famille, 16, rue des Templiers, dirigée par les pères Debeauvais et Pottié.

Ce fut une année difficile, aussi bien pour la discipline que pour le travail, du fait de l'exiguïté des locaux aussi bien que des déplacements sans fin surtout entre les rues Flodoard et Saint‑André.
La Première Communion eut lieu dans la chapelle de la Providence, le 7 juin 1908. Il y avait 24 communiants, âgés de 11 ans, qui pouvaient rendre un hommage reconnaissant à la mémoire du père Pottié, aumônier de troisième Division, qui terminait par cette cérémonie une préparation de plusieurs années, animée de sa bonté, de sa piété, de son enseignement très surnaturel.
On gardait l'espoir de rentrer un jour dans l'immeuble du faubourg Cérès. À l'appel du Comité des Anciens, une Société fut constituée, sur les bases d'une légalité inattaquable, pour assurer la vie matérielle du Collège, la « Société Rémoise Immobilière et d'Enseignement Secondaire », au capital de 140 000 francs entièrement versé par les actionnaires. Monsieur Edmond Rogelet en fut le premier président. L'Assemblée constitutive se tint le 20 juillet 1908. Une première mise en adjudication des immeubles confisqués avait eu lieu le 7 avril 1908 ; mais la mise à prix de 250 000 francs pour la propriété du Faubourg Cérès avait paru excessive au Comité des Anciens, et ceux‑ci ne s'étaient pas portés acquéreurs ; aucun autre acquéreur ne s'était d'ailleurs présenté. Le mardi 21 juillet 1908, eut lieu la deuxième mise en adjudication. La nouvelle Société se portant acquéreur trouva devant elle comme concurrente la Ville de Reims, qui ne recula devant aucune surenchère dépassant les possibilités de la Société, et l'immeuble du faubourg Cérès fut adjugé à la Ville pour 253 000 francs. La Société ne put racheter que le mobilier.    

### École Saint-Joseph, 37 rue de Venise (1908 - 2001)

#### Avant la Première Guerre Mondiale (1908 - 1914)

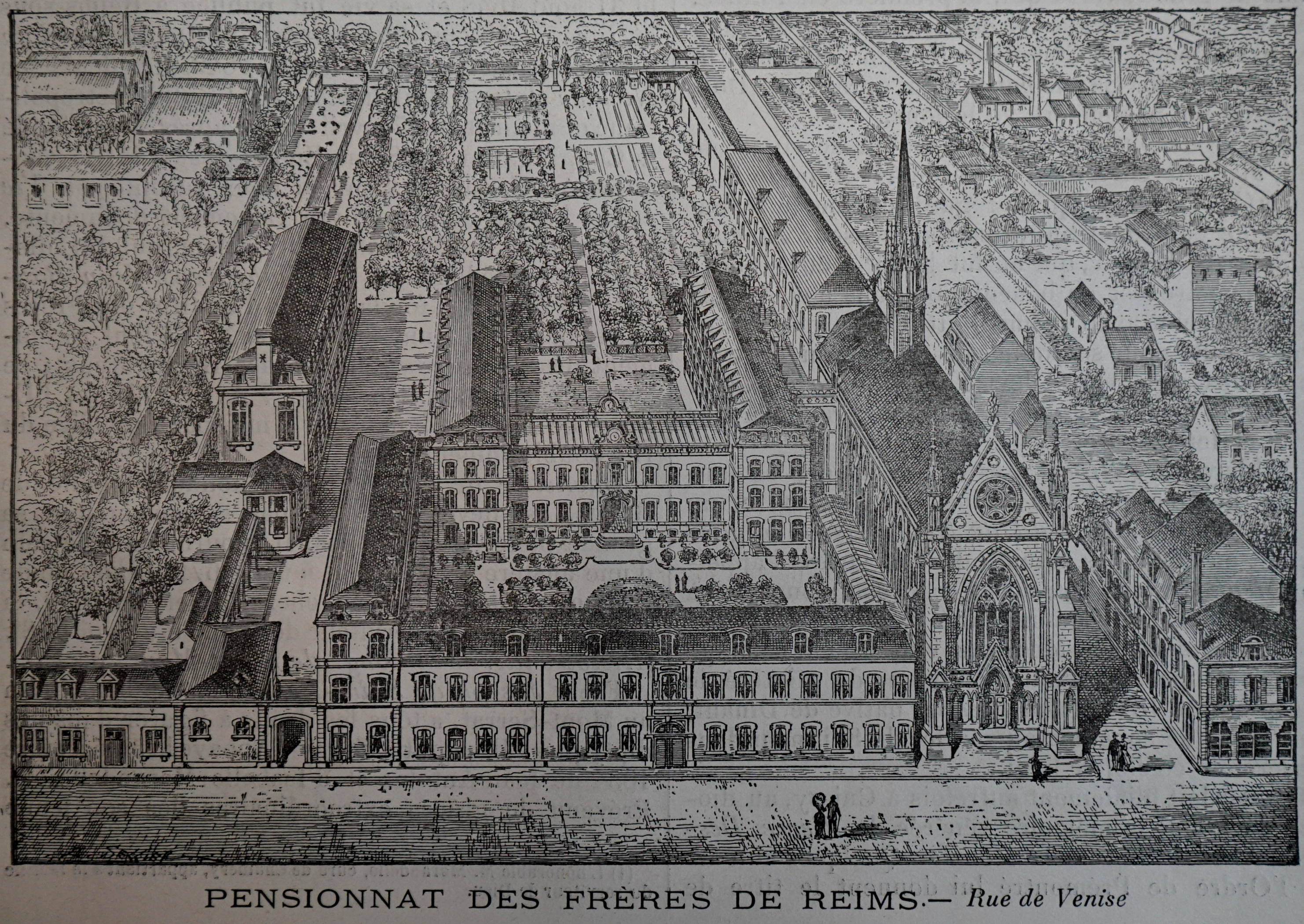
Pensionnat des frères, rue de Venise - début du XXe siècle

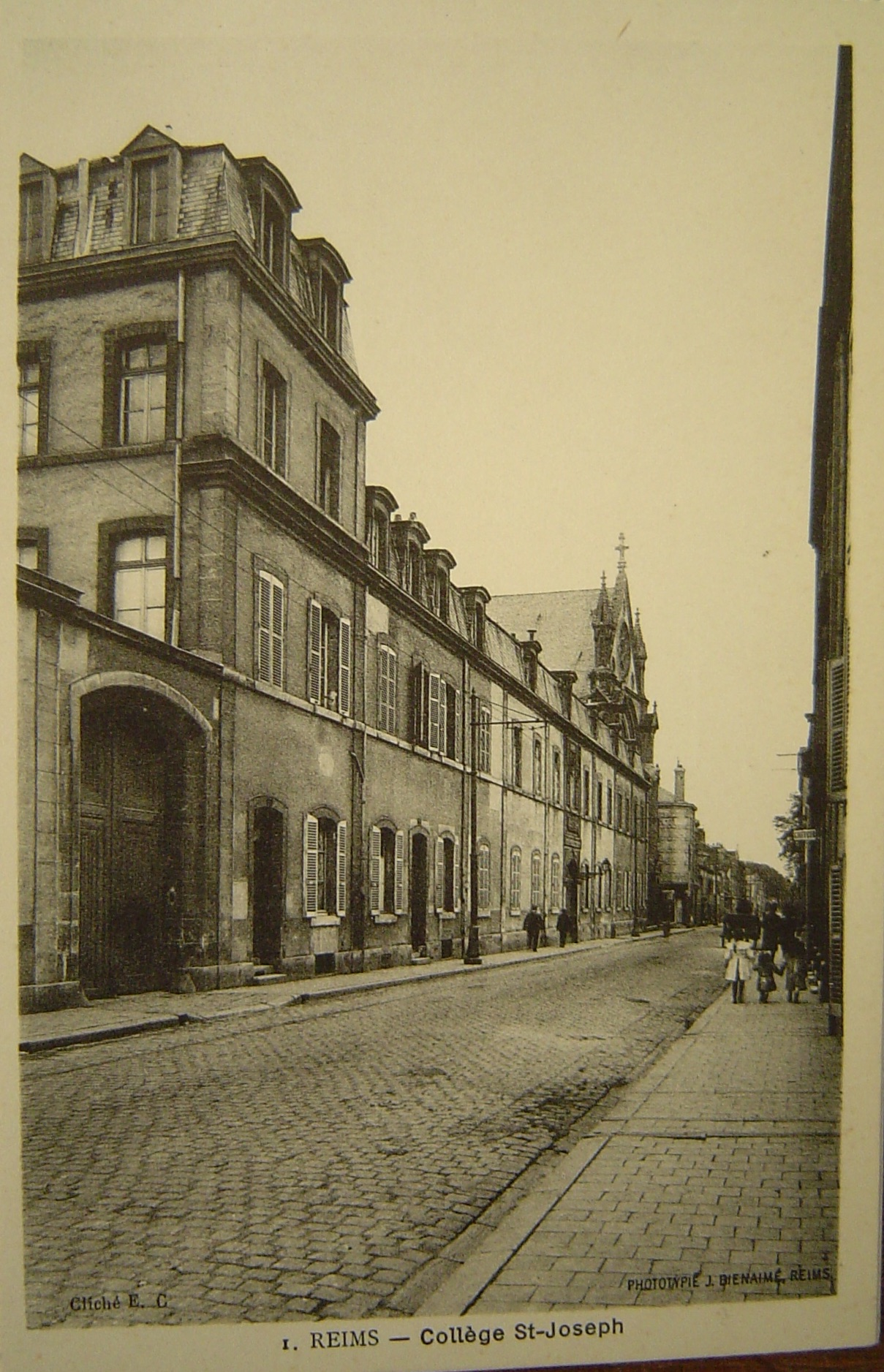
Vue du Collège Saint-Joseph, rue de Venise

N'ayant pu récupérer l'immeuble du faubourg Cérès, il fallait prendre rapidement des décisions pour assurer la rentrée d'octobre et la continuation du Collège. L'ancien pensionnat des Frères, rue de Venise, sur lequel le Crédit Foncier avait une hypothèque, étant toujours vacant depuis 1904, des pourparlers, déjà engagés en 1907, furent repris avec le Crédit Foncier, et, avec l'accord du Supérieur Général des Frères, un bail fut signé avec le Crédit Foncier le 27 août 1908. Des travaux importants de mise en état de l'immeuble furent activement poussés, et la rentrée put s'effectuer normalement au 37, rue de Venise le 8 octobre 1908.
Monsieur Gindre fut chargé de la direction du Collège. Le personnel enseignant était composé de prêtres, d'ecclésiastiques et de laïques, dont un bon nombre enseignait déjà depuis plusieurs années au Collège, faubourg Cérès. Ils furent, au même titre que les membres du Conseil d'Administration de la Société, les sauveurs du Collège. Nous devons conserver les noms des principaux défenseurs et animateurs de cette époque.

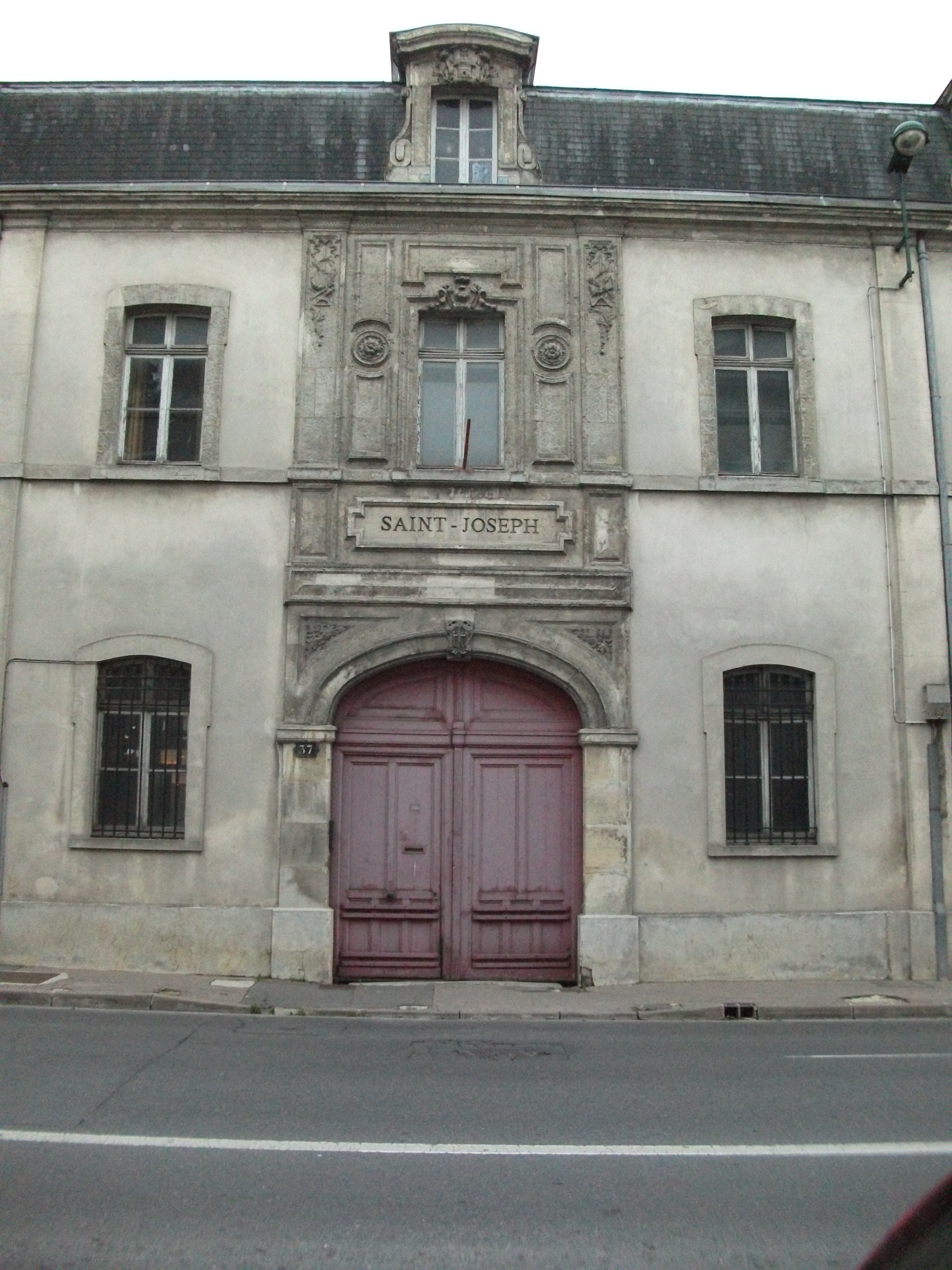
Entrée de l'établissement Saint-Joseph de Reims au 37 rue de Venise - 2010

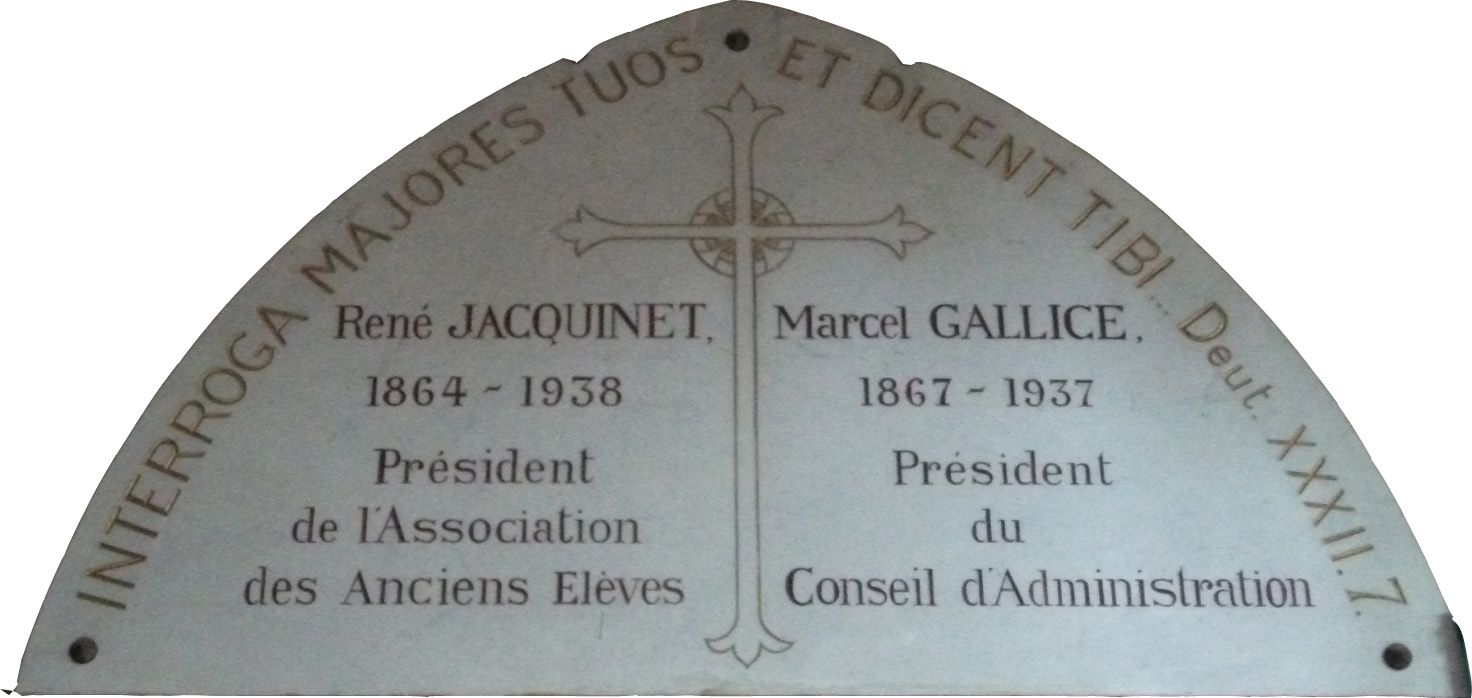
Plaque rendant hommage à Messieurs Jacquinet et Gallice, apposée dans la chapelle Saint-Joseph

Parmi les anciens élèves et les membres du Conseil d'Administration, retenons en particulier le souvenir de Monsieur Edmond Rogelet, premier président du Conseil d'Administration de 1908 à 1910, de Monsieur Marcel Gallice, qui lui succéda de 1911 à 1936, et du Docteur René Jacquinet, président de l'Association des Anciens de 1894 à 1938, et membre du Conseil d'Administration.
Parmi les maîtres, Monsieur Gindre a droit à la première place : entré au Collège comme professeur de Sciences en 1893, il était Préfet de discipline en 1902, directeur du Petit Collège de l'Assomption en 1907, et il prit la direction du Collège de la rue de Venise en 1908, lui donnant un nouvel essor que n'a pu entraver la guerre de 1914-1918. Citons encore les noms des plus anciens professeurs qui assurèrent la continuation des classes rue de Venise :
- Monsieur Chardon, professeur de Sciences Physiques et Chimiques, puis de troisième, de 1902 à 1914,
- Monsieur Crépin, professeur de Rhétorique de 1902 à 1940 et qui accepta, en 1943, de devenir directeur de l'Établissement,
- Monsieur l'Abbé Fournier, professeur d'Histoire de 1912 à 1939,
- Monsieur Hubscher, professeur d'Allemand de 1887 à 1914,Monsieur Lallemand, professeur de sixième ou de quatrième, de 1906 à 1945,
- Monsieur Orhand, professeur de seconde, puis de première de 1905 à 1939,
- Monsieur l'Abbé Thirriot, professeur de Mathématiques de 1905 à 1928.

Aucun père jésuite n'habite dans ce nouveau Collège. Une perquisition policière fut cependant effectuée au Collège, le 18 septembre 1911, au bureau de l'économe, Monsieur Charlier, avec enlèvement de registres, de documents, puis à son domicile et au domicile de Monsieur Gindre, pour vérifier qu'il ne se trouvait pas de pères jésuites au Collège. La Société Administrative protesta contre cette perquisition.
Trois pères, résidant à la maison de famille, rue Petit‑Roland (rue Paul-Adam actuelle), purent cependant remplir, au Collège, les fonctions d'aumôniers de division de 1908 à 1914 : le père Virion en première division, le père Debeauvais en deuxième division, le père Pottié en troisième division, assurant l'instruction religieuse et la direction spirituelle des élèves.
La vie du Collège continuait donc identique à celle du faubourg Cérès, reprenant peu à peu sa prospérité d'autrefois, passant de 165 élèves en 1908 à 275 en 1913, et les succès au Baccalauréat témoignent du niveau des études. Le règlement s'adoucissait un peu : si les vêpres du dimanche n'étaient plus obligatoires, les externes n'étaient encore libérés, le dimanche, qu'à 11 heures, après la messe et la classe de catéchisme, et, chaque matin, ils étaient tenus d'arriver au Collège pour la messe de 7 heures 30. La procession du Saint‑Sacrement se déroulait dans les cours le vendredi de la fête du Sacré‑Cœur, et, le 3 juin 1910, la statue du Sacré-Cœur, qui se trouvait dans les jardins du faubourg Cérès ayant été érigée dans la seconde cour, le père Virion, rendant grâce au Sacré‑Cœur de sa protection, Lui consacra le Collège.
La fête de Monsieur le Directeur et la réunion des Anciens Élèves s'unissaient un dimanche de juin, puis, à partir de 1913, le jour de l'Ascension, donnant lieu, dans les cours de récréation, à la fête des jeux traditionnelle.
En 1910, entrait au Collège, comme surveillant de première division et professeur d'Histoire, le père Charbonnet, qui jouera un rôle important dans l'histoire du Collège postérieure à 1919.
En 1913, le Conseil d'Administration, pour assurer définitivement la stabilité du Collège, et craignant que, du fait de la loi militaire de trois ans, l'État ne veuille se servir de l'immeuble comme caserne, prit la décision de proposer aux actionnaires l'achat de l'immeuble au Crédit Foncier. Comme pour la location, une démarche fut faite auprès du Supérieur Général des Frères, qui donna son consentement. Une augmentation de capital de la Société fut couverte par les Anciens Élèves et les Amis du Collège, et, le 19 juin 1913, l'acte d'achat fut réalisé.

#### Pendant la Première Guerre Mondiale (1914 - 1918)[5]
La mobilisation de presque tous les professeurs et surveillants et, à partir de septembre 1914, les bombardements de la ville ne permirent pas de maintenir la vie scolaire.
Les bâtiments abritèrent l'exode des Belges et des innombrables réfugiés du nord et servirent de cantonnement aux troupes.
Après l'occupation et le départ des Allemands, qui ne passèrent que quelques heures au Collège, ce fut le commencement des bombardements, la vie dans les caves.
Seuls Monsieur Gindre, le père Virion et le frère Oswald restèrent au Collège.

Les bombardements endommagèrent plus ou moins gravement les bâtiments, mais ceux‑ci ne furent pas incendiés. Le frère Oswald, préservant le Collège du pillage, et ayant présidé, en 1917, à l'évacuation d'une partie du mobilier, s'efforçait de panser de son mieux les dégâts causés par les obus, jusqu'au jour où, en 1918, l'évacuation totale de la ville fut imposée.

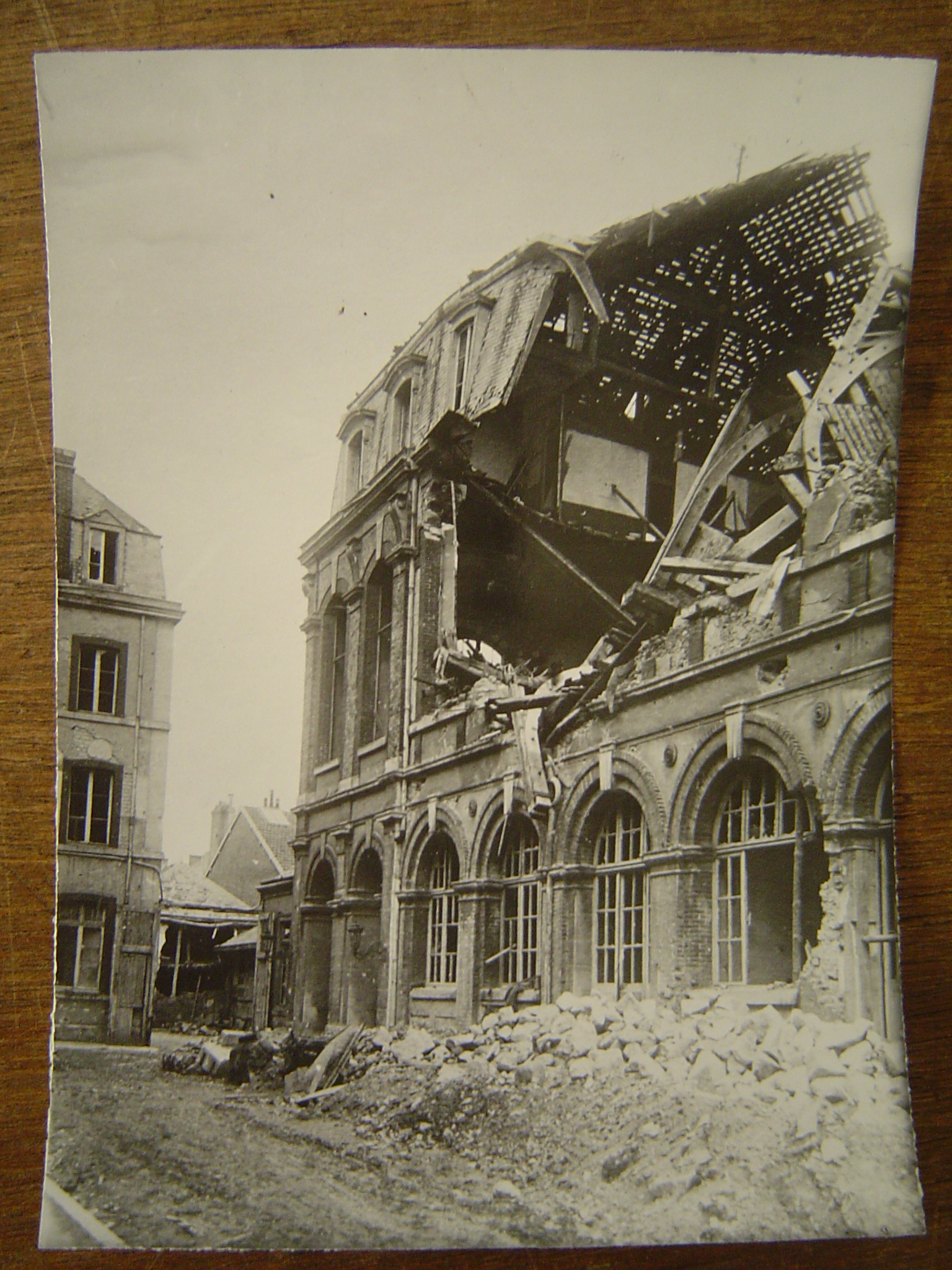
Bâtiment d'internat endommagé
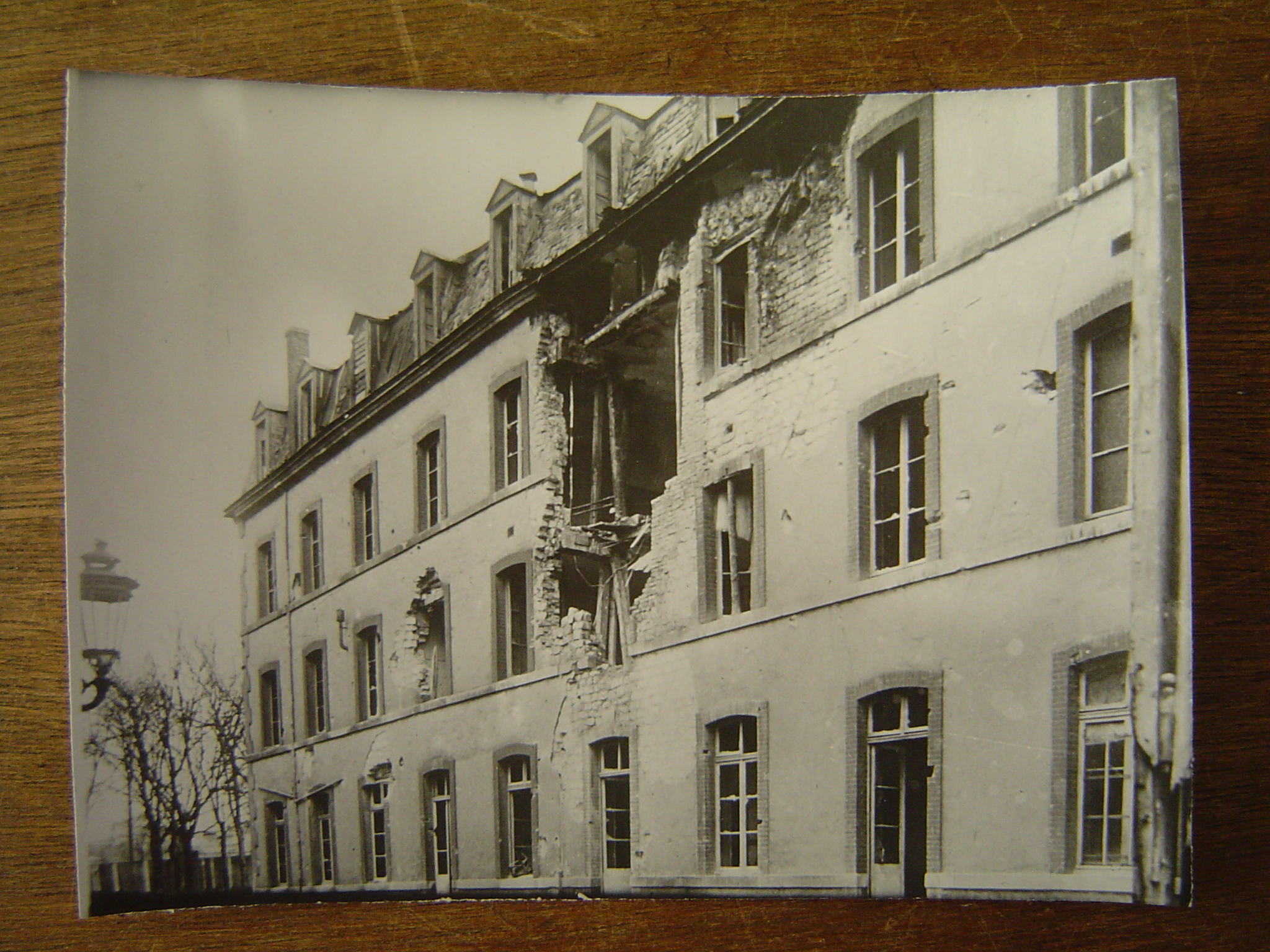
Bâtiment en fer à cheval endommagé
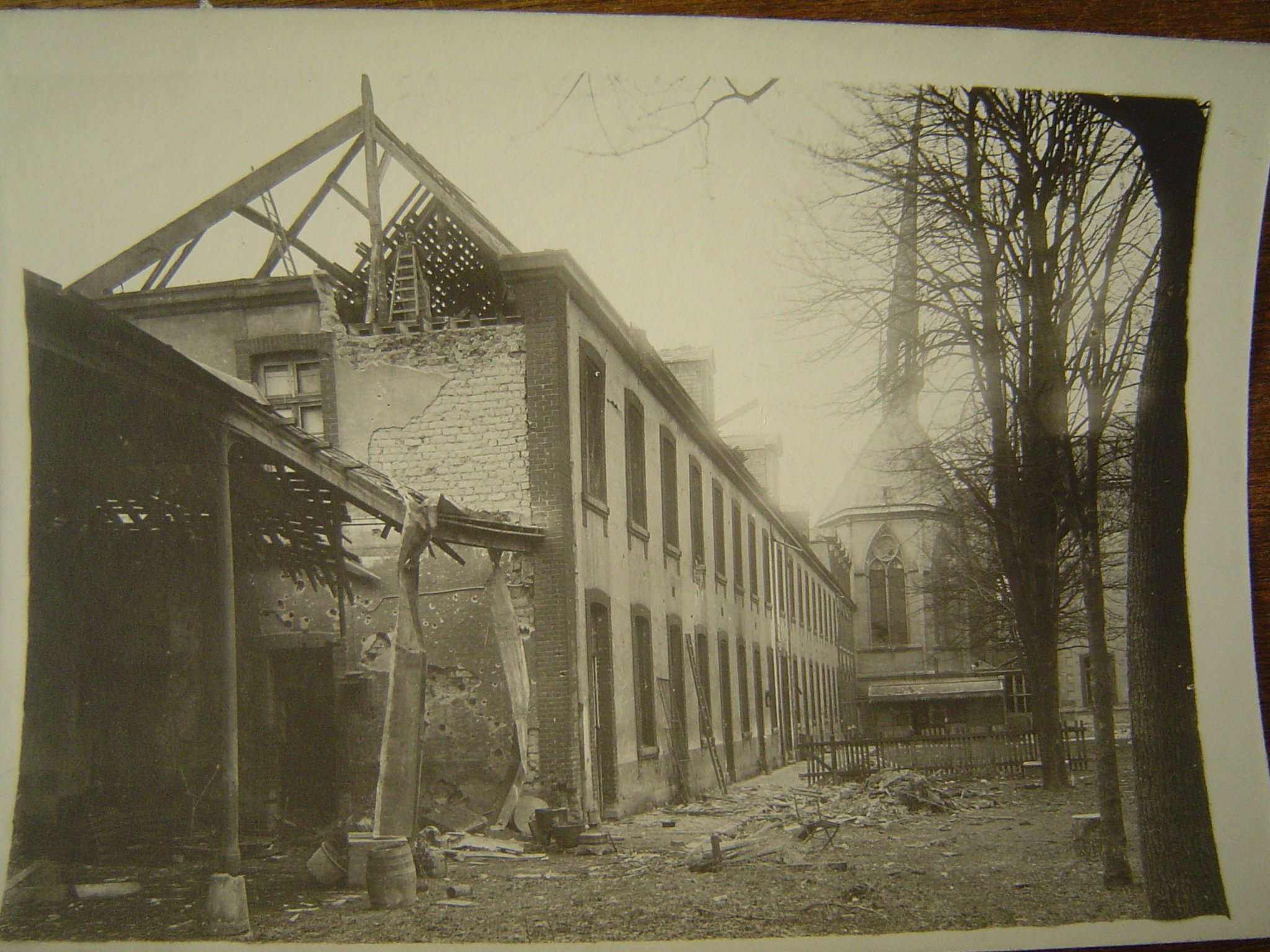
Bâtiment situé rue des Capucins endommagé
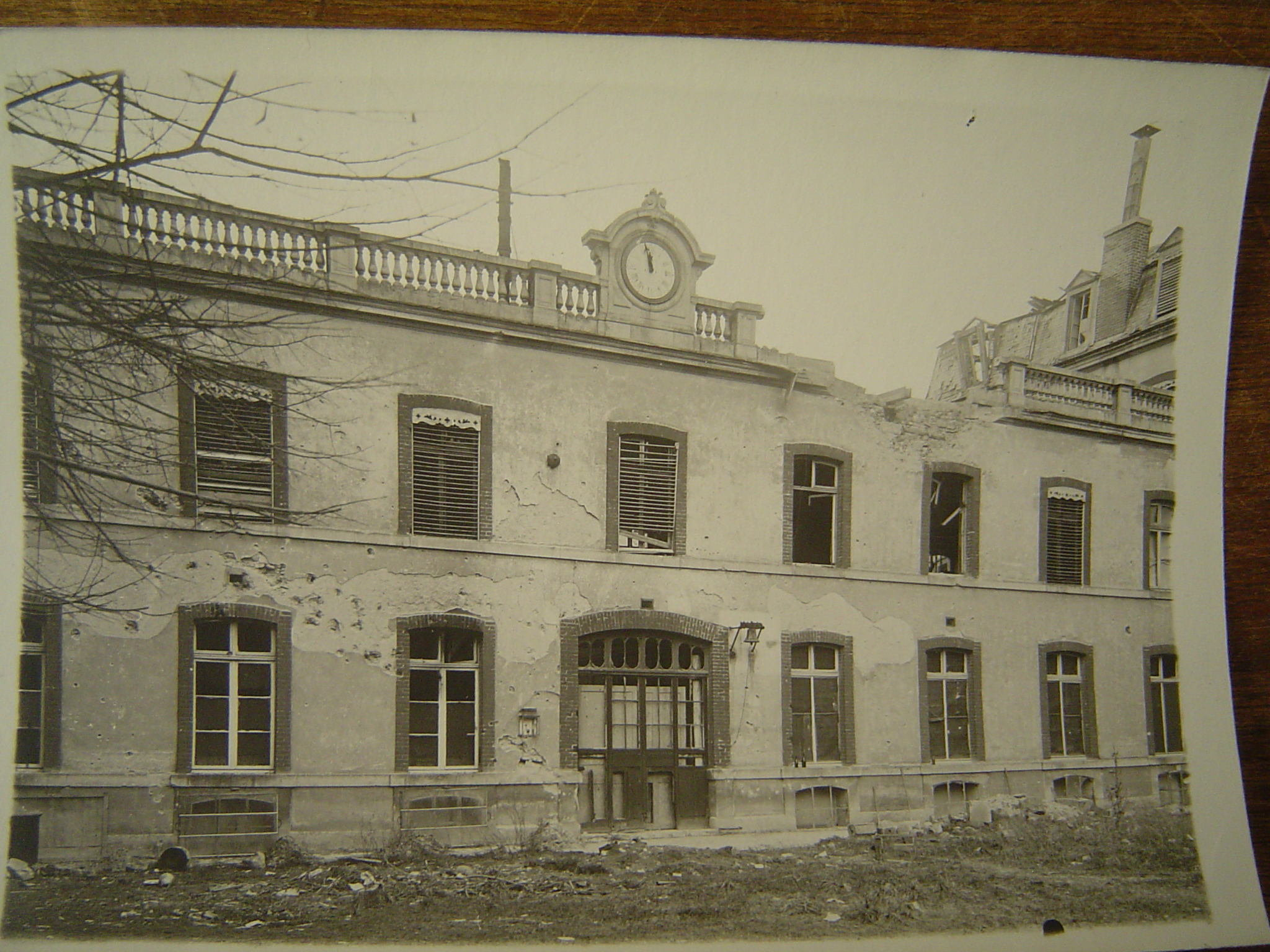
Bâtiment de la cour d'honneur endommagé

#### Entre les deux guerres (1919 - 1939)

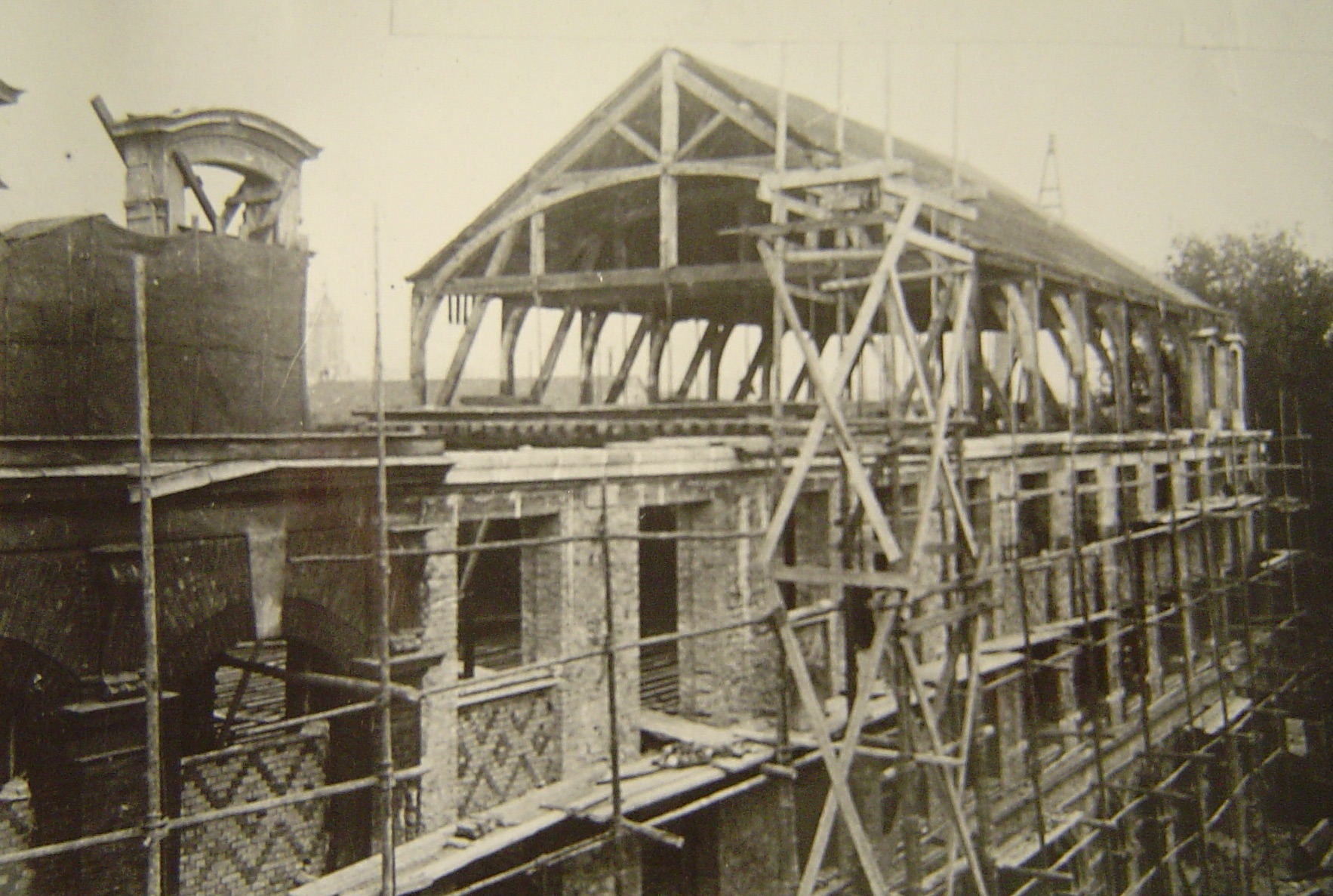
Reconstruction du bâtiment d'internat après la Première Guerre Mondiale

Malgré de terribles blessures, le Collège était encore debout, et l'on pouvait envisager sa remise en état.
La situation religieuse, en particulier au regard des Congrégations, paraissait changée en France depuis la guerre ; aussi avant d'entreprendre les travaux de reconstruction, une démarche fut-elle effectuée par le père Cotteau de Simencourt, nommé Supérieur du Collège, et quelques membres du Conseil d'Administration, auprès du Supérieur Général des Frères, à Paris, pour s'enquérir du désir que les frères pourraient avoir de rentrer à Reims et de réintégrer leur ancien Pensionnat. Le Frère Général ayant répondu par la négative, les travaux de réparation indispensables furent entrepris pour assurer la réouverture du Collège en octobre 1919.
Ce furent les mêmes administrateurs qui se dépensèrent pour la restauration du Collège : Monsieur Marcel Gallice, président ; le Docteur René Jacquinet, administrateur délégué, Monsieur Gindre reprit sa place de directeur ; le père Pierre Charbonnet fut chargé des fonctions de Préfet, qu'il conservera jusqu'en 1930 ; le père Virion retrouvait sa place de père spirituel et restera au Collège jusqu'en 1923 ; le père André Halgrin assura les fonctions de père ministre de 1919 à 1923 ; le père Jean de Bretizel lui succéda de 1923 à 1938 ; le père Halgrin reprit ses fonctions pour l’année 1938-39 et Monsieur Maurice Lecoq succédait, comme économe, à Monsieur Charlier.
L'effort de première réfection porta sur le bâtiment du groupe central et sur le bâtiment situé le long de la rue des Capucins. En 1920, la grande chapelle est rendue au culte. 1924 vit l'achèvement de la restauration du Collège par la reconstruction complète du grand bâtiment des cuisines et réfectoires, dans lequel deux dortoirs de soixante lits chacun, avec lavabos individuels, remplacèrent l'ancienne grande salle des fêtes, éventrée par un obus de 380, tous ces travaux effectués sous la magistrale direction de Monsieur François Maille, architecte.

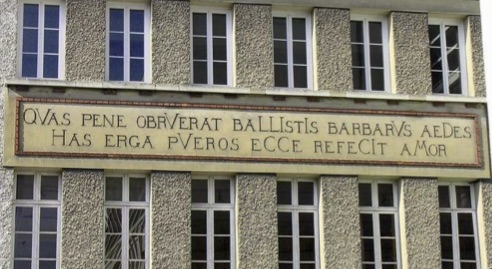
Inscription apposée sur un côté du bâtiment des dortoirs

Une inscription due au Père Darmeval a été apposée sur un des côtés du bâtiment des dortoirs. Elle intrigue par sa forme :
QVAS PENE OBRVERAT BALLISTIS BABARVS AEDES
HAS ERGA PVEROS ECCE REFECIT AMOR
que l'on peut traduire par :
CE QUE LA VIOLENCE AVAIT PRESQUE DÉTRUIT
LE ZÈLE POUR L'ENFANCE VOYEZ L'A RECONSTRUIT
Les lettres majuscules de ce distique, hormis la première lettre de chaque vers, représentent des chiffres romains : MDCCCLLVVVVIII, soit 1000 + 500 + 300 + 100 + 20 + 3 = 1923, ce qui indique l'année d'achèvement de ce bâtiment.
En 1924, la société propriétaire procéda à l'acquisition de la maison située au 27, rue de Venise.
Les 28 et 29 mai 1924, se déroulèrent les fêtes du cinquantenaire, au cours desquelles eut lieu la bénédiction des plaques de marbre commémoratives des 245 maîtres et anciens élèves morts à la Grande Guerre.
En 1926, achat d'un terrain de 5 hectares à Cormontreuil. Ce vaste terrain n'était que marécage, fondrières, trous d'obus noyés et étangs pestilentiels et fut remblayés par  t80 000 mètres-cubes de gravats et matériaux de démolition évacués depuis la ville de Reims alors en pleine reconstruction. « L'Association Sportive Saint‑Joseph des Champs », fondée cette même année, collecta des fonds pour financer l'aménagement d'un stade d'athlétisme : piste, portique, agrès, sautoirs, toilettes et piscine alimentée par l'eau de la Vesle. Le grand artisan en fut le père Jilliot.
Sa restauration matérielle terminée, le Collège reprenait aussi son organisation intérieure d'autrefois par la nomination d'un père Recteur, en 1929, le père François Lepoutre, auquel succédèrent les pères Bernard Leib, 1930‑32, Jean Desplanques, 1932‑37, Pierre Charbonnet, 1937‑42. Le père Pierre Charbonnet resta Préfet de 1919 à 1930, et eut comme successeurs les pères Floris Wattel, 1930‑35, Gabriel Joppin, 1935‑37, André Valton, 1937‑39.
Parmi les professeurs entrés au Collège entre les deux guerres, nous rappelons :
- Monsieur Georges Bonnet, de 1921 à 1941,
- Monsieur Charles Feist, professeur d'Allemand de 1920 à 1957,
- Monsieur Pierre Félix, professeur de Sciences Physiques de 1932 à 1975,
- Mademoiselle Hengen, de 1920 à 1940,
- Monsieur André Poitou, professeur de sixième ou de cinquième entre 1925 et 1962,
- Monsieur Nicolas Smetzkoï, professeur de Mathématiques de 1930 à 1975,
- Mademoiselle Elisabeth Viance, professeur de classes enfantines de 1922 à 1973,

Le nombre des élèves continuait sa progression ascendante pour atteindre le chiffre de 518 en 1938‑39.
La tradition se maintenait concernant les méthodes de travail et de formation religieuse. Le règlement s'assouplissait : abandon de l'uniforme, même la casquette ; entrée pour les externes, chaque jour, retardée à 8 heures ; suppression de la classe de catéchisme du dimanche ; sortie le jeudi et le dimanche pour les pensionnaires et même le samedi soir une fois par mois.
En janvier 1929, fut créé le bulletin « Le Sourire de Reims », réalisant une liaison entre le Collège, les familles et les anciens élèves.
La santé des élèves fait l'objet d'une surveillance attentive des maîtres et des médecins attachés au Collège. Indépendamment des soins accordés aux élèves malades, l'inspection médicale préventive fut organisée pour les pensionnaires en 1927 ; elle sera étendue à tous les élèves en 1942 ; elle comporte également la surveillance radiologique pulmonaire de tout le personnel.
En septembre 1933, une modification intervint dans la gestion du Collège : une nouvelle société « L'Association Saint‑Joseph », composée d'anciens élèves et de parents d'élèves, loua l'immeuble, pour neuf ans, à la Société Rémoise Immobilière, propriétaire, et prit en mains la gestion du Collège.
En 1938, la Société propriétaire procéda à une augmentation de capital, qui permit d'acheter l'immeuble du 31, rue de Venise, de procéder à des aménagements nécessaires, à l'installation de laboratoires et d'amphithéâtres pour les cours de physique et de chimie, à l'installation d'un nouveau dortoir au troisième étage du grand bâtiment, à la construction d'une galerie vitrée le long des bâtiments autour de la cour du Sacré‑Cœur. Le passage central fut supprimé et devint le bureau du père Préfet.

#### Pendant la Seconde Guerre Mondiale (1939 - 1945)[9]
La mobilisation de septembre 1939 et la nouvelle Guerre Mondiale devaient encore troubler gravement la vie du Collège, le père Préfet, l'économe et la plupart des maîtres furent immédiatement mobilisés. Dès le 9 septembre, les sept-huitièmes du Collège furent réquisitionnés pour devenir l'hôpital complémentaire Saint‑Joseph. Le père Charbonnet, Recteur, obtint de conserver, pour les élèves, les bâtiments et cours situés le long de la rue des Capucins, la chapelle, les chambres des deuxième et troisième étages du bâtiment près de la chapelle pour loger les professeurs, ainsi que les maisons des 27 et 31, rue de Venise. L'entrée du Collège était transférée 177bis rue des Capucins.
La rentrée se fit, le 2 octobre, avec 250 élèves, plus 150 élèves du Petit Séminaire, dont les bâtiments étaient également réquisitionnés. Ces séminaristes logeaient à la Maîtrise, et les vingt pensionnaires du Collège à la Maison des Retraites de Cormontreuil. Les repas de midi étaient pris au restaurant Misson, rue Gambetta.
Le père Charbonnet remplit les fonctions de Recteur et le père Henri Couvreur celles de Ministre.
En mai 1940, pendant les vacances de la Pentecôte, ce fut le déclenchement de l'offensive allemande ; les professeurs et les religieuses quittèrent Reims le 14 mai et le père Charbonnet le 18.
Après la débâcle et l'armistice, le père Charbonnet put rentrer à Reims le 17 juillet et trouva le Collège complètement occupé par les Allemands ; il put cependant installer une permanence dans la chapelle. Un incendie, le 6 août, détruisant une partie du second étage du bâtiment près de la chapelle, fut l'occasion de sérieux ennuis pour le père Charbonnet avec la Kommandantur, qui l'accusait d'avoir mis le feu aux bâtiments.
En août, arrivait, comme Préfet, le père Robert Du Parc.
La rentrée, qui ne pouvait se faire rue de Venise, eut lieu, le 1er octobre, dans des locaux de l'Institution Notre‑Dame, rue Saint‑Pierre‑Les‑Dames ; les pensionnaires couchaient 14, rue Saint‑Hilaire, et les professeurs étaient installés 7, rue Rogier.
En novembre 1940, la formation sanitaire allemande quitta Reims, laissant au Collège un détachement qui ne partira que le 28 avril 1941. Une annexe de l'hôpital civil viendra occuper le grand bâtiment des dortoirs. Professeurs et élèves furent autorisés à réintégrer le Collège le 3 janvier 1941.
Le 23 juin 1941, le père Du Parc était arrêté par deux officiers allemands, mais relâché quelques jours après, jugé à Châlons et heureusement acquitté.
À la rentrée d'octobre 1941, le chanoine Leflon fut nommé directeur du Collège. À la fin de l'année 1941‑1942, le père Charbonnet et le père Du Parc furent remplacés par le père Bernard Leib et le père André Valton, comme pères Recteur et Préfet.
La rentrée de 1942 a marqué un tournant important dans l'histoire du Collège. Depuis quelques années se posait la question d'un renouvellement de la structure scolaire, qui n'imposât plus le même règlement aux élèves des grandes classes comme aux plus jeunes. C'est ainsi, dans le but de développer la personnalité de chacun à la faveur d'un climat d'amitié communautaire, qu'en octobre 1942, le père Leib, devenu Recteur, lançait avec le père Kehrig et quelques autres pères, l'organisation des « Équipes » en première Division.
Après quatre ans d'expérience, la vie des « Équipes à Saint‑Joseph de Reims » fut exposée, le 21 octobre 1946, à Radio‑Vatican par le père Leib. À cet exposé, nous faisons de larges emprunts :
La première Division, qui comprend les élèves de Mathématiques, Philosophie, Première et Seconde, a changé de configuration ; on n'y trouve plus la surveillance continuelle d'usage, parce qu'un sujet de cet âge doit être capable de comprendre son devoir et de le remplir, devoir de travail sérieux et approfondi, devoir de bonne camaraderie. En entrant dans les Équipes, les jeunes doivent déjà saisir ce qu'est une responsabilité, pour se sentir responsables eux‑mêmes de leur éducation, de leur progrès, de leur avenir et de leurs démarches, de leur travail et de celui des autres.
Ce que l'on trouve, c'est la vie en équipe.
Chaque équipe comprend environ douze élèves, internes et externes mélangés, de Philosophie, Mathématiques, Première, Seconde ; il s'y rencontre des éléments de chacune de ces classes.
L'équipe a son local où les équipiers font leur travail d'étude. Elle a sa table au réfectoire. Elle est groupée au dortoir. Elle a un chef d'équipe et un second, qui sont de simples camarades, mais aussi des chefs au sens complet du mot, c'est‑à‑dire des responsables, devant l'administration du Collège, de la vitalité et de l'élan de l'équipe. Les chefs d'équipe sont choisis par les responsables du Collège, qui connaissent les sujets capables, pour les avoir vus à l'œuvre. Parce que l'équipe cherche d'un même cœur à progresser, intellectuellement et spirituellement, son climat est un climat d'amitié.
Les équipes ne sont d'ailleurs pas closes les unes aux autres, ce ne sont pas des « clans », elles forment une « communauté » à la tête de laquelle se trouvent le Chef des Équipes, dit Chef de groupe, un élève, et le Chef de la Division, un éducateur, qui veille sur tout sans surveiller.
La journée commence, au lever, par douze minutes d'hébertisme en plein air. En dehors de la Messe de groupe au milieu de la semaine, la Messe est libre. Ce n'est pas que les Équipes la considèrent comme accessoire mais elle prend, disent les jeunes chefs d'équipe, tout son prix dans la mesure où nous cherchons, en toute liberté et intelligence, à entrer dans le sacrifice de Notre‑Seigneur et à mener une vie religieuse authentique. La Messe est le centre de toute vie chrétienne authentique ; ceux d'entre-nous qui l'ont compris y voient le meilleur de leur prière et la source de leur courage : "la Messe est libre, pour que, quotidiennement si tu le veux, tu puisses y aller librement".
En dehors des heures de classe qui occupent toute la matinée, chaque équipe a, de 14 heures à 16 heures, deux jours de sports, et les autres jours, une activité propre : dessin, photo, théâtre, marionnettes, imprimerie, reliure, le bois, bâtiment, taudis...
En 1942, le père Gérard de Tassigny est Chef de la Première Division, qui compte 97 élèves répartis en 9 équipes. En 1943, le père Maurice Lesteven lui succède ; la première Division compte 123 élèves en 10 équipes.
En 1943, M. Lucien Coftier fut nommé professeur d'Éducation Physique ; il se dépensera généreusement dans ses fonctions jusqu'au 1er juillet 1969.
Durant l'année 1943-1944, sous le nom de Robert Laurent, Bernard de Lattre de Tassigny, recherché par les Allemands, est pensionnaire de 2e C.
Durant l'année 1944‑1945, le chauffage se révélant impossible dans les classes du bâtiment sur la rue des Capucins, ces classes sont repliées dans le bâtiment central ; une classe est même installée dans la salle de douches. Ce fut l'année des bombardements qui obligèrent à suspendre les activités des équipes de première division.

#### De la Libération au Centenaire (1945-1974)
Au père Bernard Leib, Recteur de 1942 à 1948, succédèrent, comme pères Recteurs, le père Albert Corset, de 1948 à 1954, le père Roland Maille, de 1954 à 1963, le père Charles de Seze, de 1963 à 1971, le père Jean‑Marie Dubromelle de 1971 à 1977.
Comme Préfet des Études, le père André Valton succéda au père du Parc, de 1942 à 1971 ; puis le père Hubert Baratchart, déjà régent au Collège en 1953, pour le premier cycle, et le père de Seze pour le second cycle. Le père Marcel Bernamont fut Préfet du Petit-Collège de 1948 à 1964, et depuis 1964, cette fonction est assurée par le père Jean Delannoy.
Les fonctions de père Ministre furent remplies par le père Edouard Lepoutre de 1940 à 1956, le père Noyelle de 1956 à 1968 et par le père Jean Peltier de 1968 à 1983.
Monsieur Maurice Lecoq, économe du Collège depuis 1919, devait décéder en 1960. Sa succession fut assurée depuis cette date par son gendre, Monsieur Joseph Gandou.
Le terrain de Cormontreuil fut remanié de manière importante, l'équipe X en étant le maître d'œuvre : création d'une piste de 400 mètres et d'un terrain d'honneur au centre de la piste.
Le développement du Collège, l'augmentation constante et progressive du nombre des élèves, passant de 576 en 1947 à 948 en 1974, nécessitèrent une extension de l'Établissement au point de vue terrain et locaux.
Peu à peu, à l'aide de prêts ou d'emprunts, la Société propriétaire fit l'acquisition de propriétés avoisinantes : en 1953, 1 200 m2 de terrain appartenant à la Visitation sur la rue de Venise ; en 1954, achat d'une maison 46 et 48 rue des Moulins ; en 1957, achat des maisons 36, 42 et 44 rue des Moulins ; en 1958, l'immeuble 187 rue des Capucins ; en 1960, c'est l'acquisition de la propriété de la Visitation, 8 rue de l'Equerre et 11‑13 rue de Venise. Achat, en 1963, de l'immeuble 52 rue des Moulins ; en 1966, des immeubles 34 rue Paul‑Adam et 54 rue de Venise, pour logement de professeurs et en 1969, des immeubles 181 et 185 rue des Capucins.
Des constructions importantes furent entreprises, en particulier celles du gymnase et du bâtiment de Première Division.
Le gymnase, couvert, fut édifié en 1958‑59, permettant les classes de gymnastique, même par mauvais temps, et les matches de hand-ball lorsque les terrains de Cormontreuil deviennent impraticables en hiver. Ce gymnase est de grandes dimensions : le plateau, à 7 mètres sous plafond, mesure 43,5 mètres sur 25 mètres. Toute la largeur du fond est occupée par un podium de 6,5 mètres de profondeur, dont le sous‑sol, servant de remise et débarras, a pu être utilisé temporairement comme atelier de troisième et de quatrième.
Le bâtiment de Première Division fut édifié en 1958‑60 et ouvert en septembre 1960. Il comprend au rez‑de‑chaussée les laboratoires et le réfectoire ; au premier étage les classes ; au second les locaux d'études des équipes ; au troisième les dortoirs.
De l'immeuble de la Visitation, ne fut conservée que la partie ancienne de l'Abbaye de Saint‑Étienne‑les‑Dames, sur la rue de l'Équerre, et dans laquelle furent aménagés les laboratoires de physique et de photographie du père Maurice Lesteven, régent des Équipes en 1943‑45, revenu de Lille en 1963, directeur des études à Vannes depuis 1970 ; ce bâtiment a abrité ensuite les activités des équipes Expression, Paléontologie Archéologie. Entre ce bâtiment et le Collège, furent édifiés des ateliers d'équipes de 1re Division.
Alors que les Centres de Documentation et d'Information ouvrent dans tous les collèges et lycées de France en 1973, le Collège se dote dès 1962 d'une "salle des Belles-Lettres". Voici un extrait d'un texte qui présente en 1959 l'idée de cette salle :
« Une bibliothèque, une vraie, mais qui soit tout autre chose qu’une bibliothèque : une salle d’expériences et de découvertes, de manipulations silencieuses et personnelles, de collaboration… un "laboratoire" des Belles-Lettres. Une salle où tout porterait, comme par incantation, au goût de la découverte.
Il n’y aura donc là que des livres qui soient des livres et non pas des « bouquins ». [...] On admettra les ouvrages récréatifs en langue étrangère, pourvu qu’ils soient de qualité, parce qu’ils demandent un effort, les atlas, les encyclopédies pour adolescents, les histoires anciennes, les histoires des civilisations, les mythologies, les initiations aux arts, aux techniques, en un mot toute la documentation que devrait pouvoir consulter un garçon quand il veut expliquer un texte, prospecter une ligne qui l’intéresse, composer un devoir. Et se trouveront présentes les œuvres littéraires proprement dites, entendues aussi bien qu’au théâtre de Molière, on fera bon accueil aux contes d’Andersen, parce qu’ils pétillent de fraîcheur et d’imagination, à ceux de Perrault, parce que la langue en est parfaite, mais aussi à Tartarin parce que de nos jours la lecture de Daudet est encore très profitable.
Dans cette salle, on voudrait que tout soit mis en œuvre pour donner au LIVRE la place d’honneur. »
En 1971, il fut procédé à une réfection complète des cuisines et à une transformation importante du chauffage central, qui était au fuel, par une nouvelle chaudière au gaz naturel, en vue de la transformation totale future au gaz.
Le terrain de Saint‑Joseph‑des‑Champs continua à être amélioré par l'abattage de nombreux arbres, l'aménagement des terrains de hand‑ball et de volley‑ball, et enfin la création d'une piste de 400 mètres. En 1970, l'Association Sportive fit l'achat, en vue de l'extension des terrains de sports, que réclamait le nombre croissant des élèves, du terrain boisé voisin, que les élèves appelaient « le Bois », entre la route de Cormontreuil et la Vesle, propriété de l'Association Missionnaire.
La fête annuelle du Gala des Équipes, mettant en valeur, dans leurs différents stands, les travaux réalisés par les Équipes, revêt chaque année une plus grande importance.
Chaque année également, la réunion et l'Assemblée Générale des Anciens Élèves, traditionnellement maintenues le jour de l'Ascension, procurent à tous la joie de se retrouver et l'occasion d'évoquer bien des souvenirs.
L'Association des Anciens Élèves continue la tradition sous les présidences successives de Raoul de la Morinerie de 1938 à 1957, Jean‑Marie Bouvier de 1957 à 1964, Robert Charlier de 1964 à 1967, Jean‑Claude Moreaux de 1967 à 1971, Michel Bruneau de 1971 à 1977. L'attachement à leur Collège et l'union amicale se manifestent parmi les jeunes générations comme chez les plus anciennes. Le jour de l'Ascension 1949, fut fêté le 75e anniversaire du Collège, à l'occasion duquel fut éditée, par l'équipe d'imprimerie, l'Histoire du Collège, écrite par le Docteur André Jacquinet. Depuis le 8 décembre 1957, fête de l'Immaculée Conception de la Sainte Vierge, chaque Dimanche, la Messe est célébrée au Collège pour tous les élèves, anciens et actuels, vivants ou défunts.
La revue le « Sourire de Reims » reprit sa publication en septembre 1947, assurée successivement par les pères Couvreur et Valton, mentionnant, à côté du « Carnet des Anciens » de plus en plus important, les événements joyeux ou douloureux touchant les maîtres et les élèves.
La loi Debré promulguée en 1960 a profondément modifié les habitudes pédagogiques : L'État accorde une aide financière aux établissements scolaires sous contrat, mais en échange, les matières et les programmes doivent être les mêmes que dans l'Enseignement Public. Les enseignants sont rémunérés par l'État ce qui allège d'autant les finances de l'établissement.
Entre autres conséquences de l'application de cette loi, l'enseignement de l'allemand est introduit en 1973 et les "10%", prônés par la réforme Fontanet, permettent de diversifier et de décloisonner l'enseignement. On retrouve un peu de la liberté pédagogique antérieure.
Quelques professeurs dont l'ancienneté est marquante : 
- Mademoiselle Jeanne Aubert, professeur de sixième de 1946 à 1974,
- Père Hubert Baratchart, régent de 1953 à 1955 puis de 1960 à 1963, adjoint au père Préfet auquel il succéda de 1971 à 1981 pour le premier cycle et enfin chargé de catéchèse en 1981-1982 ,
- Mademoiselle Baronnet, professeur au Petit-Collège de 1950 à 1984,
- Madame Rose-Marie Chauré, éducatrice au Petit-Collège de 1962 à 2000,
- Père Jean‑Marie Delcourt, père spirituel des sixièmes et cinquièmes de 1949 à 1982,
- Madame Lucie Delvare, professeur au Petit-Collège de 1959 à 1983,
- Père Jean Fernet professeur de Lettres de 1969 à 1976 puis de 1979 à 1981,
- Père René Flament, neveu de son homonyme décédé, régent des Équipes en 1948‑1949, aumônier des Équipes de 1954 à 1970 puis de 1977 à 1987,
- Père André Gallet, professeur de Math‑Elem. en 1930, de 1935 à 1937 et de 1939 à 1942, puis professeur d'anglais jusqu'en 1954,
- Monsieur Daniel Graveron professeur de Lettres Classiques de 1956 à 1970,
- Père Jean Hémery, surveillant de troisième division de 1931 à 1933, de deuxième division en 1935-1936, professeur de Lettres de 1957 à 1973 au lycée,
- Père François Herzog professeur de Lettres de 1972 à 1987,
- Père Francis Laloux, régent de 1953 à 1956, professeur de quatrième et troisième de 1957 à 1971, et aumônier des Équipes de 1971 à 1976,
- Père Guy Lepoutre, professeur de Philosophie de 1963 à 1965 et de 1966 à 1986,
- Madame Jeannine Petit, professeur au Petit-Collège de 1953 à 1983,
- Père Marcel Schielé, professeur de Mathématiques en terminale C de 1962 à 1974,
- Monsieur Czeslaw Sugajski, professeur d'anglais de 1948 à 1973,
- Père André Valton, surveillant de 1927 à 1929, professeur de Philosophie de 1933 à 1936, Préfet de 1937 à 1939, professeur de Philosophie en 1940‑1941 et Préfet de 1942 à 1971 et Conseiller pédagogique de 1971 à 1990,
- Père Jean Waltz, professeur de sixième de 1945 à 1974.

Le frère Aimé Adam, dans les fonctions de secrétaire de la direction du Collège de 1940 à 1975, se dépense pour tous, recteur, préfets, professeurs et élèves, avec le même empressement souriant, dans une tâche souvent ardue ; le frère René Jeandin, au service du Collège de 1940 à 1983, fermier du terrain de la rue Jacquart pendant les années de guerre, assure une part de la subsistance, jardinier et dépensier.
Les religieuses de l'Hôtel‑Dieu de Reims jusqu'en 1928, puis les religieuses tertiaires Carmélitaines du Luxembourg jusqu'en 1975, se dévouent tant pour les examens médicaux scolaires que pour les soins aux élèves et aux pères malades.
En raison de la loi du 8 juillet 1969, la Société Immobilière, propriétaire du Collège, jugea opportune sa transformation en Association selon la loi de 1901. Celle‑ci fut décidée lors de l'Assemblée Générale Extraordinaire du 6 décembre 1972, sous la dénomination de « Association Rémoise Immobilière et d'Enseignement Secondaire », avec, comme président, Monsieur Jean Harmel.
En 1969, on confie la restauration des élèves à une société extérieure, la SHIF (Société Hôtelière d'Île-de-France).
En 1973, la création de la traversée urbaine de l'autoroute A4 a scindé le terrain de Cormontreuil en deux parties. Le terrain situé au delà de l'autoroute sera plus tard revendu à la ville de Cormontreuil.

#### Du Centenaire à la fin du siècle (1974 - 2001)
Depuis les années 1960 les effectifs d'élèves ont fortement augmenté, passant de 600 élèves à 1 200 en 2005. Dans le même temps, les effectifs des jésuites présents et actifs dans le Collège ont fortement diminué (ils étaient 20 en 1967 et 2 en 2008). Les postes importants occupés par les Pères jésuites ont peu à peu été transmis aux laïcs : Trois secrétaires ont été embauchés lors du départ du Frère Adam : Mesdames Michèle Mangé, Colette Joly et Raymonde Mouro. Un intendant, Monsieur Martel, a remplacé le Père Ministre en 1976. Un Préfet laïc a été nommé en 1981 (Mlle Marie-Annick Caillet, au collège en tandem avec le Père Alban Vignon) puis un deuxième (Monsieur Christian Picart) en 1983 et un troisième (Monsieur Jean-Marie Vandermeer avec Monsieur Gilles Guériguen et le Père Gérard Dumoulin) au lycée en 1984. Une infirmière laïque est arrivée au service de la santé des élèves en 1975.
Alors que l'orientation des élèves était depuis toujours du ressort du Préfet jésuite, l'arrivée d'un laïc à la direction du lycée a exigé la création d'un Bureau de Documentation et d'Information (BDI), ce qui fut fait en 1984. La gestion en fut confiée à Madame Colette Joly.
Dès le milieu des années 1970 s'est engagée une réflexion sur l'avenir des « collèges jésuites » de France, rendue nécessaire parce que la situation devenait de plus en plus intenable : le nombre d'élèves augmentait mais celui des religieux jésuites présents dans les établissements diminuait. La Compagnie s'était retirée de certains établissements (Tours Poitiers, Boulogne, Dole...) ; ailleurs on avait fusionné avec d'autres établissements catholiques (Lille, Metz, Lyon...). Une autre solution fut alors adoptée : la coresponsabilité pédagogique, administrative et financière. On décida de mettre en place des associations réunissant jésuites et laïcs, avec statuts et règlement intérieur, fonctionnant selon le mode des associations de la loi 1901. A Reims, après deux ans de préparation, quand le Père Jean-Marie Dubromelle dirigeait l'établissement, l'Association Saint-Joseph fut fondée le 11 janvier 1978, le Père Yves de Colnet étant Recteur de Saint-Joseph. Elle remplaça l'ancien Conseil d'Administration et de gestion qui venait d'être dissous. Le premier président fut Monsieur Edmond Butruille.
De nombreux changements pédagogiques ont eu lieu dans les années 1980 : introduction d'une initiation aux Sciences Économiques et Sociales en 1980, de l'espagnol comme deuxième langue vivante en 1981, de l'enseignement de la Technologie en 1985... Depuis la fin des années 1990, l'ouverture à l'international a été favorisée par deux types d'initiatives : un partenariat avec des établissements catholiques étrangers (en Hongrie, Autriche, Allemagne, Danemark, Canada, États-Unis, Argentine, Australie...) et des voyages à l'étranger tant individuels que collectifs (courts séjours, pèlerinages, ou déplacements plus importants). Les lycéens peuvent préparer des certificats de langues étrangères (First certificat, Zertifikat Deutsch). Simultanément l'enseignement des langues vivantes a été renforcé par la mise en place de classes à effectifs réduits et de classes bilangues. Des clubs d'anglais ont été créés au CP, au CE1 et au CE2 dès 1993.
Signe de la prise en compte de la révolution numérique qui débutait alors, l'année 1981 vit la création d'une équipe informatique au lycée.
Les jésuites, désirant s'investir dans d'autres domaines que le scolaire, la communauté qui auparavant résidait dans les locaux du Collège a déménagé dans une construction neuve située rue de l'Équerre en 1986. Ce changement a été mal perçu par la communauté éducative qui voyait ce départ comme un abandon.
Petit à petit, les effectifs de la section littéraire ont diminué, diverses solutions ont été essayées pour garder cette section, comme la mise en place d'une section mixte lettres et sciences. Il a fallu fermer cette section et ouvrir une section économique en 1992.
La restauration classique des internes et des demi-pensionnaires fut abandonnée et une nouvelle cuisine, une chaîne de distribution des repas débouchant dans une grande salle lumineuse du rez-de-chaussée ainsi qu'une laverie à la sortie de cette salle furent installées en 1992.
En 1994 et 1995 fut construit un bâtiment donnant sur la rue de Venise et destiné à accueillir des salles de classe pour le Petit-Collège.
Au cours des années 1980 une réflexion s'est engagée à propos de la mixité, la crainte étant qu'elle soit incompatible avec la vie en équipe. En définitive, le conseil d'administration a décidé l'introduction de la mixité à l'école à la rentée 1993, au collège à la rentrée 1995 et au lycée à la rentrée 1999. Il fut décidé que les trois niveaux devaient devenir mixtes simultanément afin de créer des équipes de filles car celles-ci ne sont pas mixtes.
Une autre décision d'importance a été prise par le conseil d'administration : l'ouverture d'une section accueillant des enfants déficients intellectuellement à l'école en 1995, appelée alors CLIS (classe pour l'inclusion scolaire). Cette ouverture s'est poursuivie par celle d'une UPI (Unité Pédagogique d'Intégration) au collège en 1997. Ces deux classes portent actuellement le nom d'Unité Localisée pour l'Inclusion Scolaire (ULIS).
Au collège, les quatre études ont été rassemblées en un seul local dit de permanence et la surface libérée par deux de ces études a permis l'installation au rez-de-chaussée du bâtiment du collège d'un vaste CDI, inauguré le 30 septembre 1996 et ouvert aux collégiens comme aux lycéens.

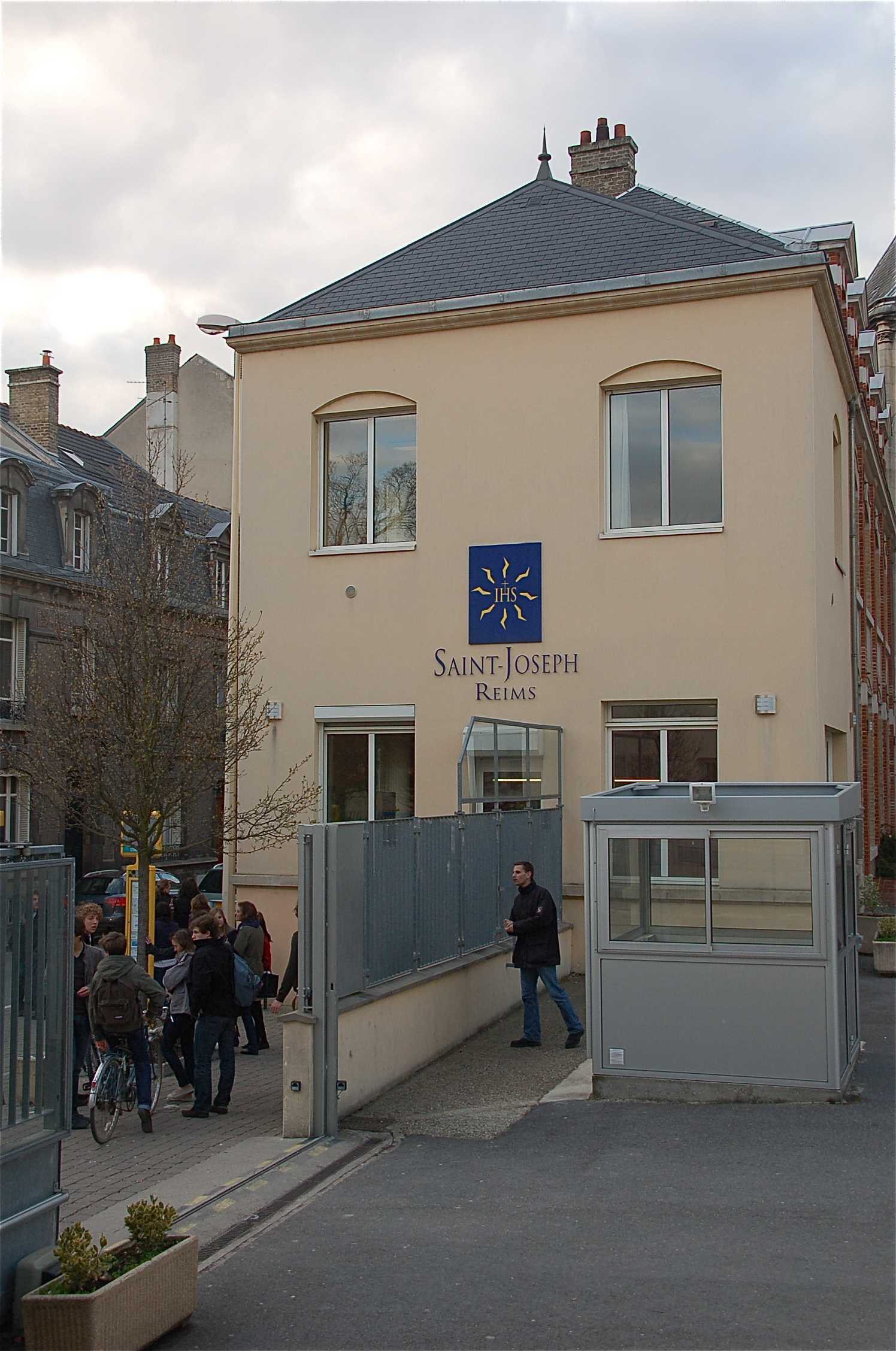
Entrée située 177 rue des Capucins

L'année 1998 a vu la mise en place du conseil de discipline ainsi que le déplacement du moment du devoir-test. En effet chaque semaine les lycéens composent un devoir en temps limité dans une des matières de leur section. Ces devoirs ont été déplacés du jeudi après-midi au samedi matin. L'exemple des lycéens a été suivi par les collégiens puisqu'on a introduit des brevets blancs dans leurs horaires. 
Une importante restructuration immobilière fut initiée en 1998 : la surface autrefois occupée par le couvent de la Visitation ainsi que les bâtiments dénommés "l'usine" furent vendus, le bâtiment situé sur la rue des Capucins fut démoli durant l'été 1999, de nouvelles salles de classe furent créées au troisième étage du bâtiment du collège et un nouveau bâtiment d'internat fut construit sur la rue des Capucins. Les services de direction prirent possession des locaux rénovés situés au-dessus d'une nouvelle entrée, située au 177 rue des Capucins en décembre 2001. Le bâtiment d'internat fut inauguré le 14 février  2001 en présence de Monsieur Jean-Louis Schneiter, ancien élève et maire de Reims. Nouveau siècle, nouvelle entrée, nouveaux locaux et nouveau logo. 
Une modification pédagogique d'importance a été voulue et mise en place par le ministère de l'éducation nationale : les Travaux Personnels Encadrés. Cette nouveauté a été introduite à la rentrée 2000. La pédagogie des TPE est proche de celle des équipes : travail en groupe, pédagogie de projet, accompagnement par un moniteur, liberté de choix...

### École Saint-Joseph, 177 rue des Capucins (depuis 2001)

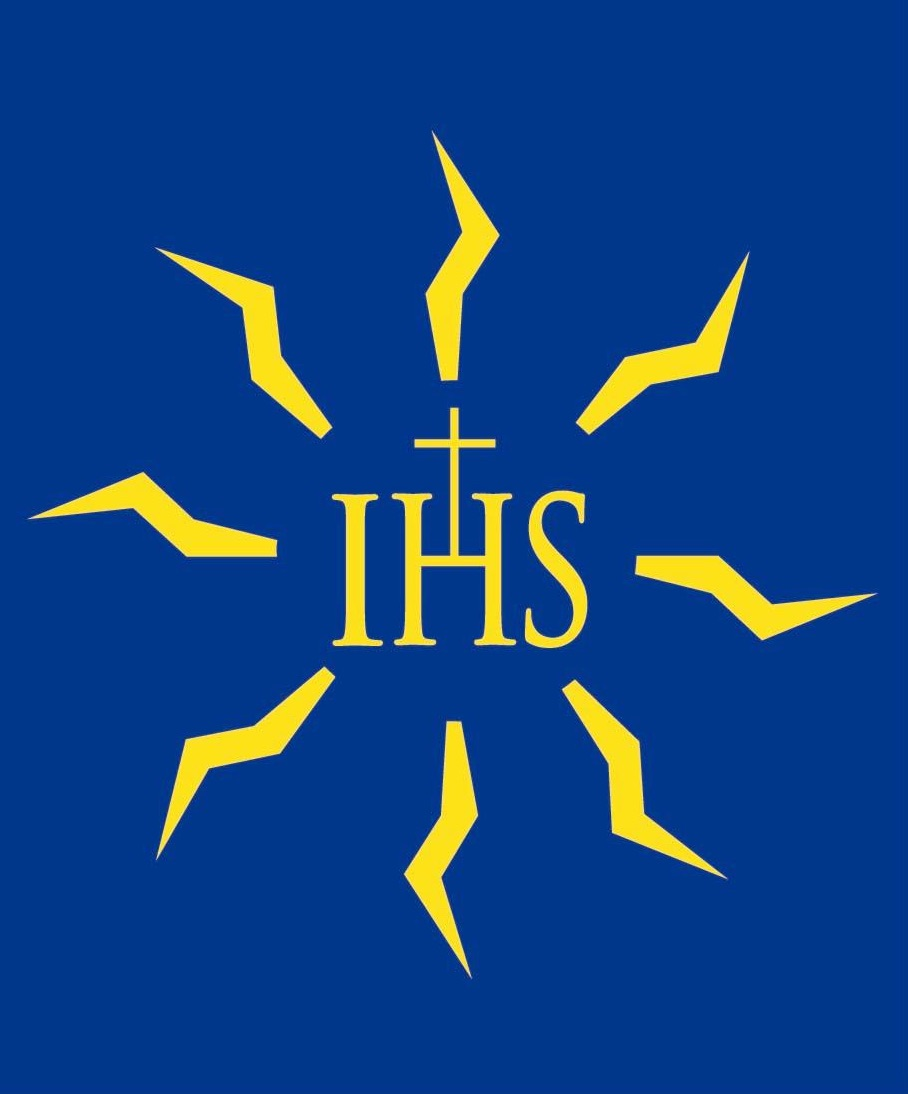
Nouveau logo de Saint-Joseph de Reims

De nouveaux aménagements furent nécessaires bien que moins spectaculaires que la transformation immobilière précédente : le troisième étage du lycée fut réaménagé, à la place des dortoirs, il fut installé dix ateliers pour les activités d'équipes et un nouvel auditorium ; l'infirmerie descendit du premier étage au rez-de-chaussée. Les locaux d'activité rénovés ont été inaugurés le 19 mars 2002, jour de la Saint-Joseph.
La gestion du service de restauration qui était au préalable confiée à une société extérieure, a été reprise en 2002 en direct par l'établissement et les personnels sont devenus membres du personnel de l'établissement.
À la suite de la fermeture de l'école maternelle Saint-Pierre, l'ouverture en 2003 de classes maternelles au sein du Petit-Collège obligea à une restructuration des locaux : nouvelles salles, nouveaux sanitaires, création d'une salle polyvalente et d'une salle à manger pour les élèves de CP et de CE1 et aménagement d'une nouvelle sortie, rue de l'Équerre. Saint-Joseph a alors accueilli 58 élèves dans les classes maternelles.
Une grille des tarifs avec un système de péréquation a été inaugurée en 2003.
Petit à petit, l'informatique a envahi tous les domaines de l'établissement : une équipe informatique a existé depuis 1981, des salles équipées d'ordinateurs reliés en réseau et à internet ont été mises à la disposition des élèves, le Centre de Documentation et d'Information (qu'on continue d'appeler "Belles-Lettres") a été lui-aussi équipé d'ordinateurs (sans perdre ses livres et revues) les laboratoires ont été équipés d'ordinateurs capables de traiter les données mesurées lors des Travaux Pratiques (ExAO)  et enfin les salles de classe ont reçu des vidéoprojecteurs et des tableaux blancs interactifs. Un Brevet Informatique et Internet (B2I) a été instauré en 2003. L'enseignement de l'option Mesures Physiques et Informatique (MPI) a été mis en place en 2004, il a nécessité l'ouverture d'un nouveau laboratoire de physique.
Le bâtiment abritant les bureaux a été démoli en 2004 et les locaux ont été transférés à proximité. La cour de récréation s'en est trouvée sensiblement agrandie.
En 2008, une œuvre énorme a démarré : la restauration de la Grande Chapelle rendue nécessaire par la fragilisation de la flèche et la vétusté de la toiture. À l'aide de dons d'entreprises et d'anciens, un travail considérable a été accompli pour la mise en valeur de ce lieu emblématique de l'établissement, lieu de mémoire et lieu symbolique pour le projet de l'établissement. Après une importante collecte de dons et une fructueuse recherche de subventions, le chantier a démarré en octobre 2010 et s’est achevé en 2015.

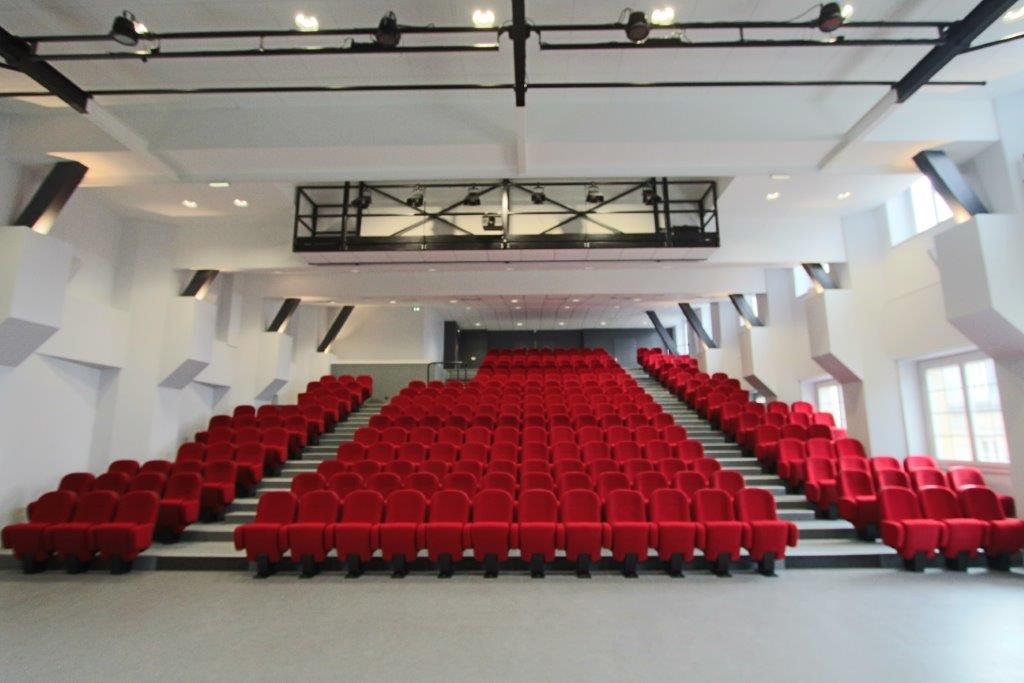
Amphithéâtre vu depuis la scène

En 2011 les Belles-Lettres (le Centre de Documentation et d'Information) a changé de lieu, il s'est installé au-dessus des réfectoires, permettant ainsi un accès facile aux lycéens, aux collégiens et aux écoliers. En déménageant, il s'est agrandi pour offrir de larges espaces à toutes les activités de documentation. Simultanément un réaménagement des locaux offerts aux lycéens a permis une meilleure organisation des temps scolaires.
Au cours de la même réorganisation des locaux un amphithéâtre est créé au-dessus du C.D.I. Doté d'une régie lumière, d'un ensemble de sonorisation et d'un système de vidéoprojection, il permet d'organiser des conférences, de jouer des pièces de théâtre, de projeter des films... Ainsi, presque un siècle après sa destruction en octobre 1918, renaissait la « grande salle » de spectacles et conférences qui avait manqué à l’établissement pendant tant d’années.
L'ARPEJ-Reims (Accompagner vers la Réussite les Parents Et les Jeunes) est créé en janvier 2015. C'est une émanation de l'établissement qui a comme vocation d'accompagner parents et élèves qui ont besoin d'une aide dans leur scolarité. Il y a un local spécifique qui se situe esplanade Fléchambault.
Après s’être considérablement amenuisé, l’effectif de la communauté jésuite connut une embellie à la fin des années 2000 : il était de 9 religieux en 2008. Mais en  2015 la Compagnie de Jésus décide de quitter Reims, la direction de l'établissement est confiée à un laïc, Madame Valérie Deslandes. La tutelle reste jésuite et un prêtre du diocèse devient le correspondant local en même temps qu'un jésuite se rend de temps à autre dans l'établissement pour assurer des rencontres, des échanges et des célébrations. La pastorale n'est pas oubliée, elle est coordonnée par deux A.P.S. (Adjointes en Pastorale Scolaire), une pour le collège, l’autre pour le lycée. De nombreux laïcs sont engagés depuis longtemps dans les actions de pastorale : préparation de la Profession de Foi, préparation de la Confirmation, temps de retraite des élèves de seconde et de terminale, projet d'action sociale en première, engagement à la Conférence Saint-Vincent de Paul...

## Les Équipes
En 1942, le projet des Équipes est lancé par les Pères Guy Kehrig, Bernard Leib, André Valton et Gérard de Tassigny. Le lycée s'appelle alors première division et comprend 97 élèves répartis en 9 équipes.
En 1946 les activités sont mises en place :
- Équipe 1 : Théâtre
- Équipe 2 : Dessin
- Équipe 3 : Photo
- Équipe 4 : Théâtre
- Équipe 5 : Théâtre
- Équipe 6 : Reliure
- Équipe 7 : Marionnettes
- Équipe 8 : Réalités sociales
- Équipe 9 : Journalisme
- Équipe 10 : Imprimerie
- Équipe 11 : Bois

En 1948, premier gala qui présente aux parents les réalisations de chaque équipe.
De 1958 à 1960, construction du bâtiment des équipes : au rez-de-chaussée les laboratoires y compris celui de l'équipe photo ; au premier étage, les salles de classe ; au deuxième étage, une quinzaine de locaux d'équipe, une bibliothèque, une chapelle, une salle de jeu et les bureaux du préfet et de l'aumônier et au dernier étage, les dortoirs. Il y a alors 14 équipes.
En 1960, achat du terrain de l'ancien monastère de la Visitation. On y aménagera une cour de récréation, une réserve botanique (entretenue par l'équipe biologie) et des locaux d'activité.
À partir de 1984 les préfets sont des laïcs.
En 1999, 3 équipes filles sont créées, il y a alors 24 équipes de garçons.
En 2002, le troisième étage du bâtiment des équipes accueille des locaux d'activité.
En 2011 le troisième étage du bâtiment des équipes est réorganisé pour abriter davantage de locaux d'activité.
Pendant l'année scolaire 2017 - 2018, les équipes sont au nombre de 27, dont voici les activités :
- Équipe 1 : Micro-entreprise (garçon)
- Équipe 2 : Graphisme et reliure (garçon)
- Équipe 3 : Photo (garçon)
- Équipe 4 : Menuiserie (garçon)
- Équipe 5 : Théâtre (garçon)
- Équipe 6 : Régie et vie de division (garçon)
- Équipe 7 : Sociale (garçon)
- Équipe 8 : Sociale (fille)
- Équipe 9 : Arts culinaires (fille)
- Équipe 10 : Arts du Cirque (garçon)
- Équipe 11 : Arts graphiques (garçon)
- Équipe 12 : Stylisme (fille)
- Équipe 13 : Court-métrage et Radio Web (garçon)
- Équipe 14 : Sports (fille)
- Équipe 15 : Architecture (garçon)
- Équipe 16 : Sociale (fille)
- Équipe 17 : Sociale (garçon)
- Équipe 18 : Communication et média (garçon)
- Équipe 19 : Déco et création (fille)
- Équipe 20 : Musique (fille)
- Équipe 21 : Musique (garçon)
- Équipe 22 : Arts culinaires (garçon)
- Équipe 23 : Photo (fille)
- Équipe 24 : Cormontreuil/Mécanique  (garçon)
- Équipe 25 : Théâtre (fille)
- Équipe 26 : Arts plastiques (fille)
- Équipe 27 : Art et Design

## Pédagogie ignatienne

### Pédagogie

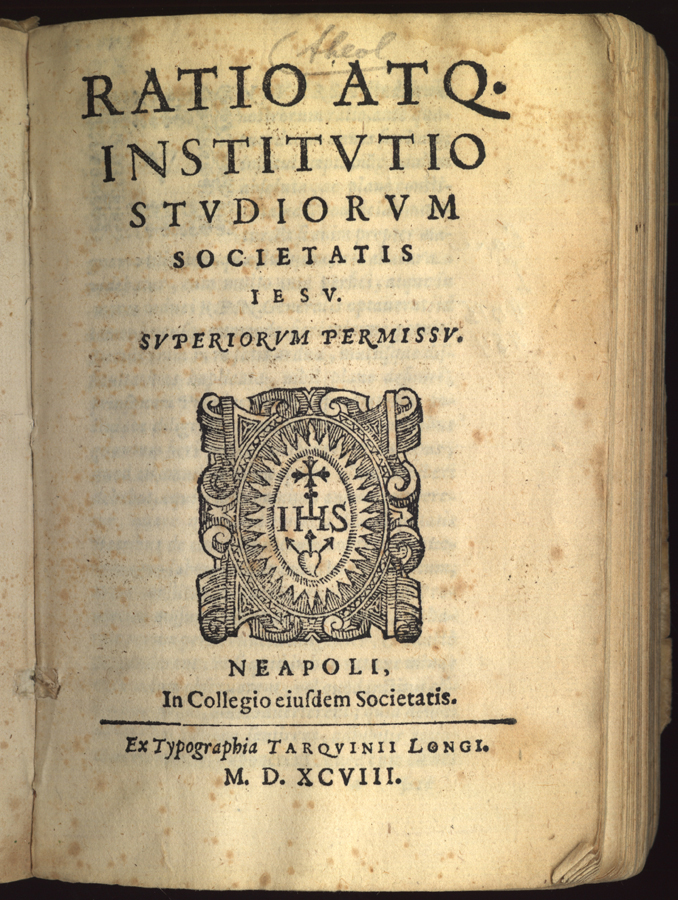
Ratio Studiorum Societatis Iesu, 1598-1599

- Ratio Studiorum Societatis Iesu, 1598-1599La pédagogie ignatienne insiste sur le soin donné à chacun et le souci de chaque personne.

Les jeunes n'ont pas encore atteint leur pleine maturité ; aussi le processus éducatif tient compte des étapes du développement propre à toute croissance intellectuelle, affective et spirituelle et il aide chaque élève à mûrir progressivement. Ainsi, l'ensemble des études est centré sur la personne, bien plutôt que sur un programme à assurer. Ce qui signifie que tout membre de l'équipe éducative n'exerce pas uniquement sa tâche d'éducateur. Sa personnalité s'exprime au-delà et devient pour le jeune non pas un modèle, mais un témoin. 
- La pédagogie ignatienne souligne l'activité de la part des élèves.

La croissance en maturité et en autonomie qui sont des qualités indispensables pour une croissance en liberté dépend plus d'une participation active que d'un accueil passif. D'où le travail personnel, les possibilités données à une découverte personnelle et à la créativité, une attitude de réflexion.
- La pédagogie ignatienne encourage une ouverture de toute la vie au progrès.

Des relations personnelles ou en groupe avec les élèves, aideront les adultes de la communauté éducative à être ouverts au changement, à continuer à apprendre ; ils seront plus efficaces dans leur travail. Ceci est particulièrement important aujourd'hui en raison des changements rapides de la culture et de la difficulté que nous pouvons rencontrer pour comprendre et interpréter correctement les pressions culturelles qui s'exercent sur les jeunes.
- La pédagogie ignatienne recherche l'excellence dans son travail de formation.

La recherche de l'excellence au plan scolaire est normale, mais seulement si elle est située dans un contexte plus large d'une excellence humaine. Dans le langage d'Ignace de Loyola « excellence » signifie « davantage », « magis ». Le mot « davantage » n'implique aucune comparaison avec d'autres, ni aucune manière de mesurer le progrès en fonction d'un niveau absolu. C'est bien plutôt le développement le plus complet des possibilités de chaque individu à chaque étape de la vie, uni au désir de poursuivre ce développement pendant toute la vie et à la volonté de mettre au service des autres ces dons une fois développés. Le but de l'éducation ignatienne n'est pas de préparer une élite socio-économique, mais bien d'éduquer des hommes qui soient des leaders dans le service.

### Caractéristiques d'un établissement jésuite
(Texte de novembre 2010)
L’originalité pédagogique et la vitalité éducative des établissements jésuites s’enracinent dans une pédagogie de la liberté fondée sur l’expérience d’Ignace de Loyola.
Un établissement scolaire jésuite est un lieu où se pratique un accompagnement personnel des élèves mais aussi des adultes qui forment la communauté éducative (parents, enseignants, salariés, bénévoles, membres des associations responsable et propriétaire, jésuites, anciens élèves...). Grâce à des entretiens réguliers, chacun est conduit à toujours faire un pas de plus pour développer le meilleur de lui-même, comme le signifie la tradition jésuite du magis. L’attention à la personne se vit également à l’égard de l’établissement : l’association responsable, avec l’appui de l’association propriétaire et en lien étroit avec le(s) chef(s) d’établissement, veille à la cohérence entre ce qui est dit et fait.
Un établissement jésuite cherche à responsabiliser les élèves dans la prise en charge de leur cadre de vie et de classe : apprentissage de l’autonomie et de la vie collective, soutien, entraide et émulation, valorisation de leurs prises de responsabilité... Cette éducation par les pairs se vit également entre adultes : ils sont fortement incités à s’impliquer dans les différentes instances d’animation, de discernement et de décision, dans un esprit de service et d’amitié. Cette coresponsabilité se vit entre établissements du réseau Ignace-Éducation, au sein du JECSE et partout où se trouvent des établissements jésuites.
Tout ce qui est proposé vise à ouvrir en toute liberté à une rencontre avec le Dieu de Jésus Christ. Comme aimait à le dire le Père Teilhard de Chardin : « en vertu de la création, et plus encore de l’incarnation, rien n’est profane ici bas à qui sait voir ». Une pastorale cohérente tout au long de la scolarité est au centre d’un établissement jésuite. Irriguant l’ensemble des pratiques éducatives et pédagogiques, elle intègre catéchèse, aumônerie, programme d’action sociale (PAS), formation humaine... Elle concerne l’ensemble de la communauté éducative. L’animation de la pastorale suppose l’engagement d’enseignants, de parents, de membres du personnel, d’élèves et d’anciens élèves. Pour exister, elle requiert des horaires, des lieux et des moyens. Elle repose sur la présence et la visibilité de la communauté chrétienne formée par les chrétiens présents dans l’établissement.
Un établissement scolaire jésuite éveille à la justice en offrant aux élèves, avec l’aide irremplaçable des adultes, la possibilité de vivre des expériences de service adaptées à leur âge, et notamment auprès des plus fragiles, les entraînant à avoir un regard bienveillant avant d’être critique, sur le monde et les êtres. Ce souci de la justice ne va pas sans une solidarité vécue au sein même de l’établissement et entre les établissements d’Ignace-Éducation. Elle s’accompagne d’une réflexion menée par l’association responsable pour identifier des défis de justice sociale et chercher à y répondre.
Les Exercices Spirituels de saint Ignace inspirent des manières de faire qui visent à l’unification de la personne et à son engagement dans le monde. Saint Ignace lie toujours intimement expérience intellectuelle et expérience spirituelle. Dans la tradition jésuite, il est essentiel de faire vivre une telle liaison, joyeuse et riche de sens. D’où l’importance de favoriser chez tous une vie intérieure, grâce à des pratiques qui donnent lieu à des reprises (relectures) : initiation à la prière, retraite de fin d’année ou dans la vie, travail entre enseignants sur les pratiques pédagogiques, célébrations, formations du CEP-Ignatien… Chaque établissement est appelé à toujours réinventer les espaces et les temps qui lui permettent de vivre ce qui est visé par ces caractéristiques.

## La chapelle Saint-Joseph

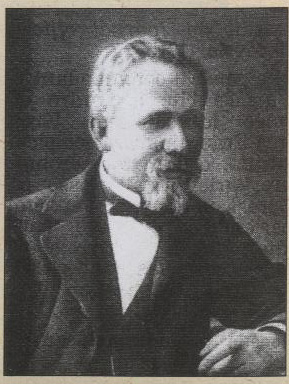
Edouard Lamy (1845 - 1919)

### Construction
Commencée en 1874, l’année où les pères jésuites ouvraient l’École libre Saint-Joseph au faubourg Cérès (l'actuel lycée Jean-Jaurès) et alors que les frères des écoles chrétiennes occupaient l'établissement, la chapelle fut inaugurée le 16 juillet 1876. L’architecte de la chapelle, le rémois Edouard Lamy, était alors au début de sa carrière puisqu’il n’avait pas trente ans. Elle est de style néo-gothique, mêlant fer, fonte, pierre et bois et est considérée comme un chef-d’œuvre architectural du XIXe siècle. La flèche de l'édifice culmine à plus de 60 mètres de hauteur. Elle a une fondation sur pieux de bois pour la stabiliser sur le sol gorgé d'eau.

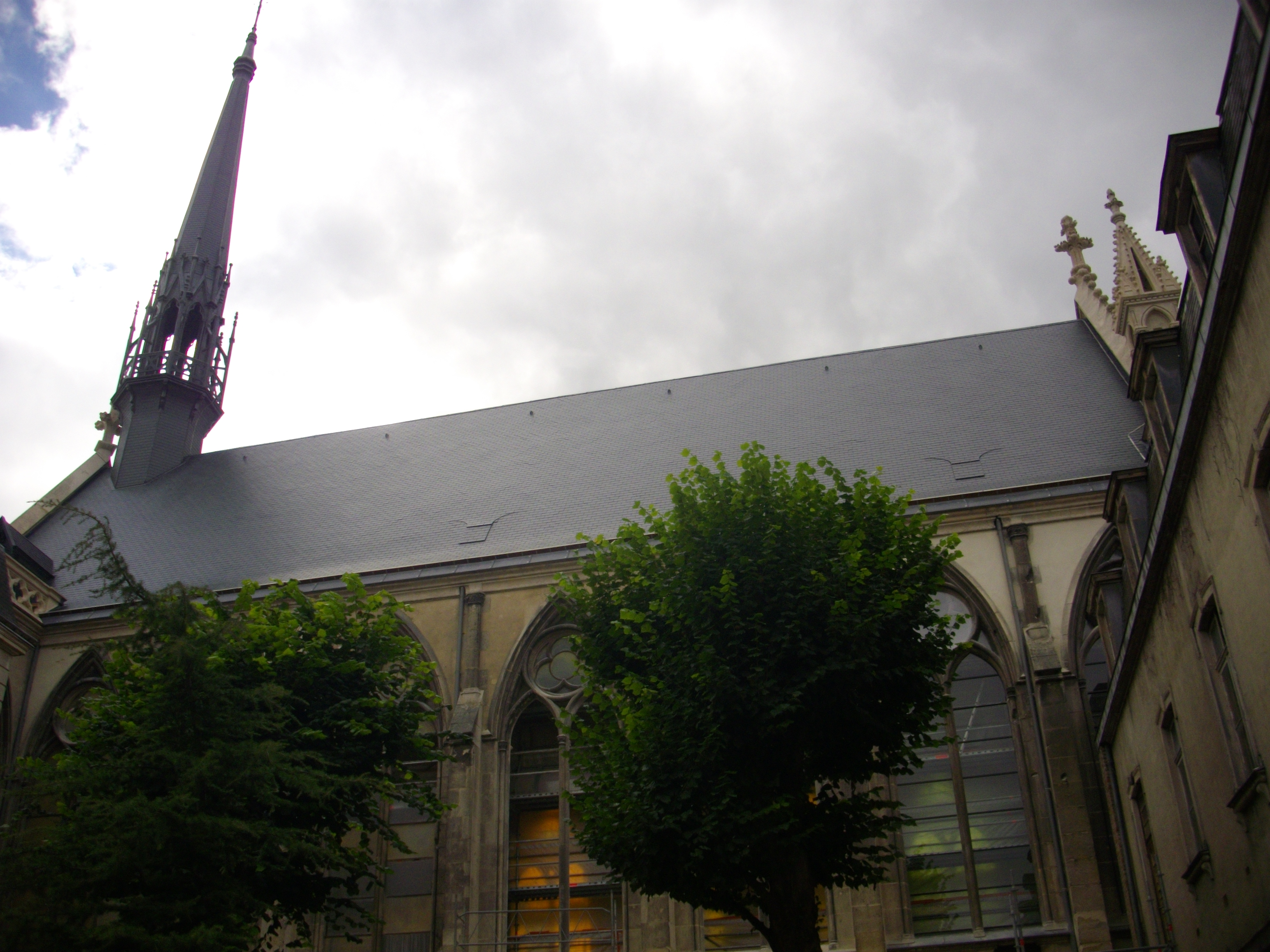
Chapelle Saint-Joseph de Reims vue de la cour d'honneur
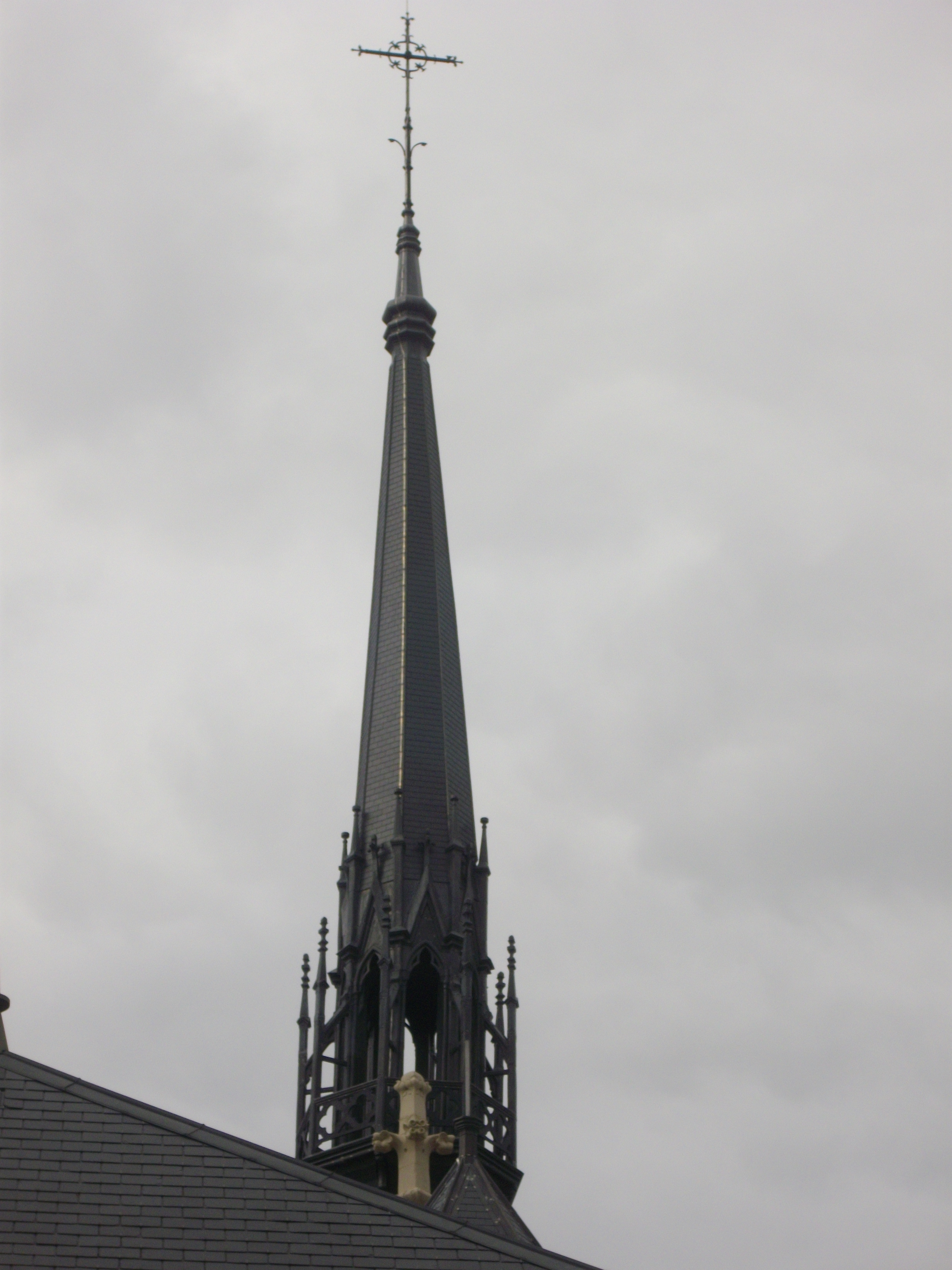
Flèche de la chapelle Saint-Joseph
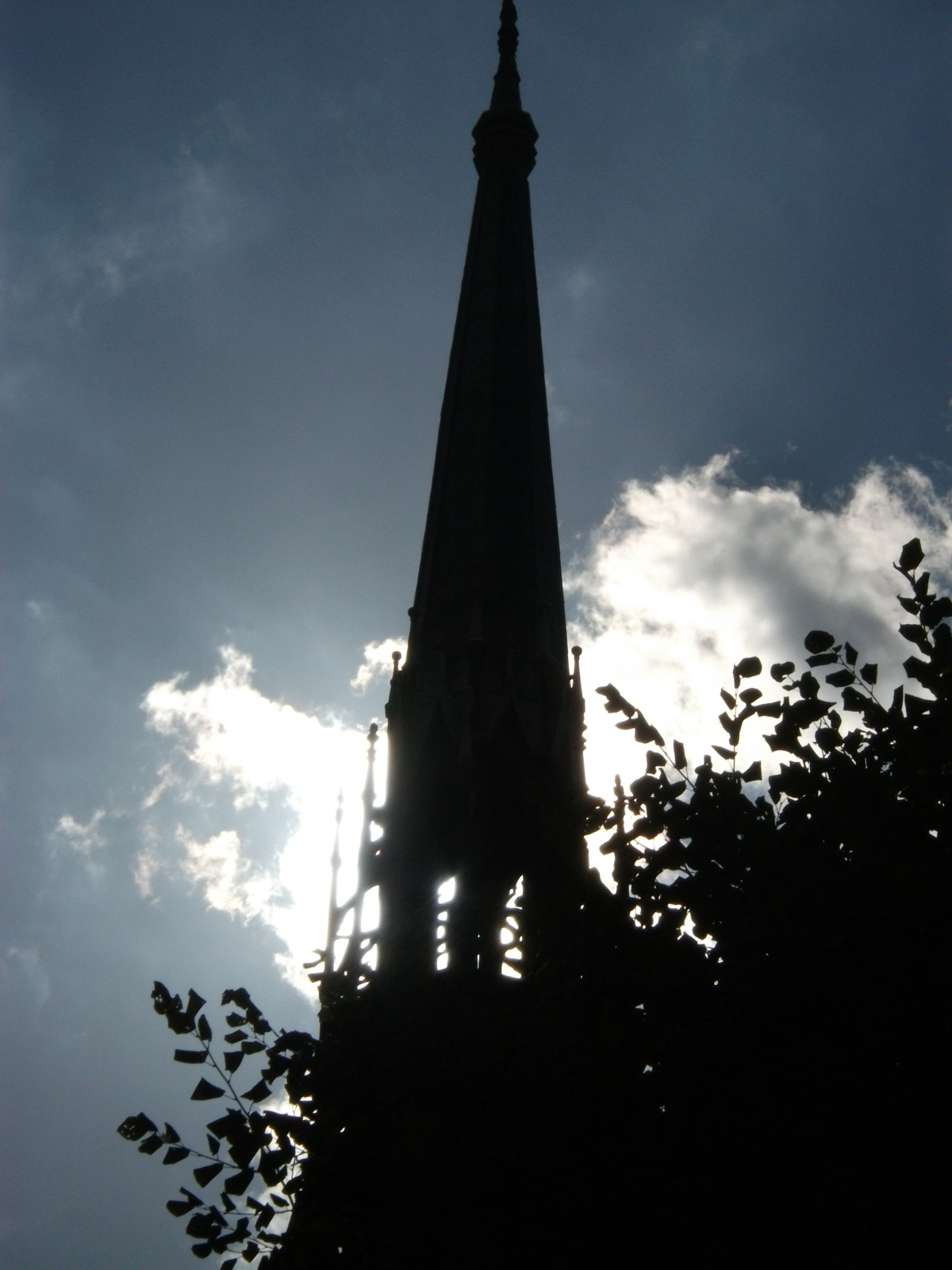
Flèche de la chapelle Saint-Joseph
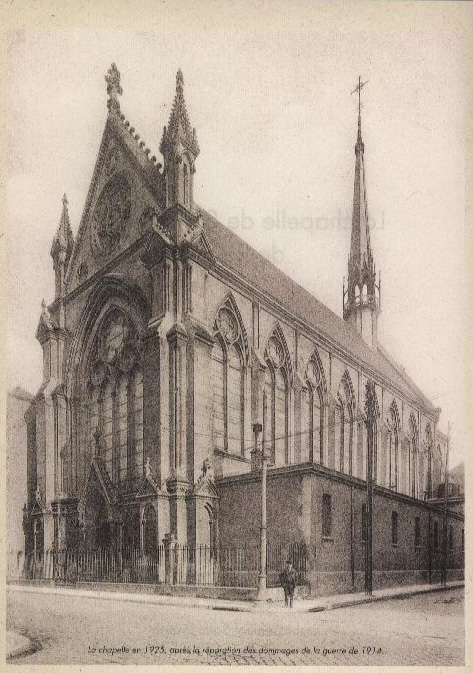
Chapelle Saint-Joseph en 1925
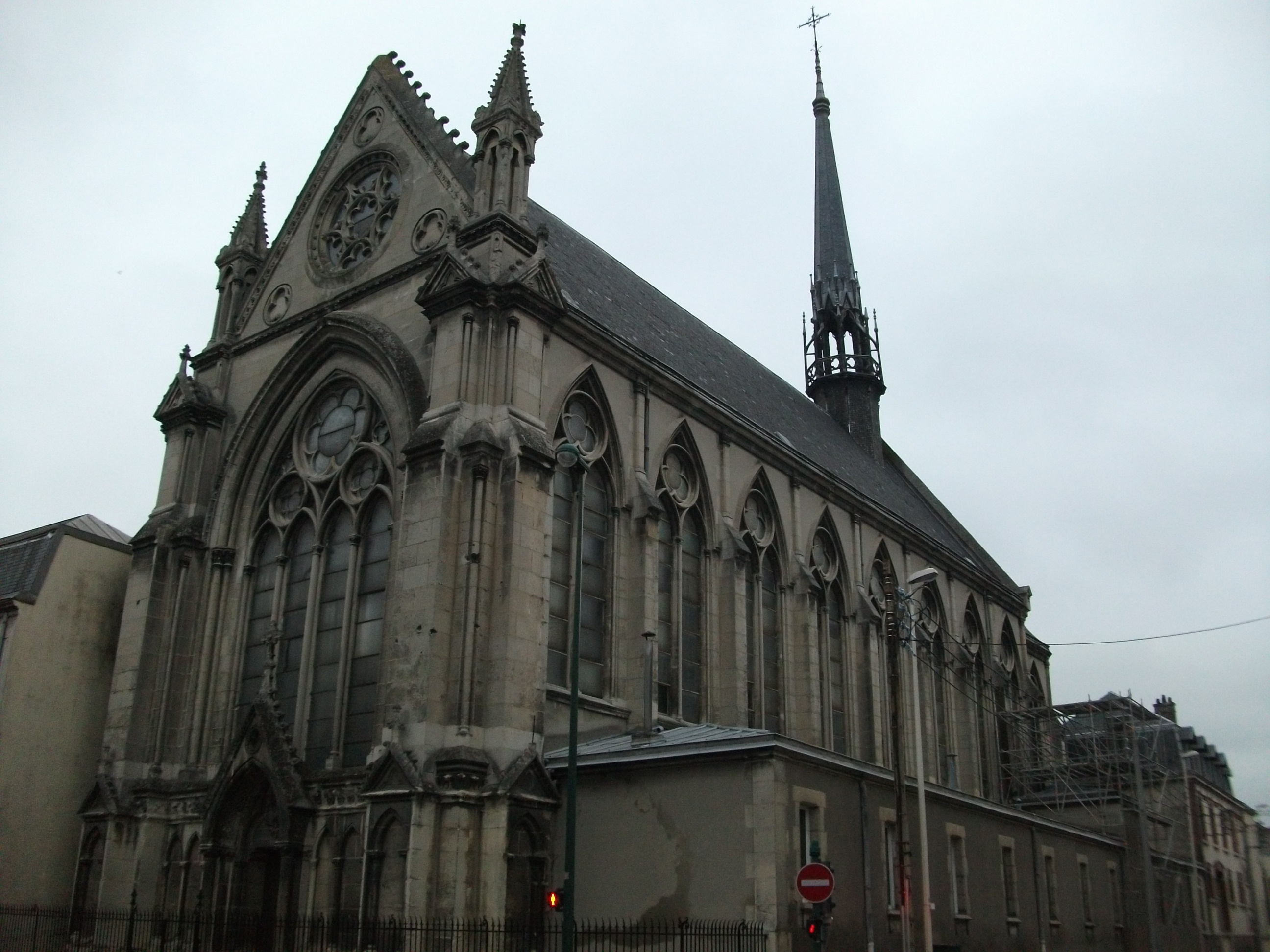
Chapelle Saint-Joseph en 2010
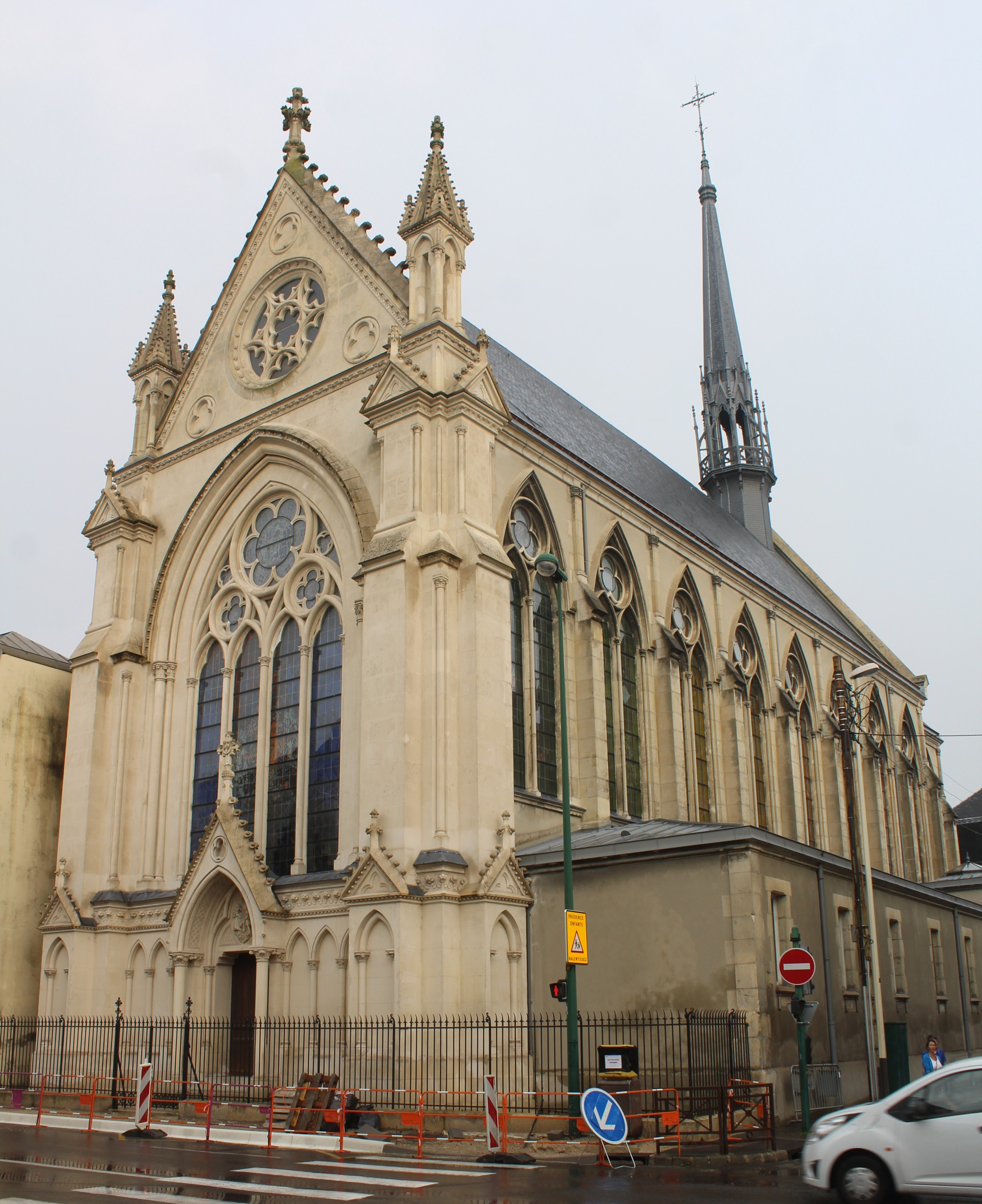
Chapelle Saint-Joseph en 2017

### Description
Toute la grammaire de l’architecture gothique a été mise en œuvre à l’exception de la statuaire, quasi inexistante, et du plan qui, faute de transept, n’est pas en forme de croix latine. La nef, longue de 36 mètres, le chœur profond de 10 mètres et les étroits bas-côtés sont voûtés d’ogives avec nervures et clefs de voûte. La profondeur du chœur s’explique par le fait qu’autrefois s’y trouvaient les stalles où les Frères prenaient place pour les offices de leur communauté. À l’extérieur, les contreforts n’ont qu’un rôle décoratif puisqu’il n’y a pas à renforcer les murs, les voûtes légères (une sorte de béton armé et du plâtre) n’exerçant aucune poussée vers l’extérieur.

Tous les éléments constitutifs de l’art gothique sont présents : portail surmonté d’un tympan et d’un gable avec rampants à crochets, façade flanquée de pinacles finement sculptés, verrières à lancettes surmontées de rosaces à trois, quatre ou six lobes (la fenêtre rémoise, comme on en voit à la cathédrale), arcatures aveugles, colonnettes coiffées de chapiteaux à crochets, abside à trois pans, arc triomphal entre la nef et le chœur, vitraux historiés, etc.

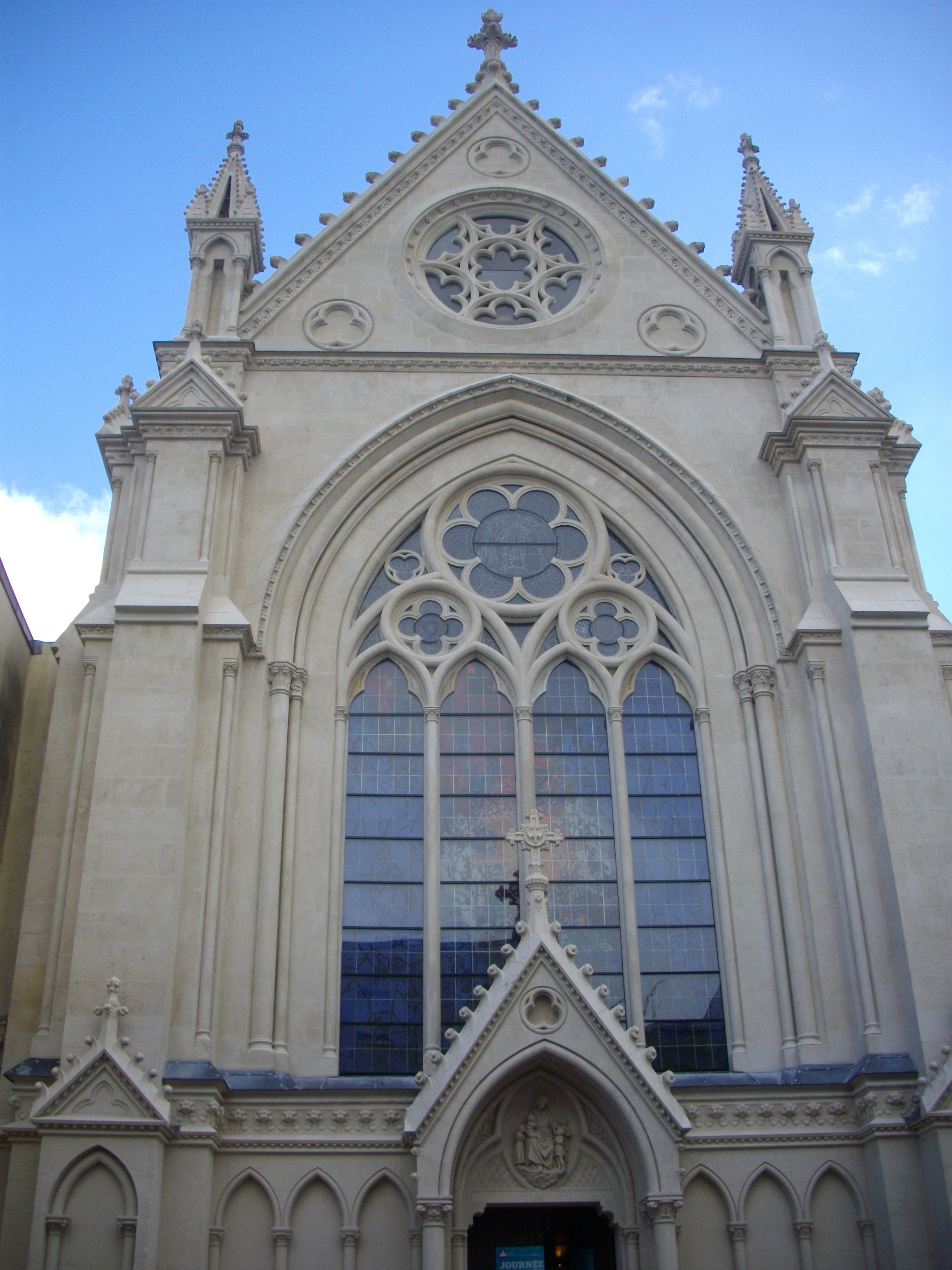
Façade de la chapelle Saint-Joseph sur la rue de Venise
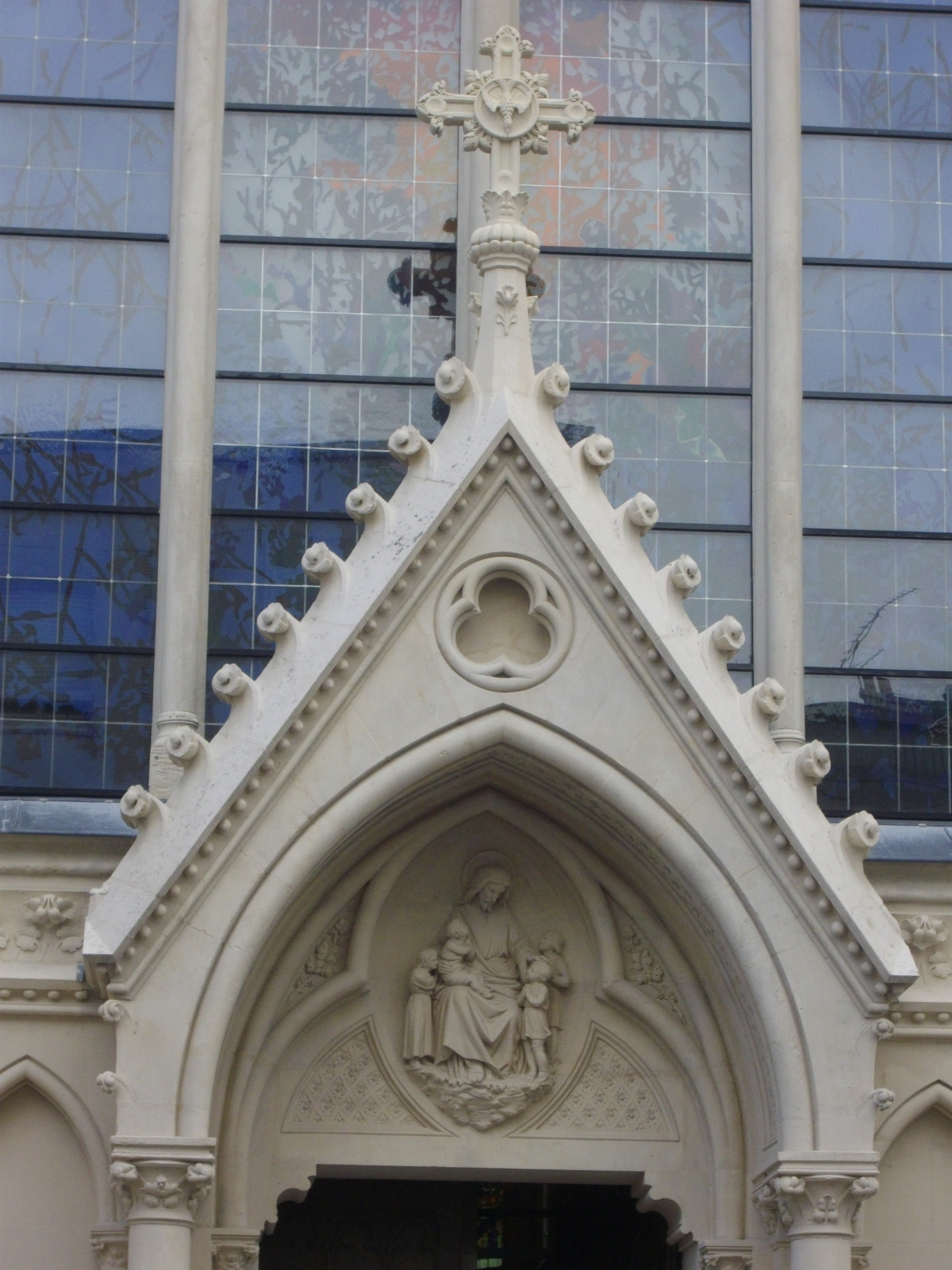
Tympan et gable sur la façade de la chapelle Saint-Joseph
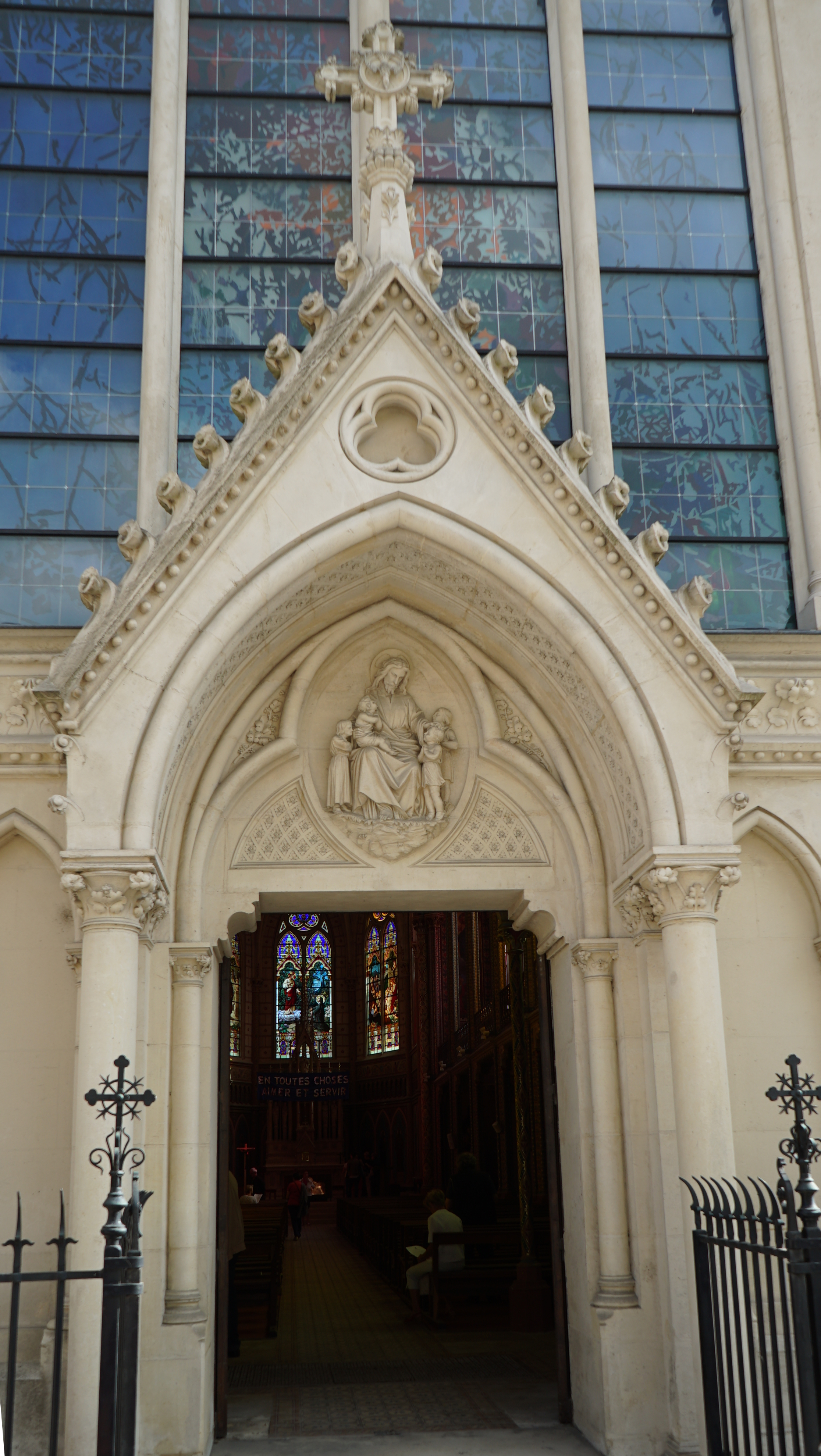
Portail de la chapelle Saint-Joseph sur la rue de Venise
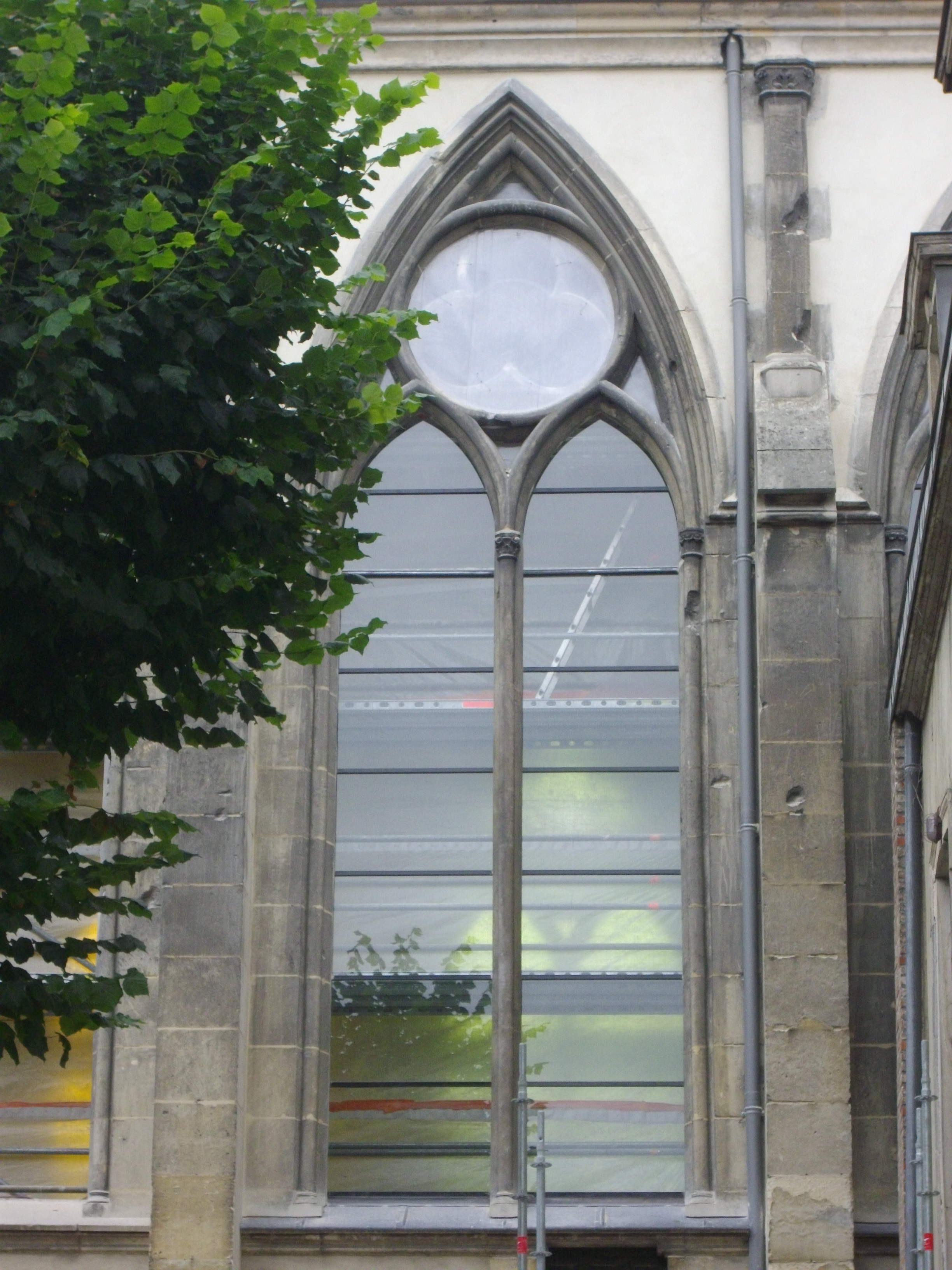
Fenêtre de la chapelle Saint-Joseph

Beaucoup de ces éléments se retrouvent, en réduction, dans le bel autel de calcaire très fin dont les clochetons effilés font écho à la flèche extérieure : un édifice dans l’édifice, la tente du Saint Sacrement (tabernaculum) portée aux proportions d’une grande maquette d’église, avec ses colonnettes à chapiteaux, ses rosaces, ses arcatures. De part et d’autre du tabernacle, quatre anges veillent tels les statues aux ébrasures d’un portail. C’est l’œuvre de M. Antoine, de Nancy. Initialement, sous la table de l’autel, était couchée une représentation de Saint Benoît, martyr, richement habillé. Autrefois, une grille basse aux arcatures de métal fermait le chœur (la table de communion) et des voûtes pendaient des lustres aux branches elles aussi de style gothique.

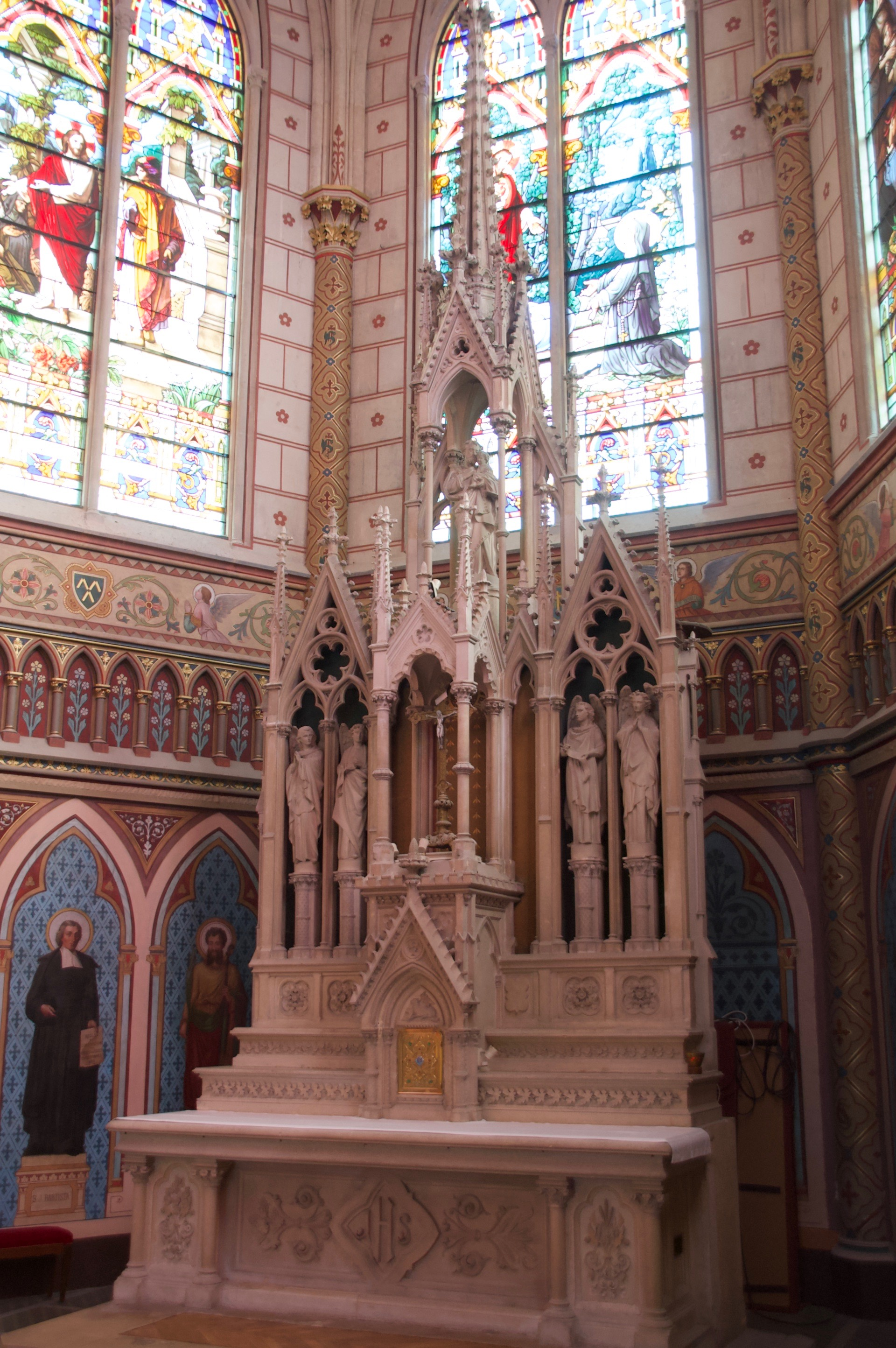
Autel principal
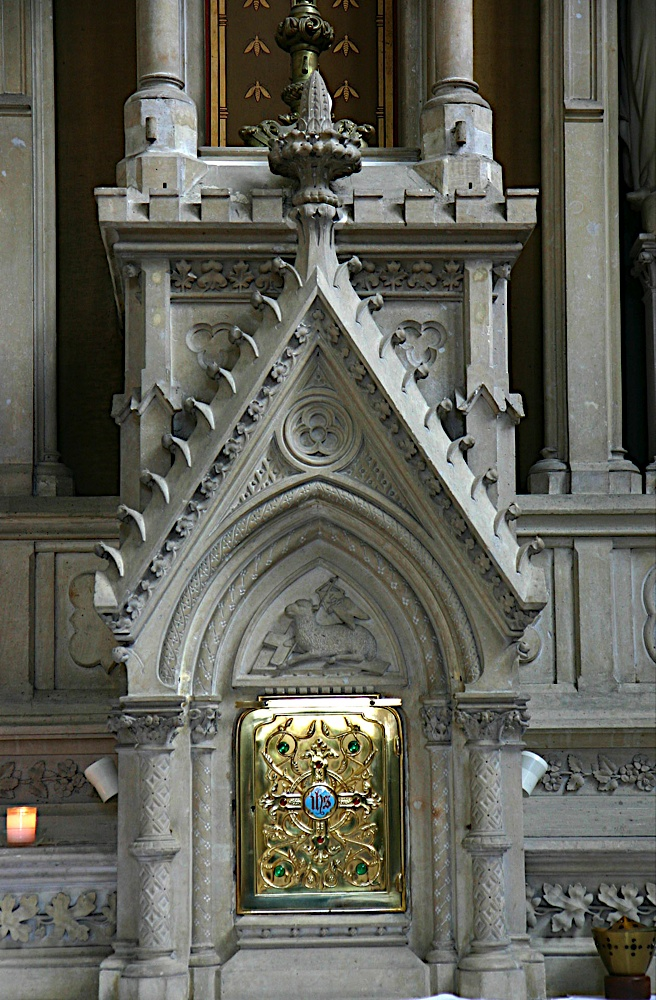
Tabernacle de l'autel principal
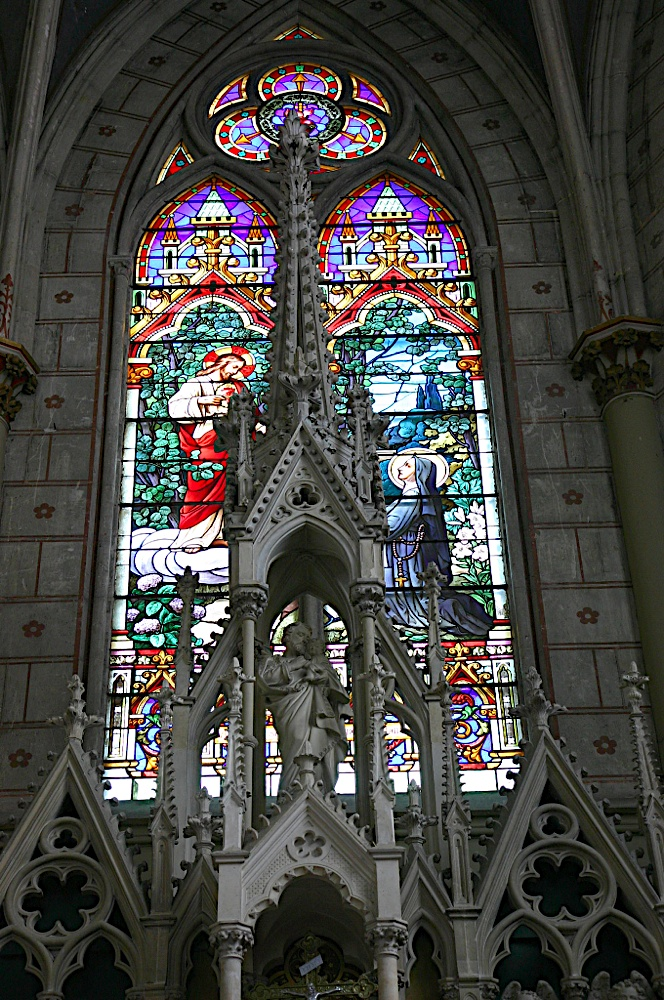
Clochetons dans la partie supérieure de l'autel principal
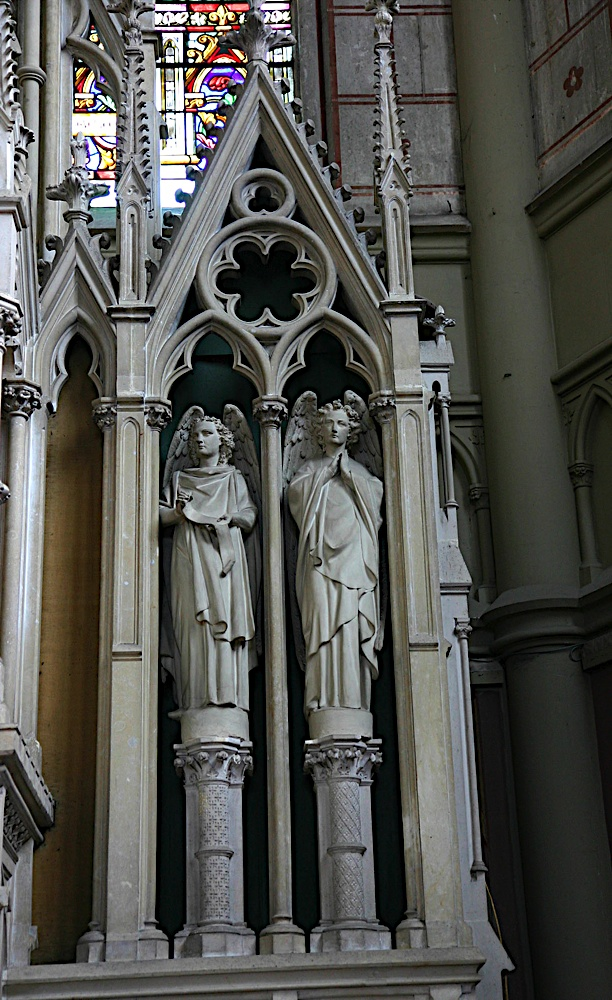
Deux anges sur le côté droit de l'autel principal

Les quatorze hauts-reliefs du chemin de croix, en terre cuite peinte, sont eux aussi traités dans le style gothique : pinacles, colonnettes et arcatures. Certes, il s’agit d’art sulpicien, si peu dans le goût de notre époque, mais on peut quand même admirer le savoir faire de l’auteur (de nom inconnu). La conjonction du haut et du bas relief, jointe à la polychromie et au décor peint à l’arrière-plan, crée une saisissante impression de profondeur et de réalisme. On peut aussi admirer une performance :  les cinquante-six anges éplorés qu’on voit aux bords de ces hauts-reliefs (quatre par station) ont des attitudes différentes, beaucoup portant les instruments de la Passion : trente variations sur le même motif ! Au bas de la première station, cette inscription : « offert par la maison Ol. Durieux ».

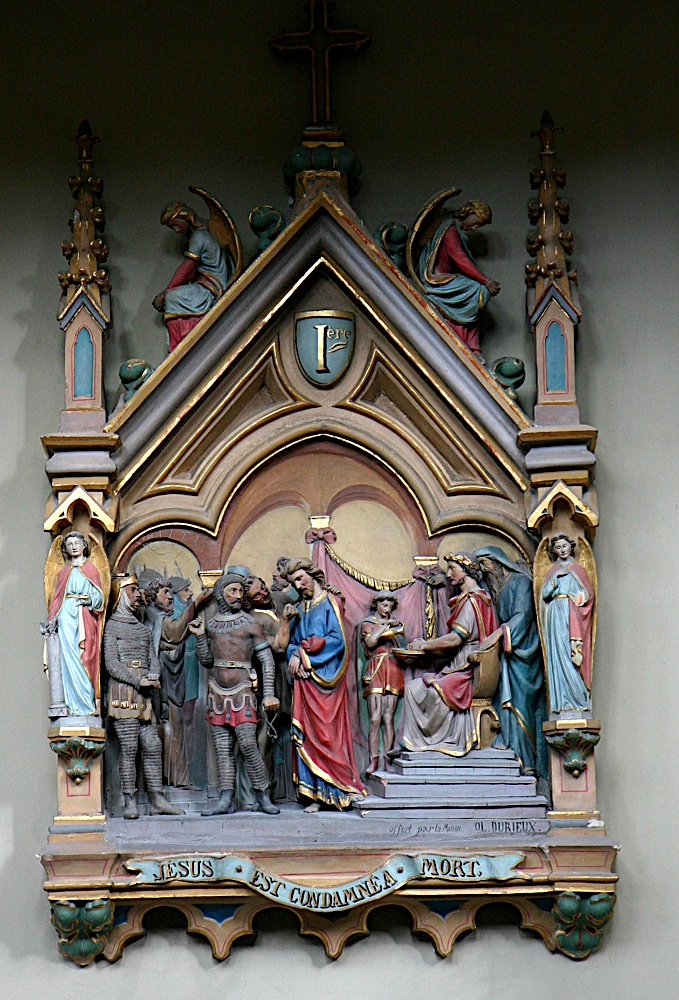
Première station du chemin de croix
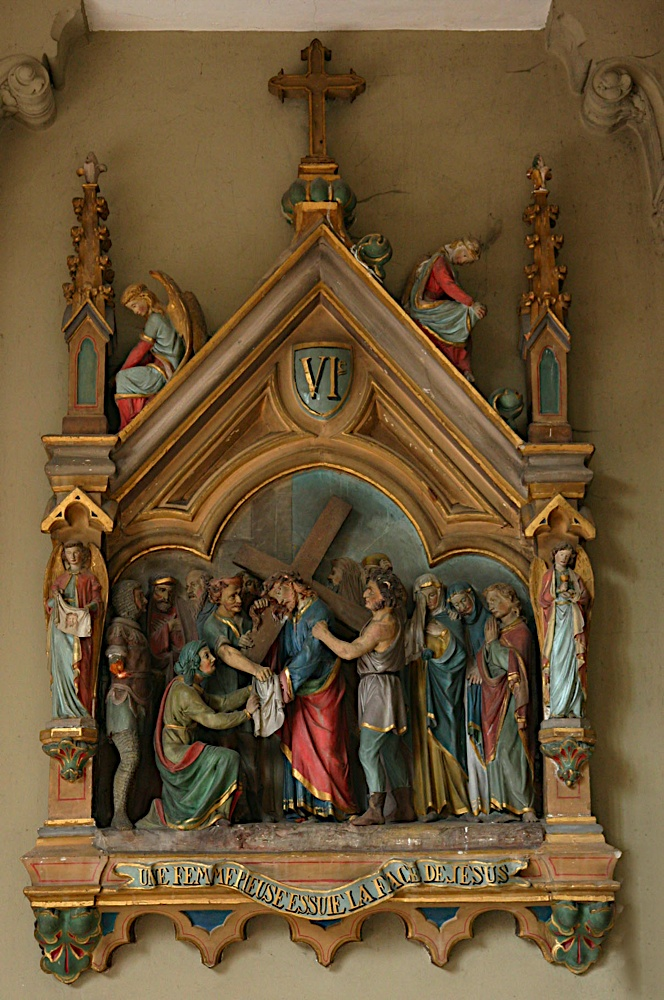
Sixième station du chemin de croix
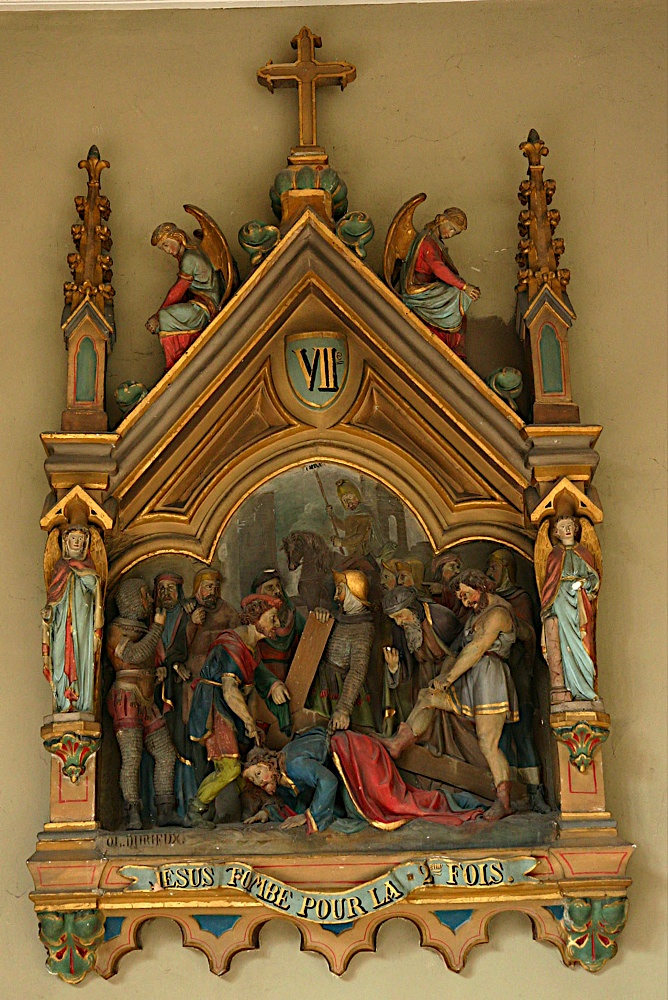
Septième station du chemin de croix
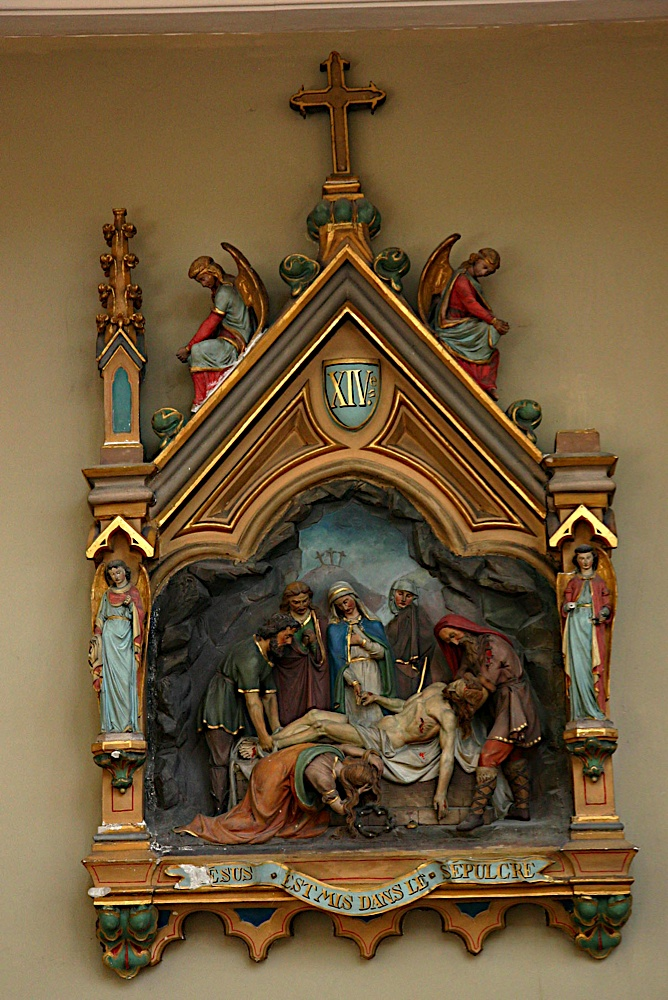
Quatorzième station du chemin de croix
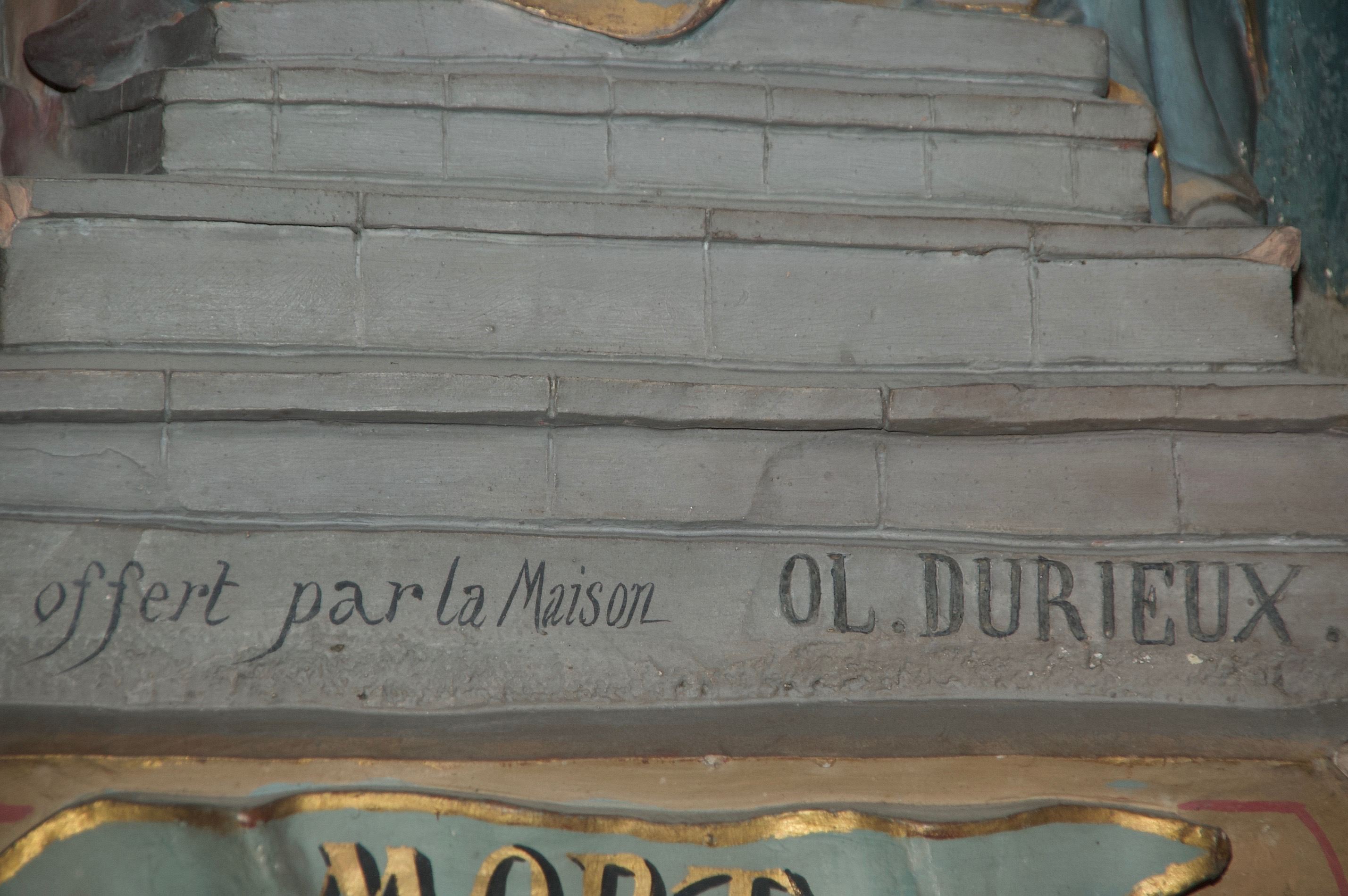
Inscription sur la première station du chemin de croix

Gothique également les peintures, du moins telles qu’alors on imaginait qu’étaient décorés les édifices au Moyen Âge. C’est la couronne des douze saints peints sur les murs du chœur qui attire le regard, mais en fait toute la surface des murs, des colonnes, des voûtes est peinte. Le semis de fleurs, feuilles, croix, tirets, arceaux, losanges... est du plus bel effet, dans une riche polychromie où le rouge, l’or, le bleu et le vert ont conservé tout leur éclat. Les chapiteaux (en plâtre moulé sur les colonnes de fer) et les clefs de voûte sont particulièrement réussis.

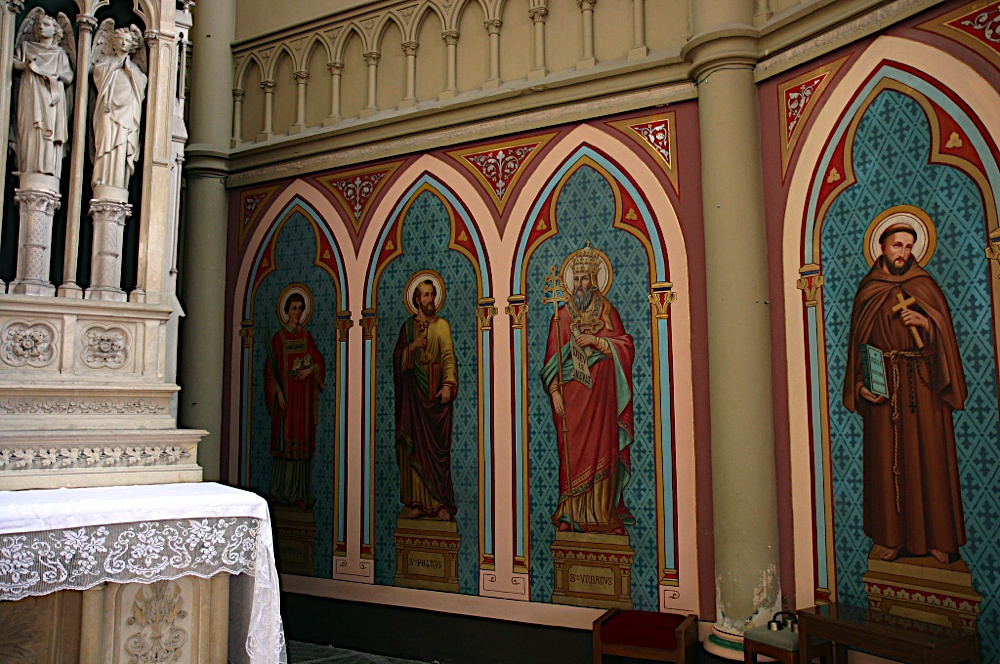
Décor peint à droite de l'autel : saints Stéphane, Pierre, Urbain et François
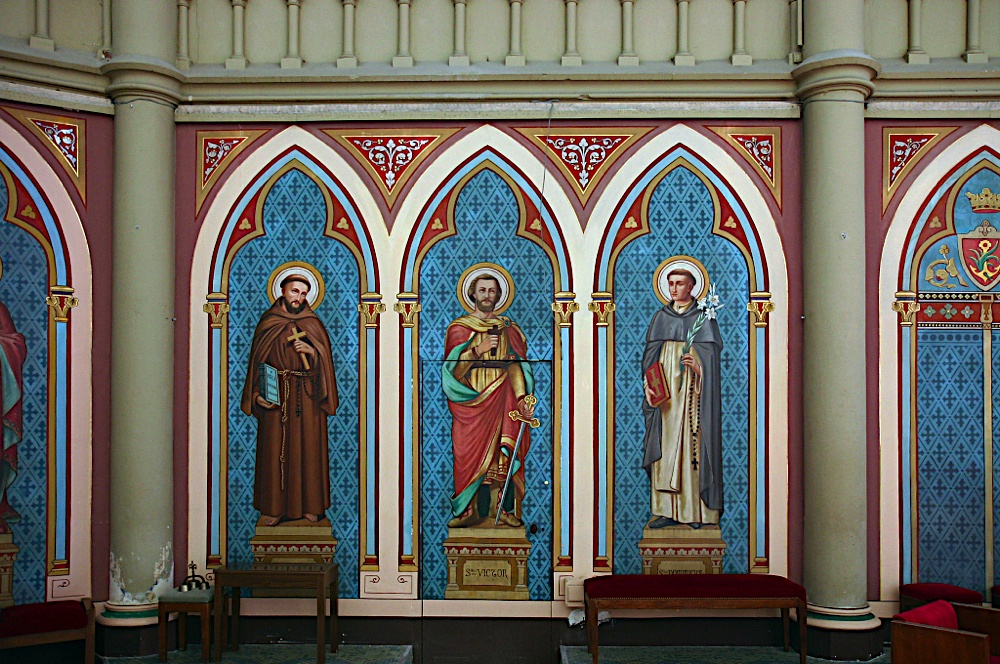
Décor peint à droite de l'autel ; Saints François, Victor et Dominique
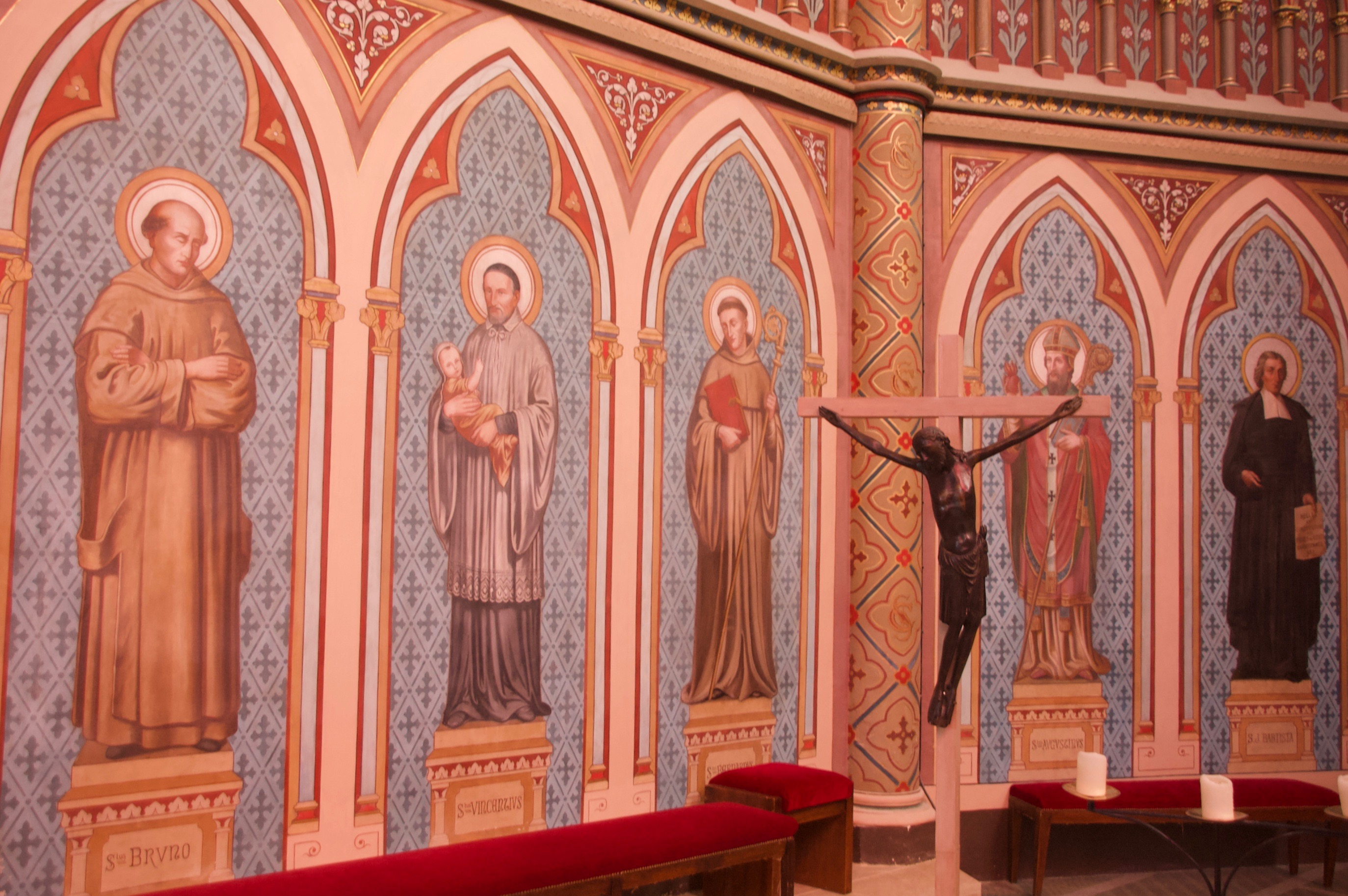
Décor peint à gauche de l'autel : Saints Bruno, Vincent, Bernard, Augustin et Jean-Baptiste de la Salle
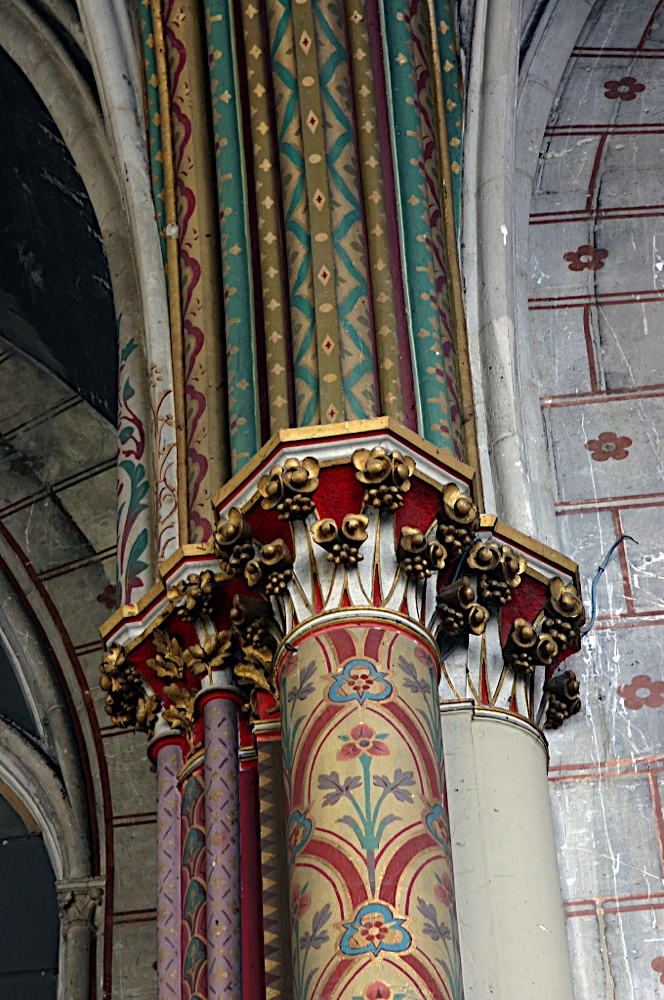
Chapiteau
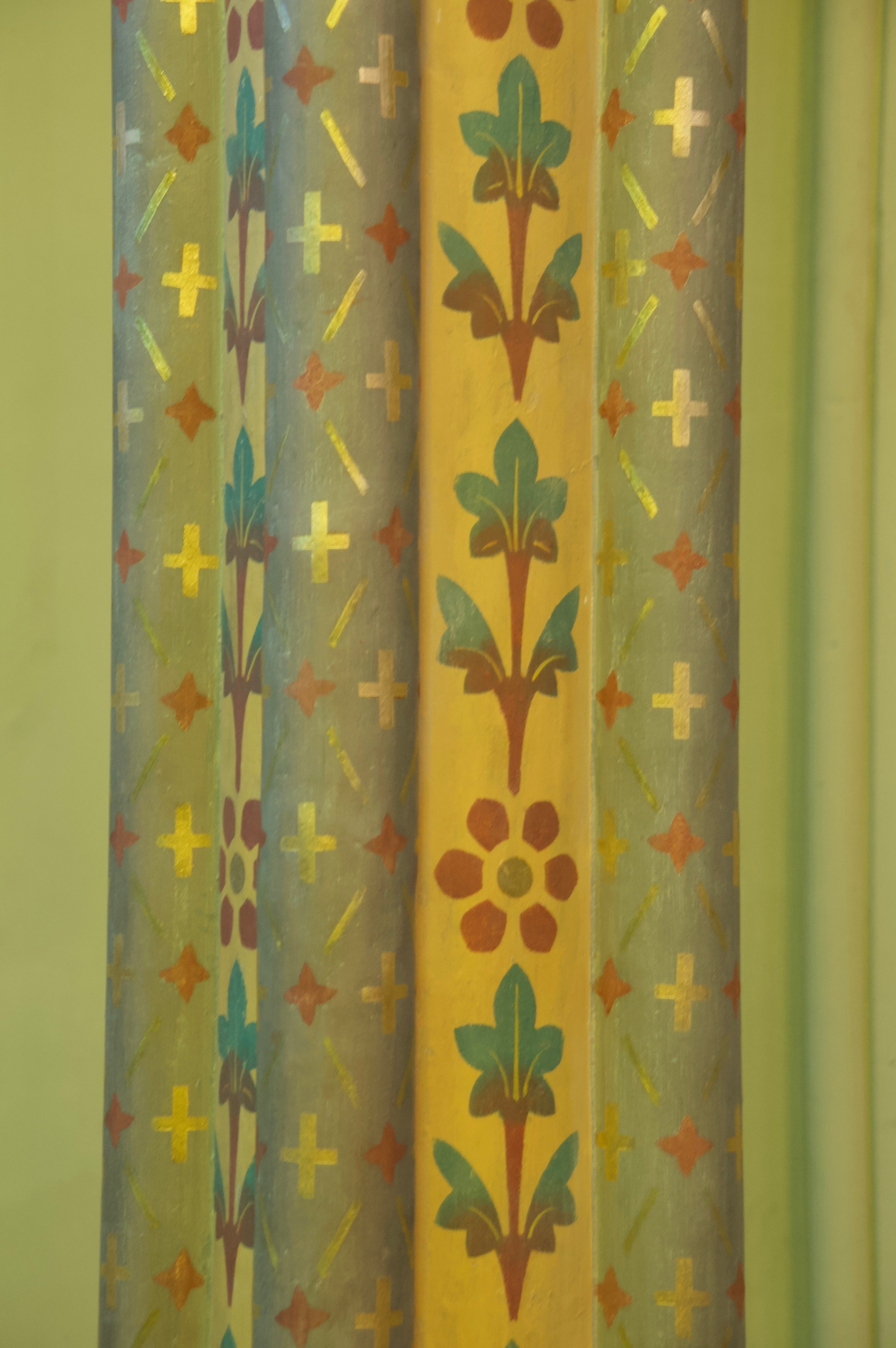
Détail du décor peint sur une colonne
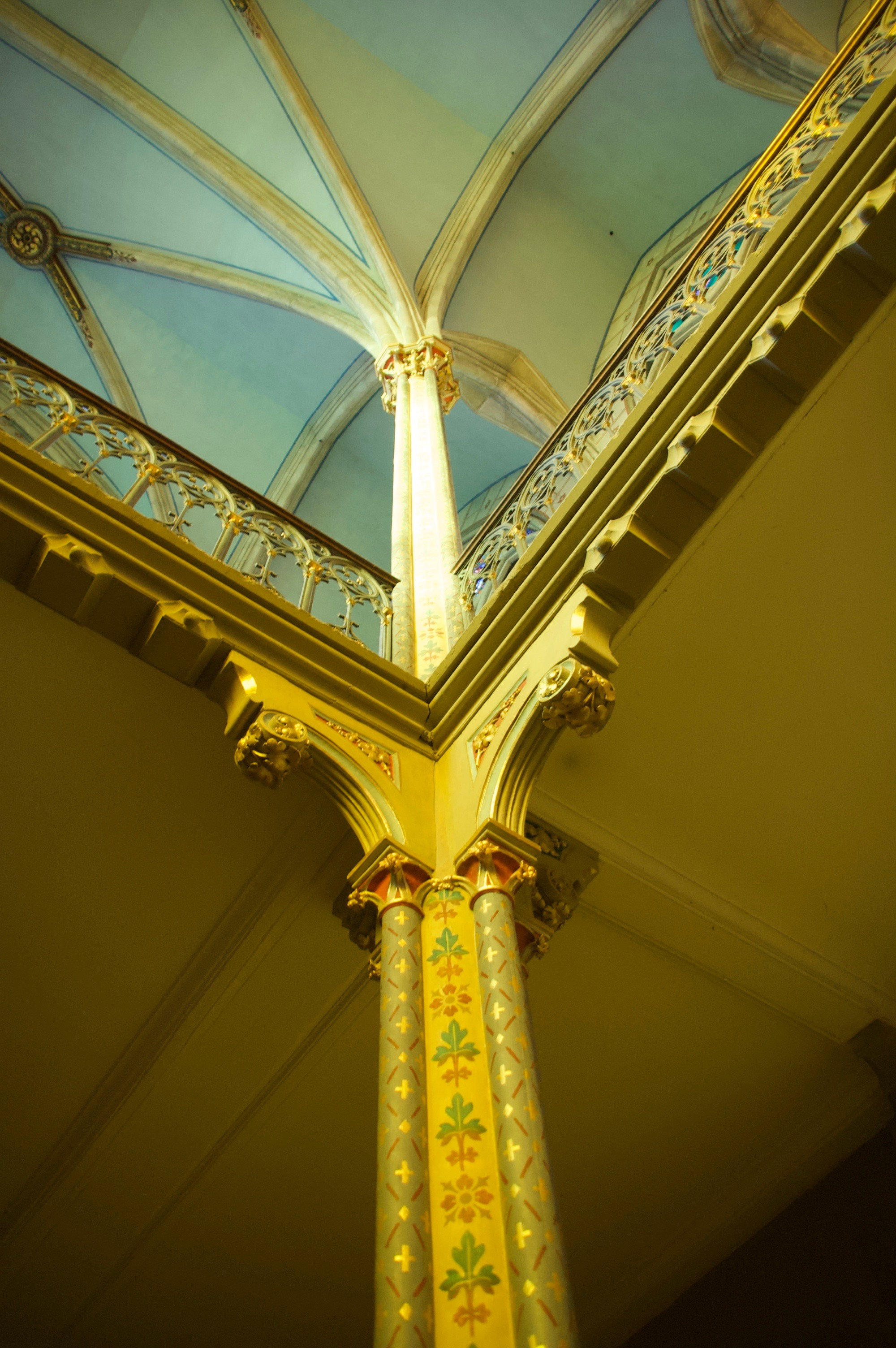
Colonne d'angle
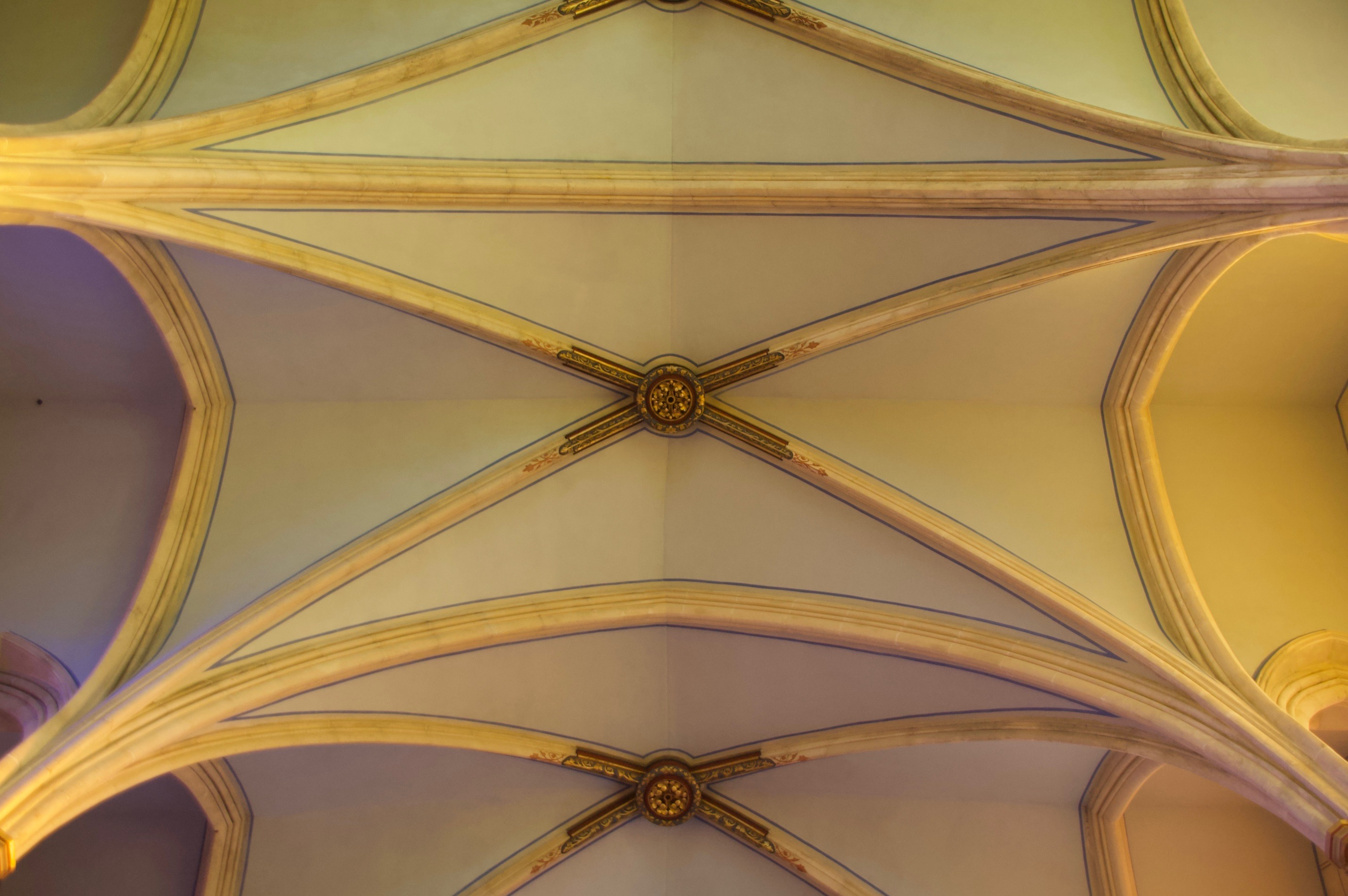
Voûtes
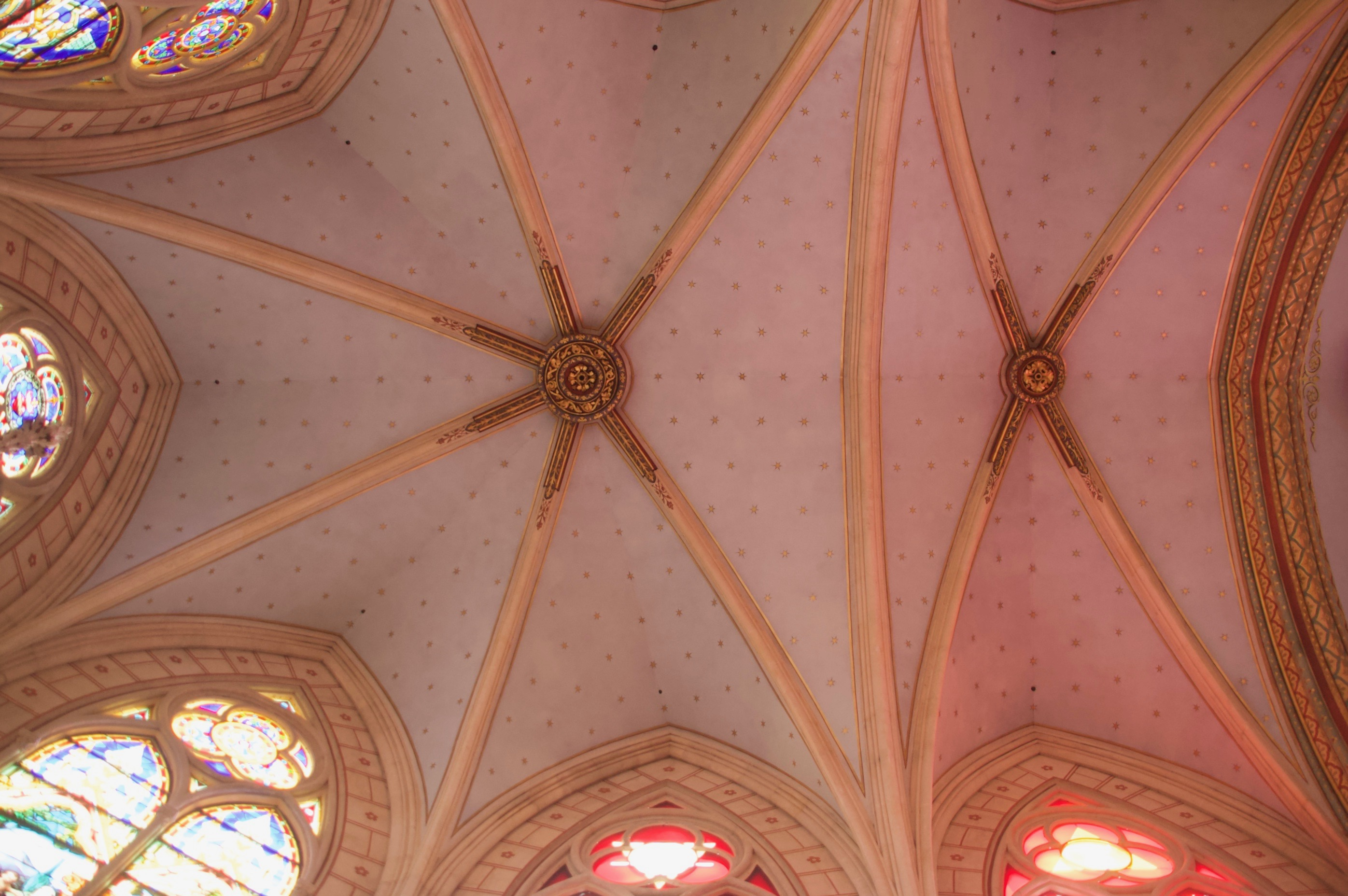
Voûtes du chœur
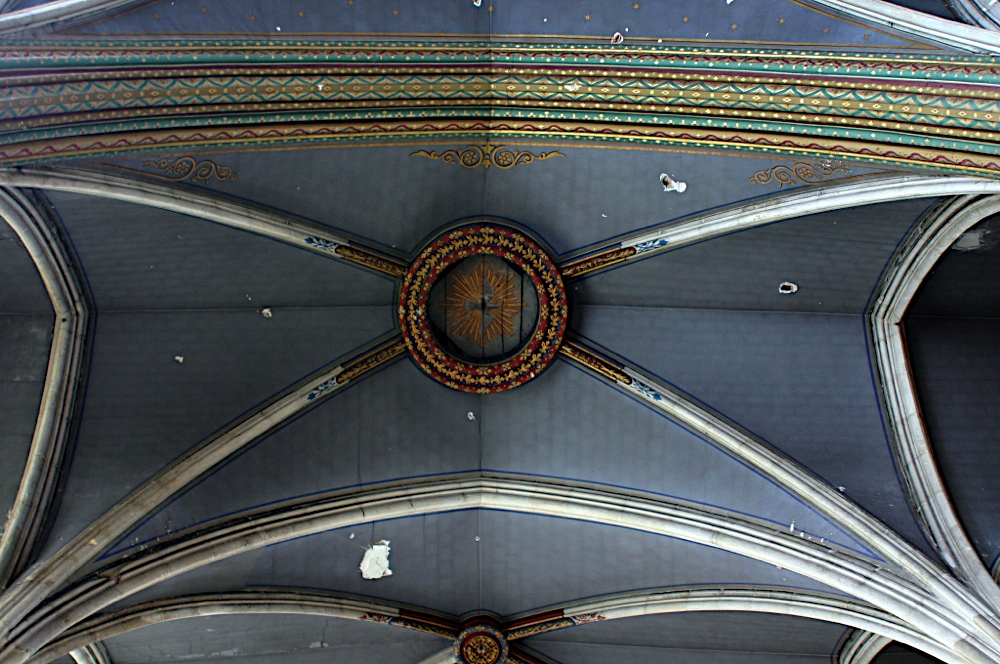
Clef de voûte avant restauration
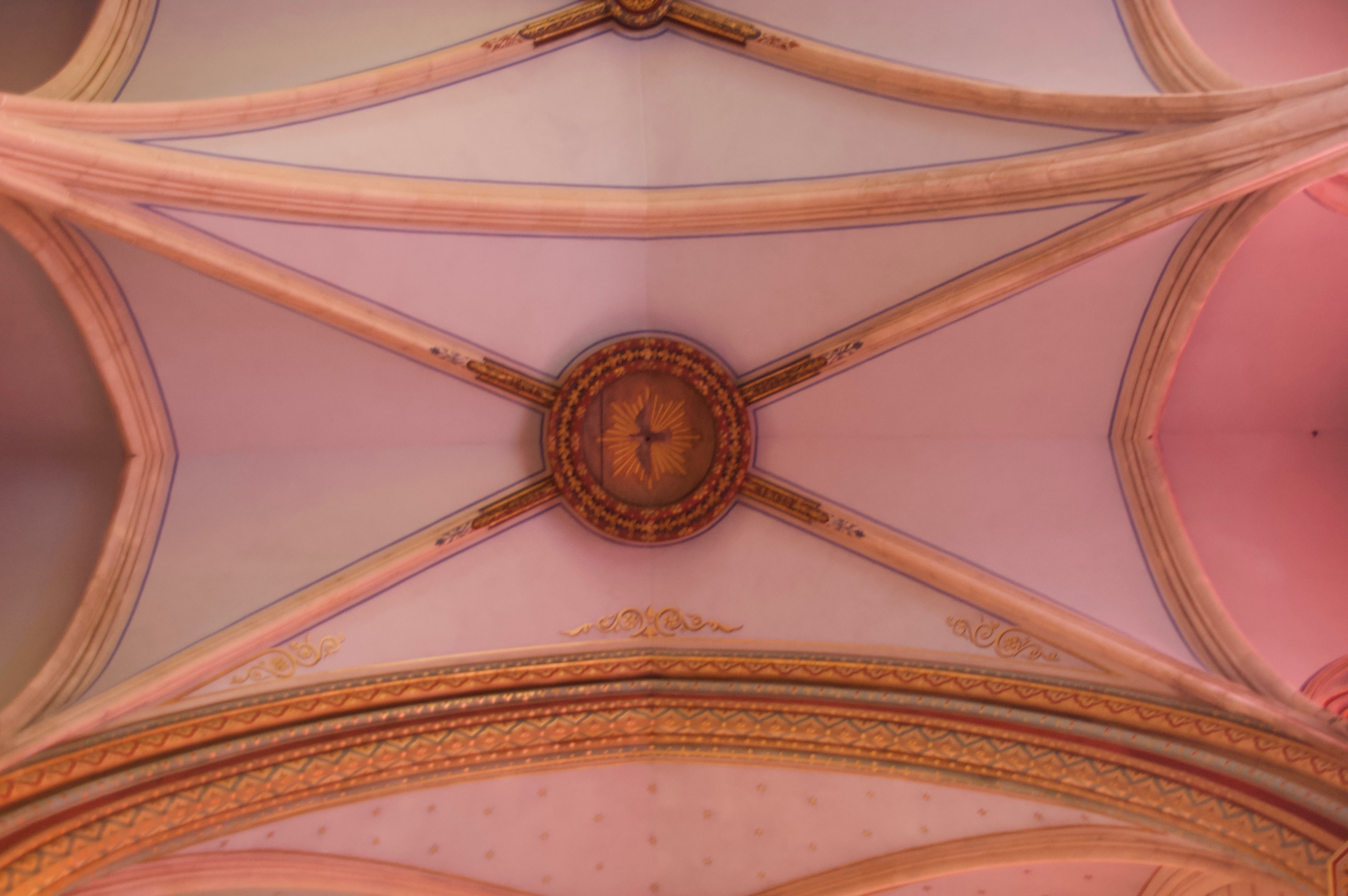
Clef de voûte après restauration

Dans un premier temps, le chœur n’était décoré que d’arcatures muettes puis le Frère Arille de Jésus, secondé par M. Muscat, entrepreneur de peinture, peignit les douze saints, sur toile marouflée, avec le nom de chacun en latin. C’est à lui aussi qu’on doit les peintures de la chapelle proche de la porte de la sacristie. Riche décoration où se mêlent blasons, inscriptions latines et représentation de personnages. Au-dessus de l’autel d’inspiration romane, sur un fond traité dans le style des mosaïques dorées, on peut voir deux séries de personnages. Dans le registre supérieur : au pied de Dieu le Père, Saint Jean-Baptiste auréolé et le pape tenant le texte fondateur de l’Institut, environnés de saints, d’anges, d’un pape, d’un évêque avec, dans les écoinçons, la cathédrale et la basilique Saint-Remi. Dans le registre inférieur : de part et d’autre d’une mandorle devant laquelle était placée une statue de Saint Jean-Baptiste de La Salle (remplacée par celle de Saint Louis de Gonzague), dix-neuf personnages, parmi lesquels le pape Léon XIII, Mgr Langénieux (qui bénit la chapelle), sept Frères (dont un porteur de lunettes : il s’agit manifestement de portraits de Frères alors présents au Pensionnat). Deux autres peintures attirent moins le regard, à l’étage de la galerie : l’Assomption de la Vierge à gauche, l’Ascension du Christ à droite.

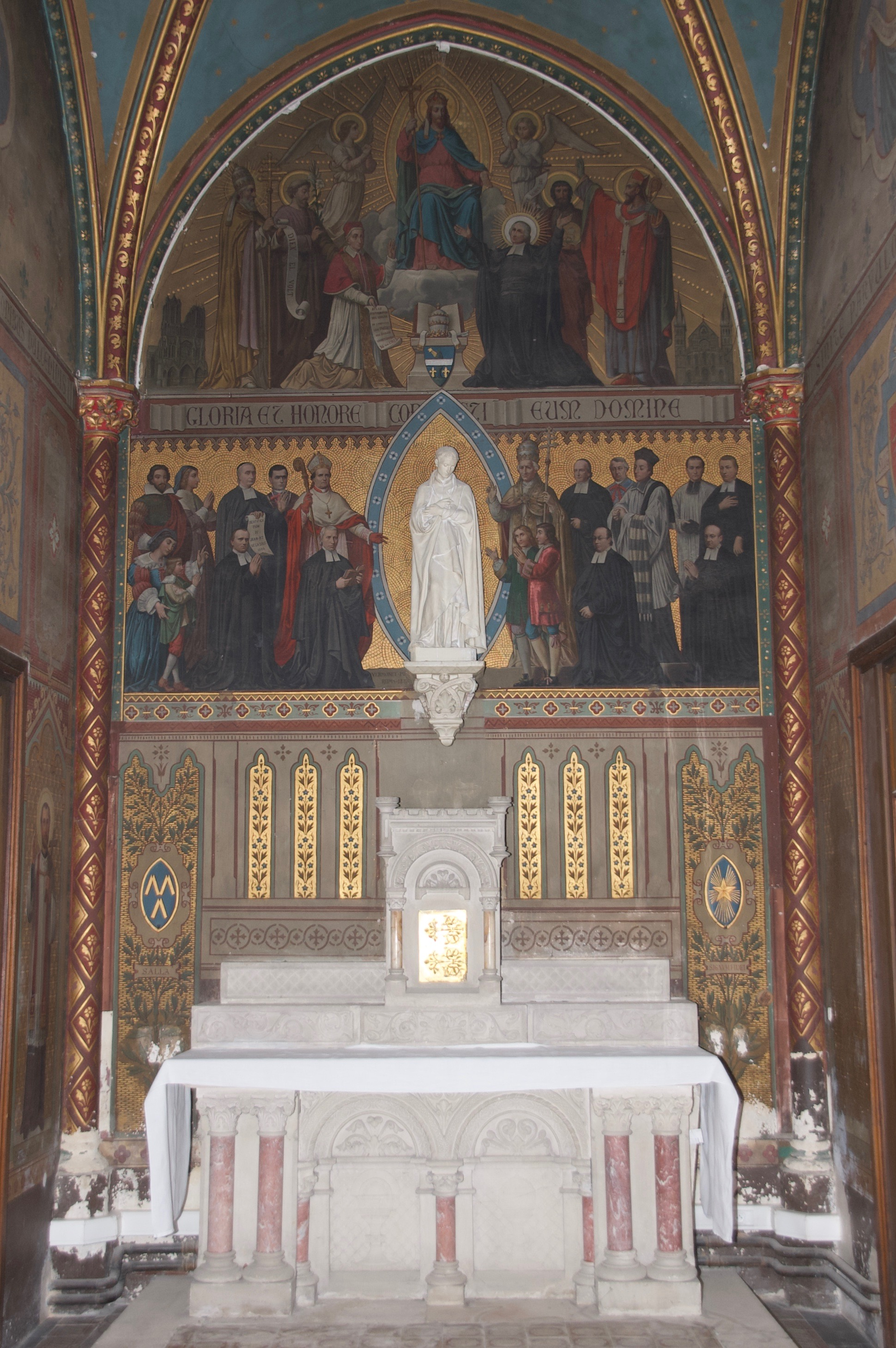
Chapelle latérale
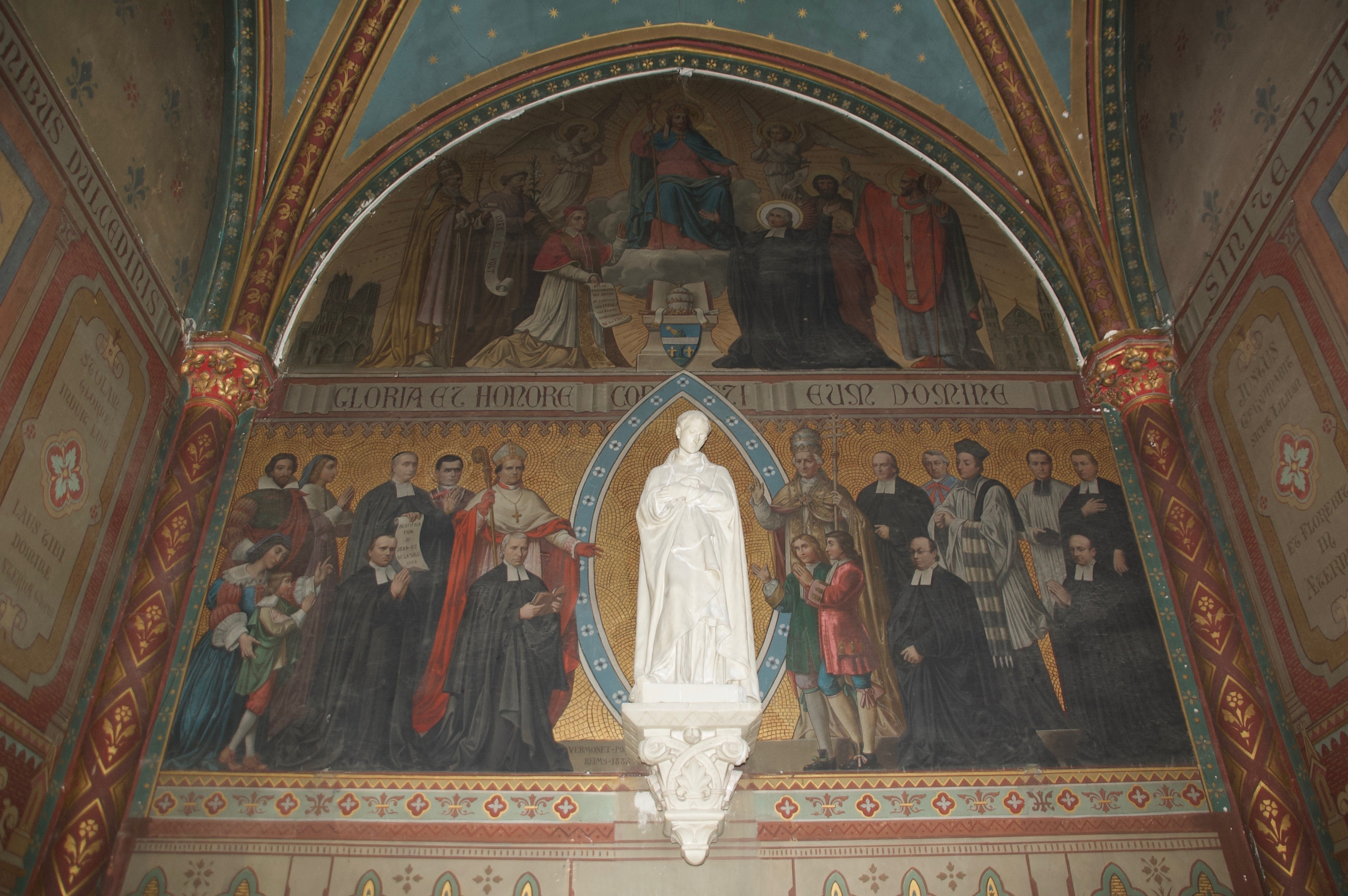
Décor peint de la chapelle latérale
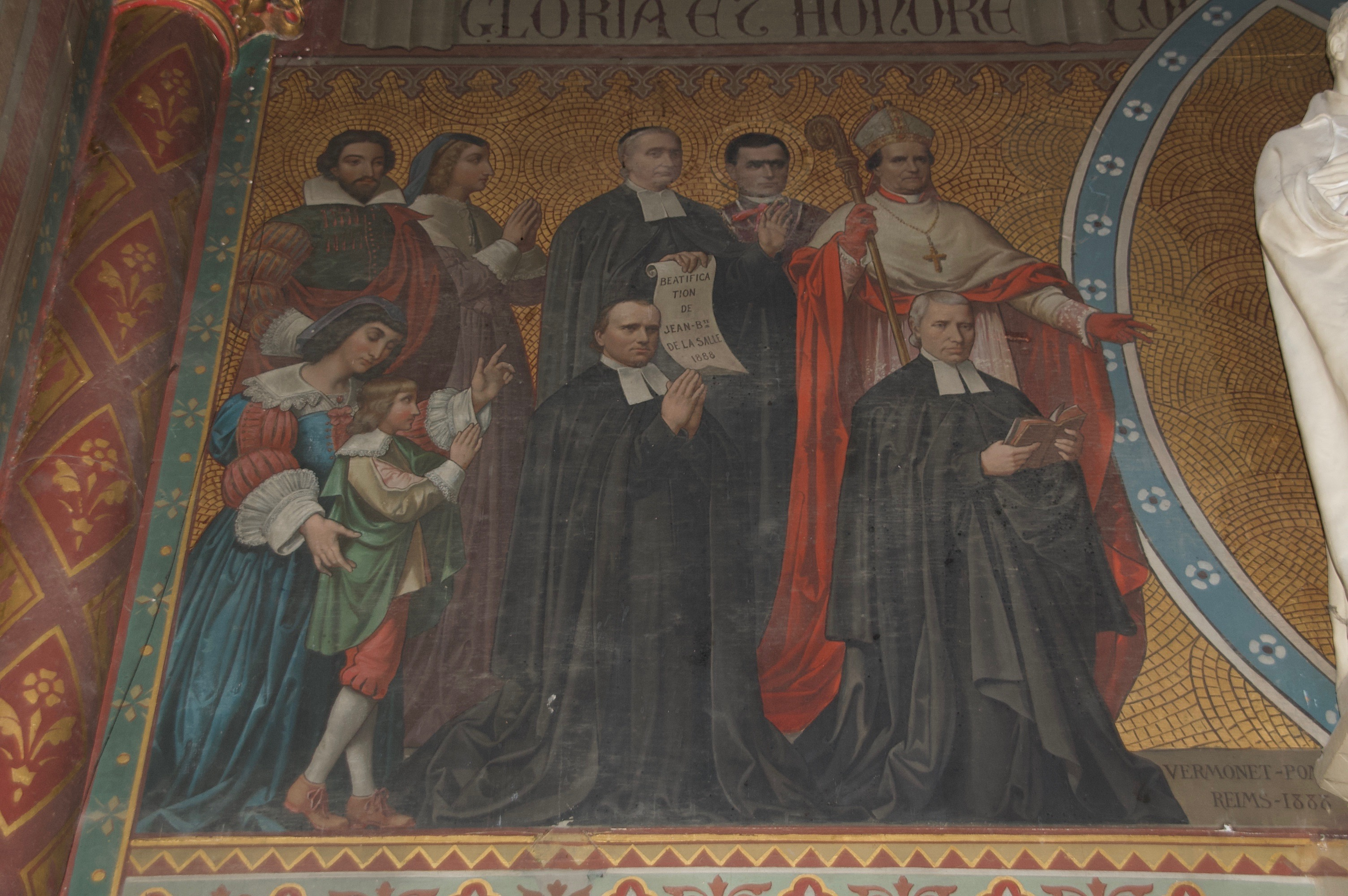
Partie gauche du décor peint de la chapelle latérale
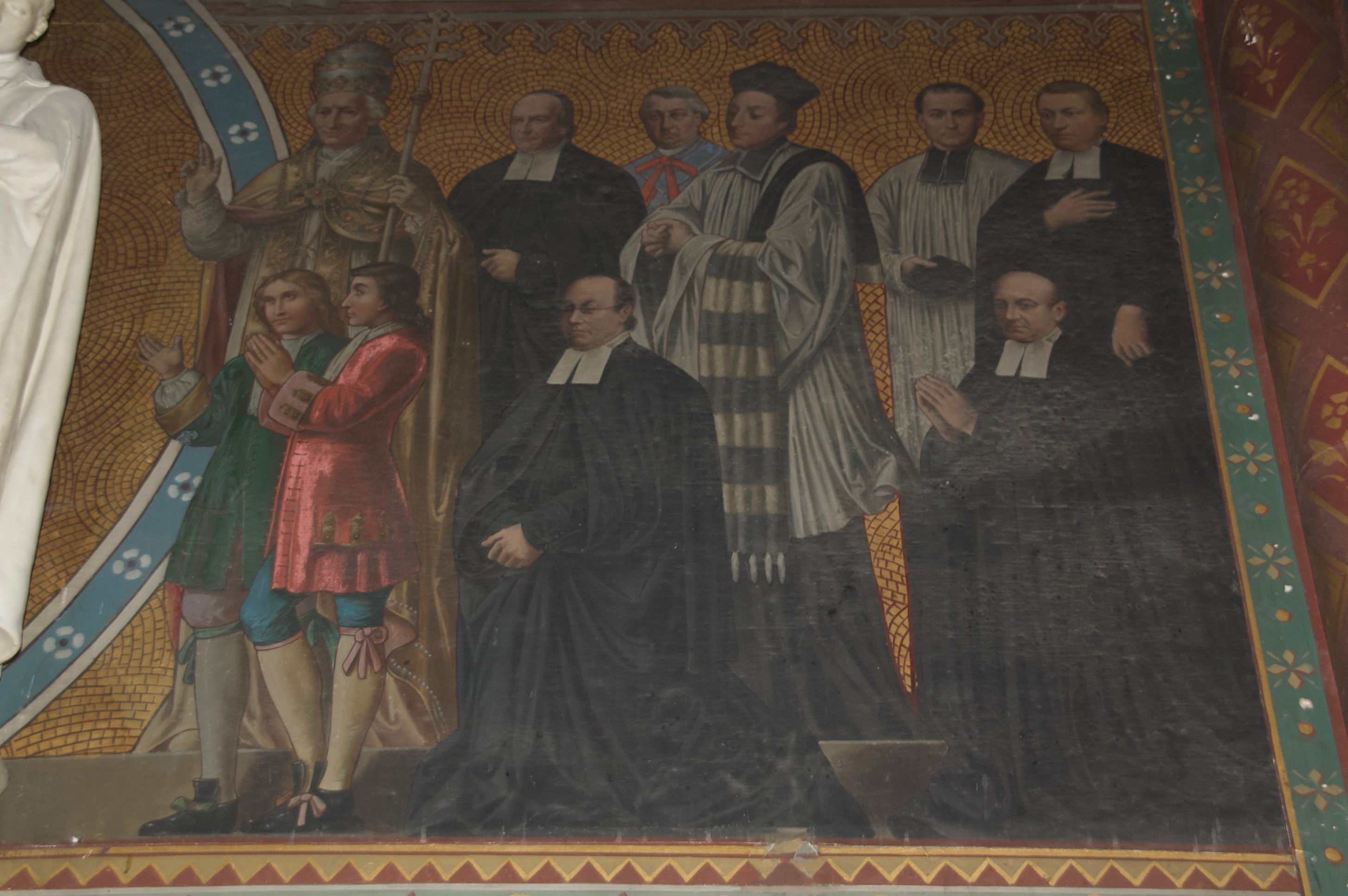
Partie droite du décor peint de la chapelle latérale
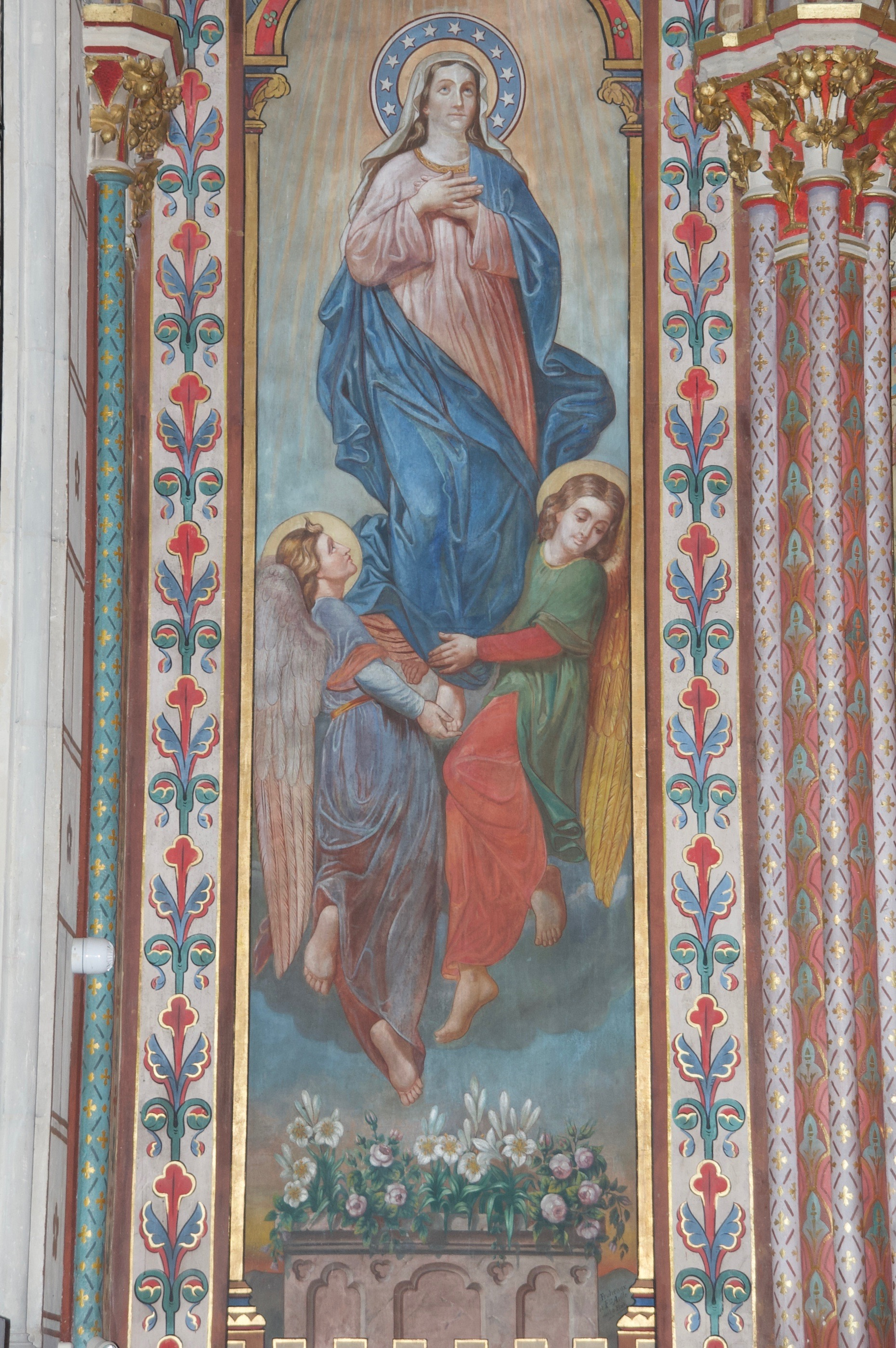
Décor peint de la galerie : Assomption de Marie
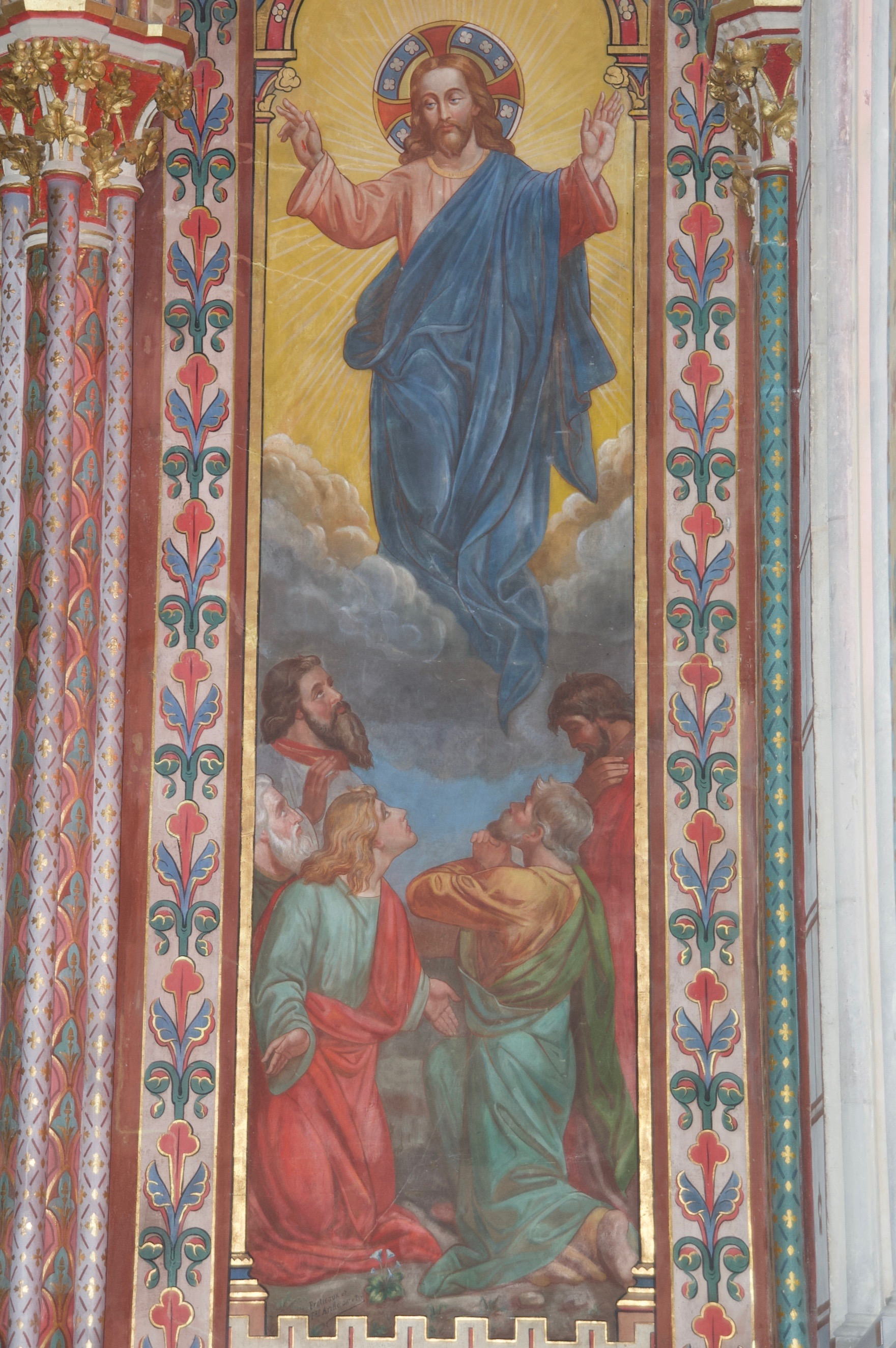
Décor peint de la galerie : Ascension du Christ

### Aménagement de la chapelle
Les vitraux ont disparu pendant la première guerre mondiale, à l’exception des rosaces de la grande verrière. On y voit Saint Jean-Baptiste de La Salle, entouré de frères et de prélats, présidant une cérémonie (inscription : Inauguration de Rouen) avec, en-dessous, le blason du saint et celui de son institut. Dans les rosaces des fenêtres : deux anges.
Un orgue, offert par de « généreux bienfaiteurs »et construit par la maison Haerpfer de Boulay a été installé vers les années 1930. A l’origine il possédait 550 tuyaux répartis en 10 jeux. Au milieu des années 1960 on le déplaça du fond de la chapelle vers la tribune de droite, le clavier étant placé dans la tribune de gauche. Vers 1990 on le restaura. En 2014 vieilli et irréparable, on le démonta.

En 1907, lorsque l’École libre Saint-Joseph dut quitter les locaux du faubourg Cérès, on déménagea le mobilier et les statues de la chapelle furent emportées. Quelques-unes de ces statues sont toujours dans la chapelle de la rue de Venise : la statue de la Vierge ; celle de l’ange (en haut du bas-côté gauche) ; une statue du Sacré-Cœur (haute de 1,65 m) qui se trouve dans la sacristie ; la statue de Saint Joseph assis portant l’Enfant Jésus, en haut du bas-côté droit, près de la porte de la sacristie. Cette statue se trouvait au-dessus du maître-autel de la chapelle du faubourg Cérès (démolie en 1968). C'est une œuvre unique en bois sculpté et peint, elle est due à un artiste vosgien.

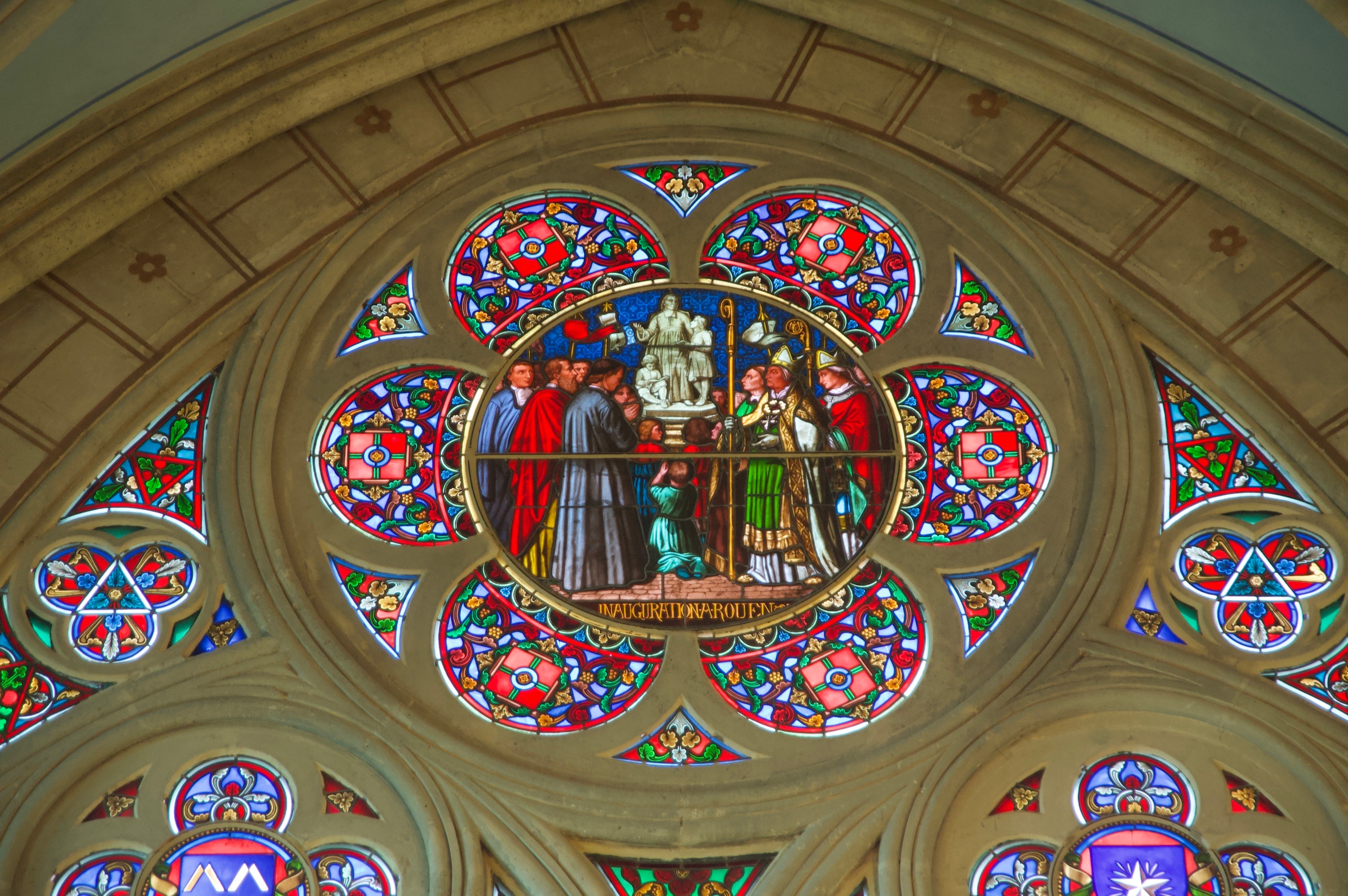
Rosace sur la façade
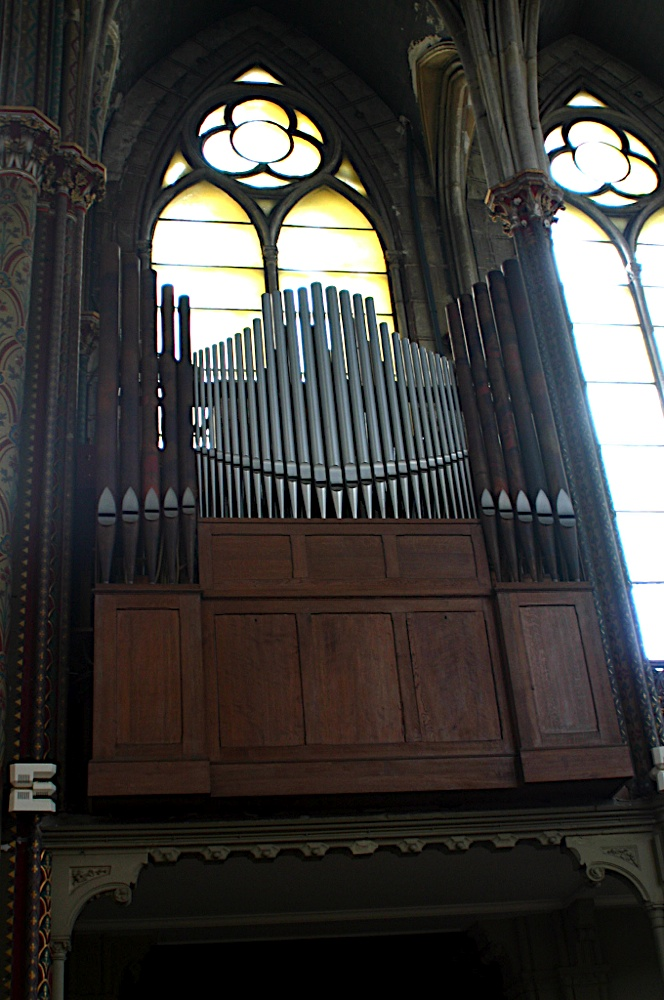
Orgue dans la tribune de droite
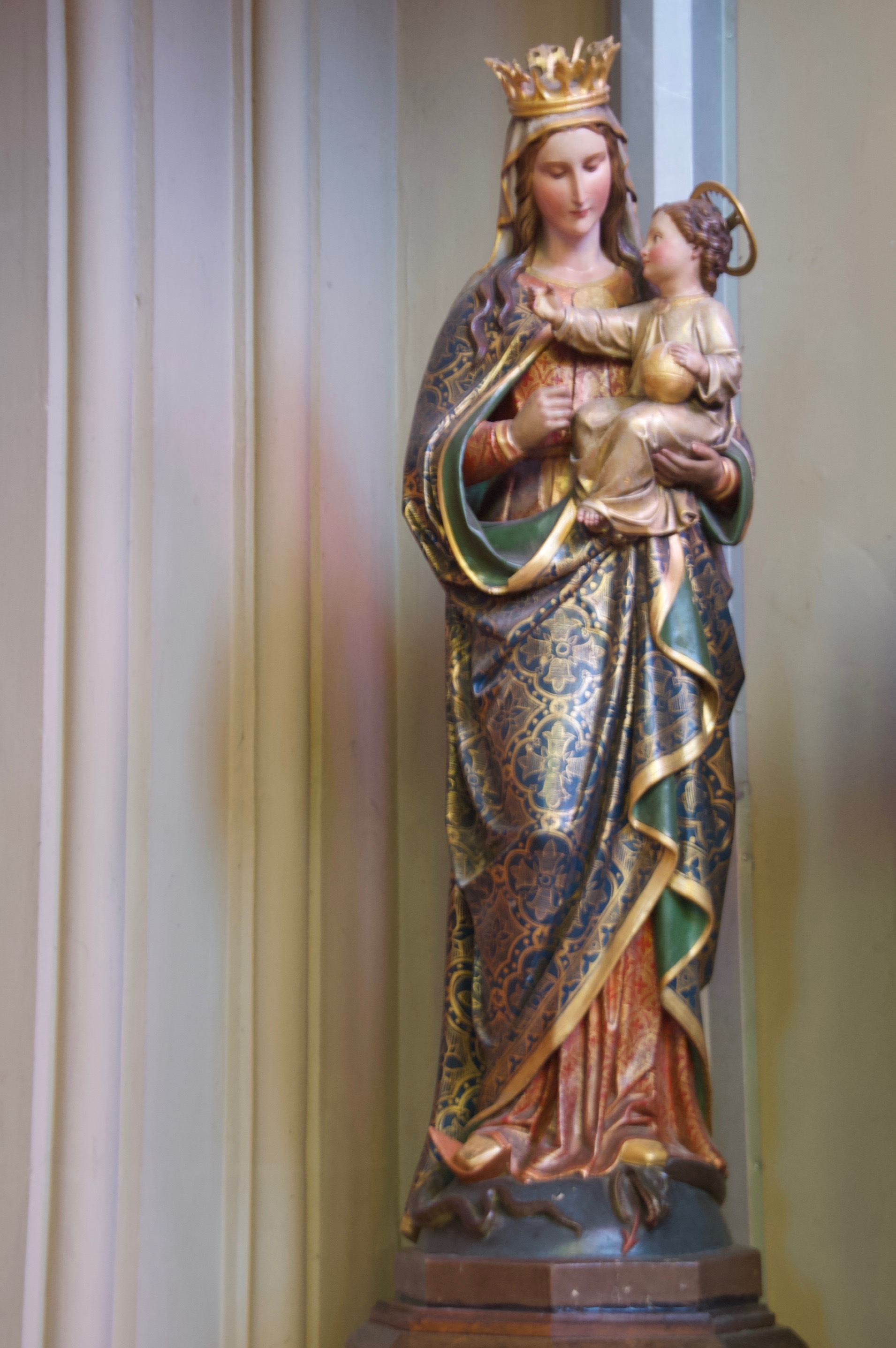
Statue de la Vierge
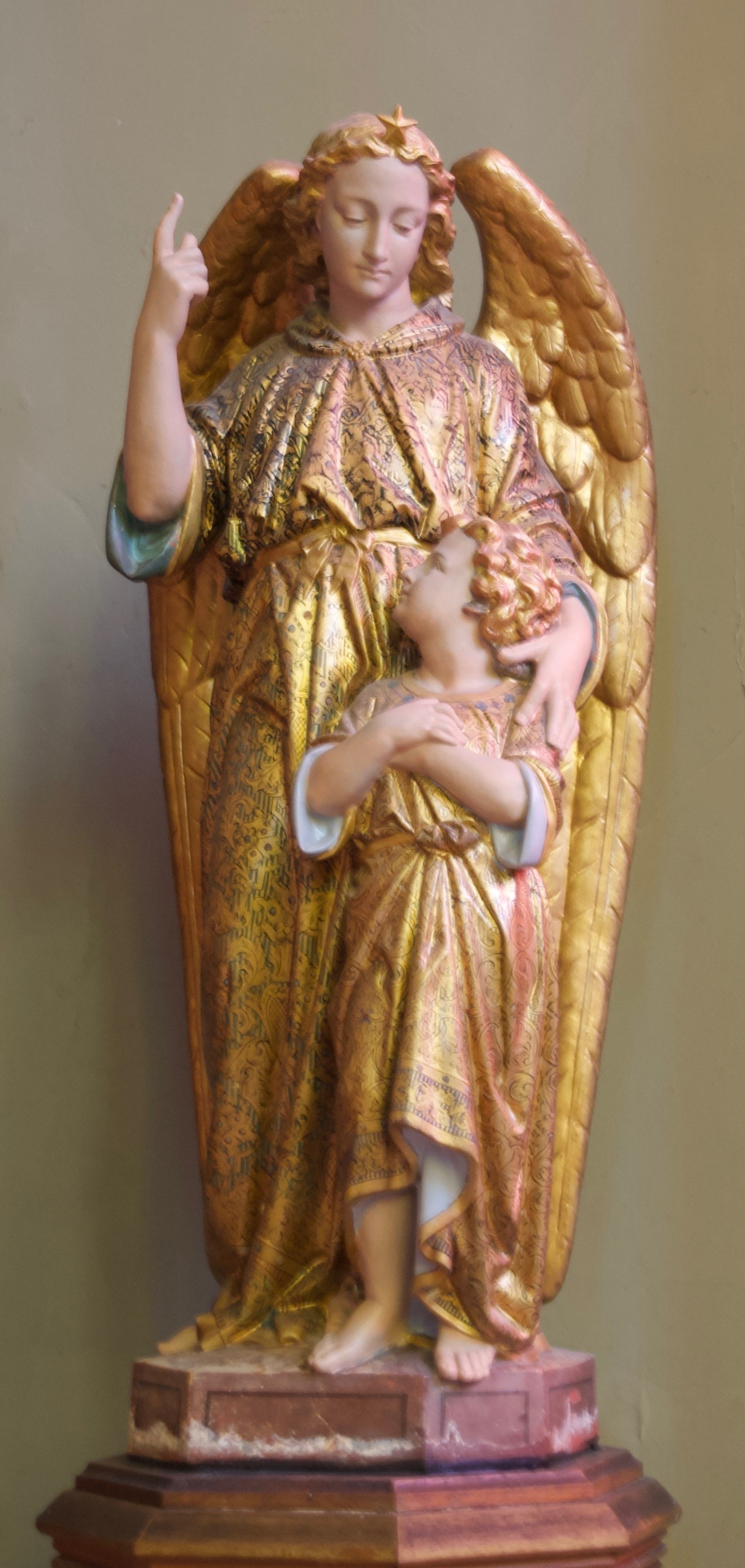
Statue d'un ange
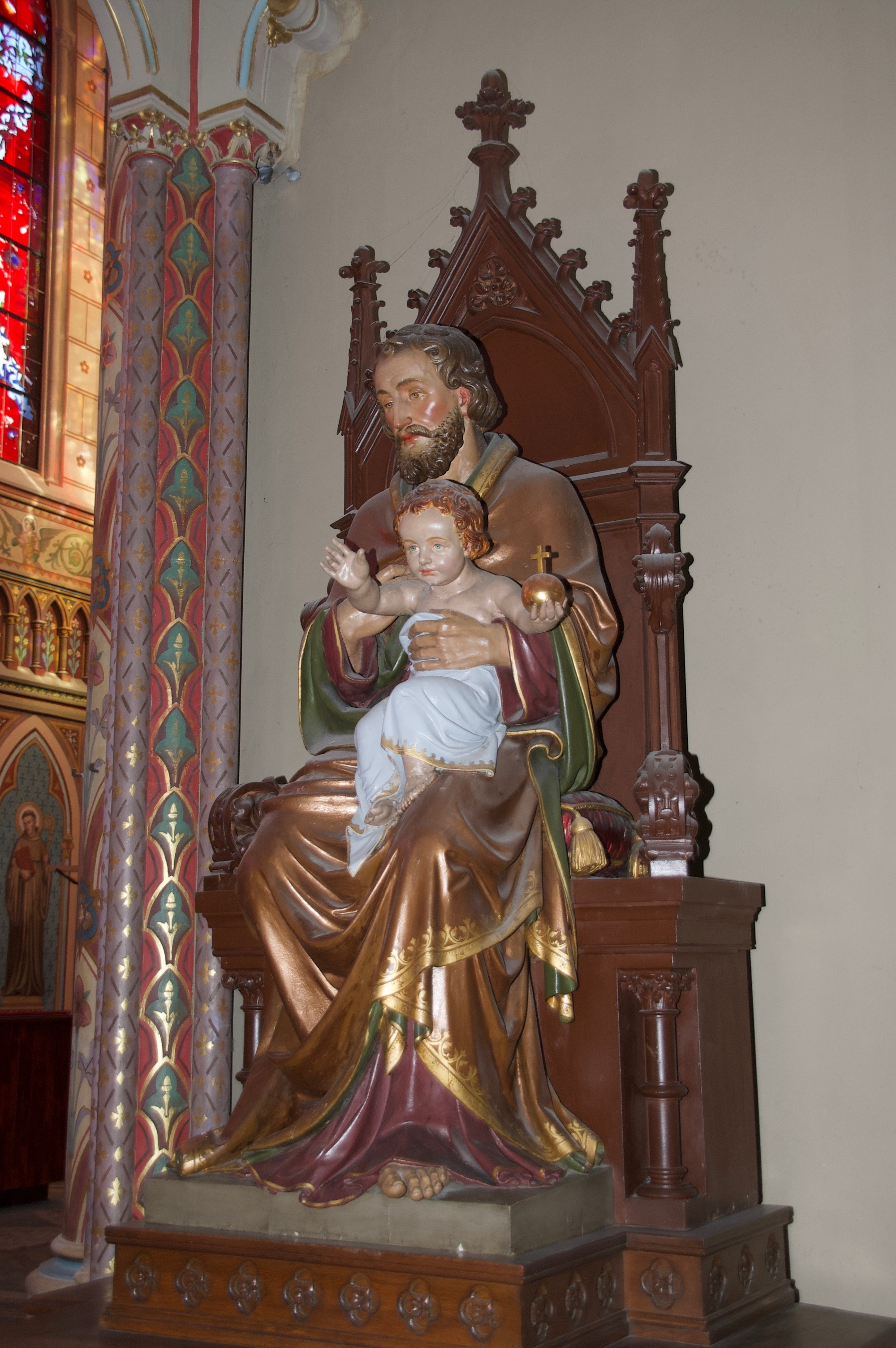
Statue de Saint Joseph

Pendant la Première Guerre mondiale la chapelle a subi quelques dommages : la voûte fut percée en deux endroits et les vitraux furent soufflés par les déflagrations de bombes qui tombaient dans le quartier. Avant même la réouverture du Collège, on se mit à réparer les dégâts et la chapelle fut rendue au culte en 1920. Seuls les trois vitraux du chœur furent remplacés. Celui du centre (qui porte la signature Ch. Champigneulle. Paris. 1924) représente l’apparition du Sacré Cœur à Sainte Marguerite-Marie, en 1675, au couvent de la Visitation de Paray-le-Monial. Le vitrail de droite représente Jésus parmi les petits enfants, celui de gauche Jésus et le jeune homme riche.

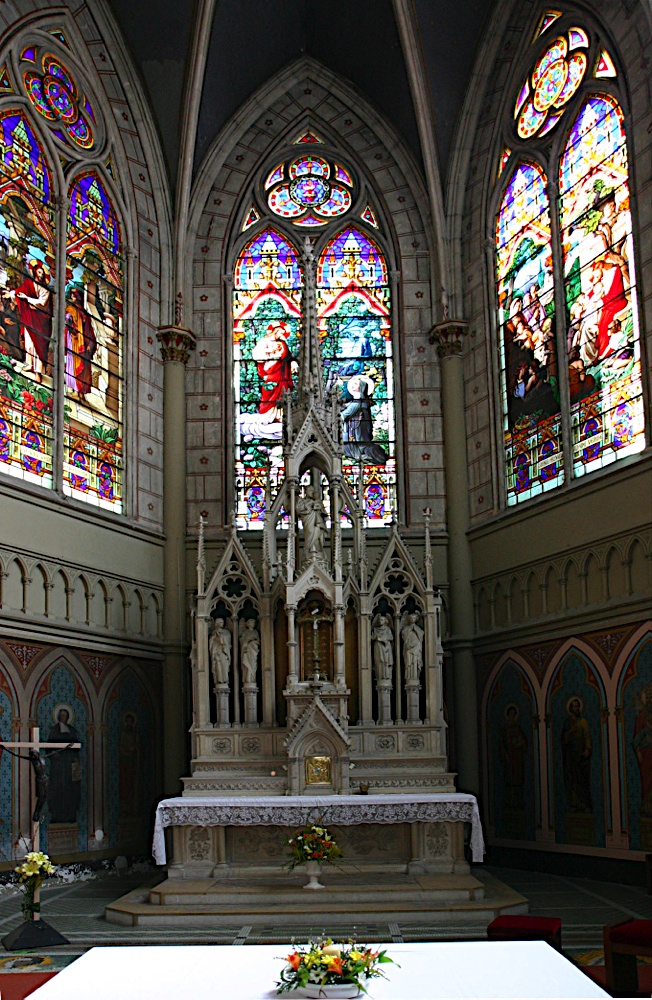
Vue du chœur de la chapelle Saint-Joseph
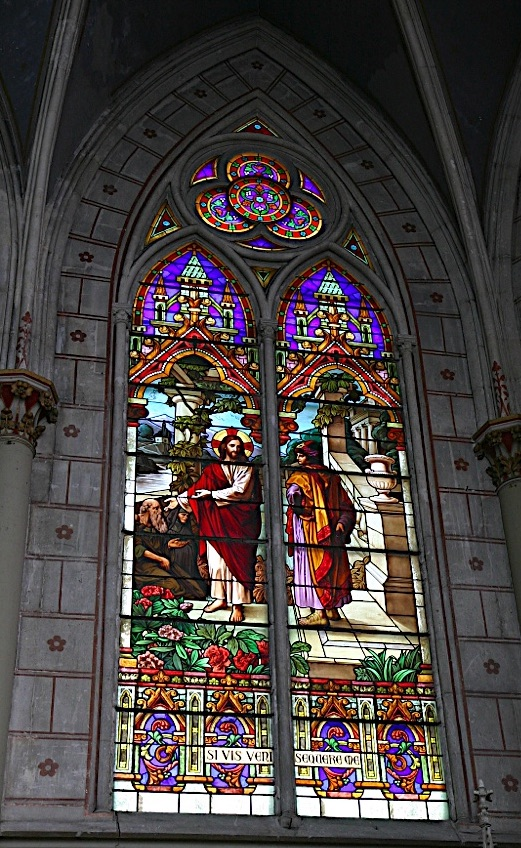
Vitrail de gauche dans le chœur
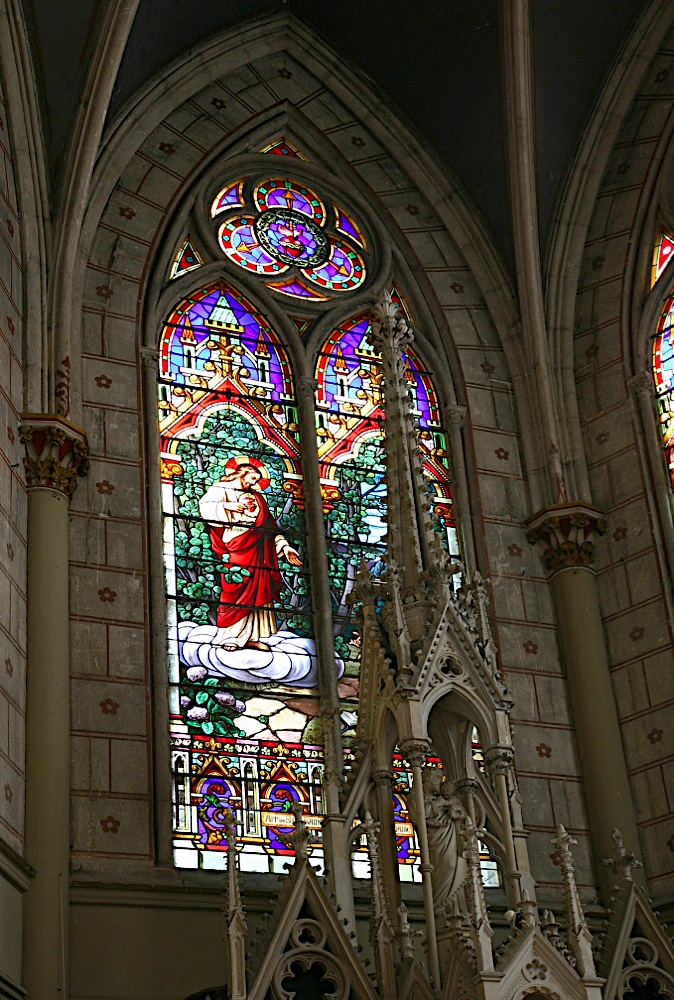
Vitrail du centre dans le chœur
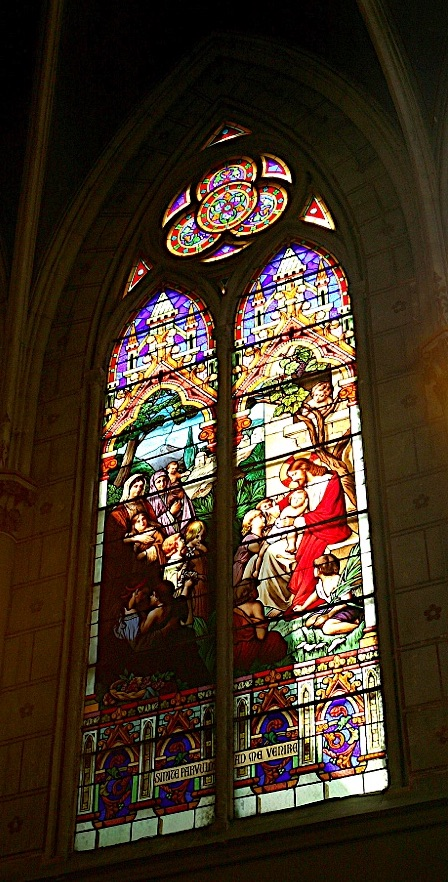
Vitrail de droite dans le chœur

En 1924, lors des cérémonies organisées pour l’inauguration des locaux réparés et pour le cinquantenaire de la réouverture du Collège jésuite de Reims, on bénit les plaques de marbre blanc qui, de part et d’autre de la porte du fond (sur la cour d’honneur), portent les noms des 250 anciens élèves et professeurs morts pendant la guerre de 1914. C’est un don de l’association des anciens élèves.

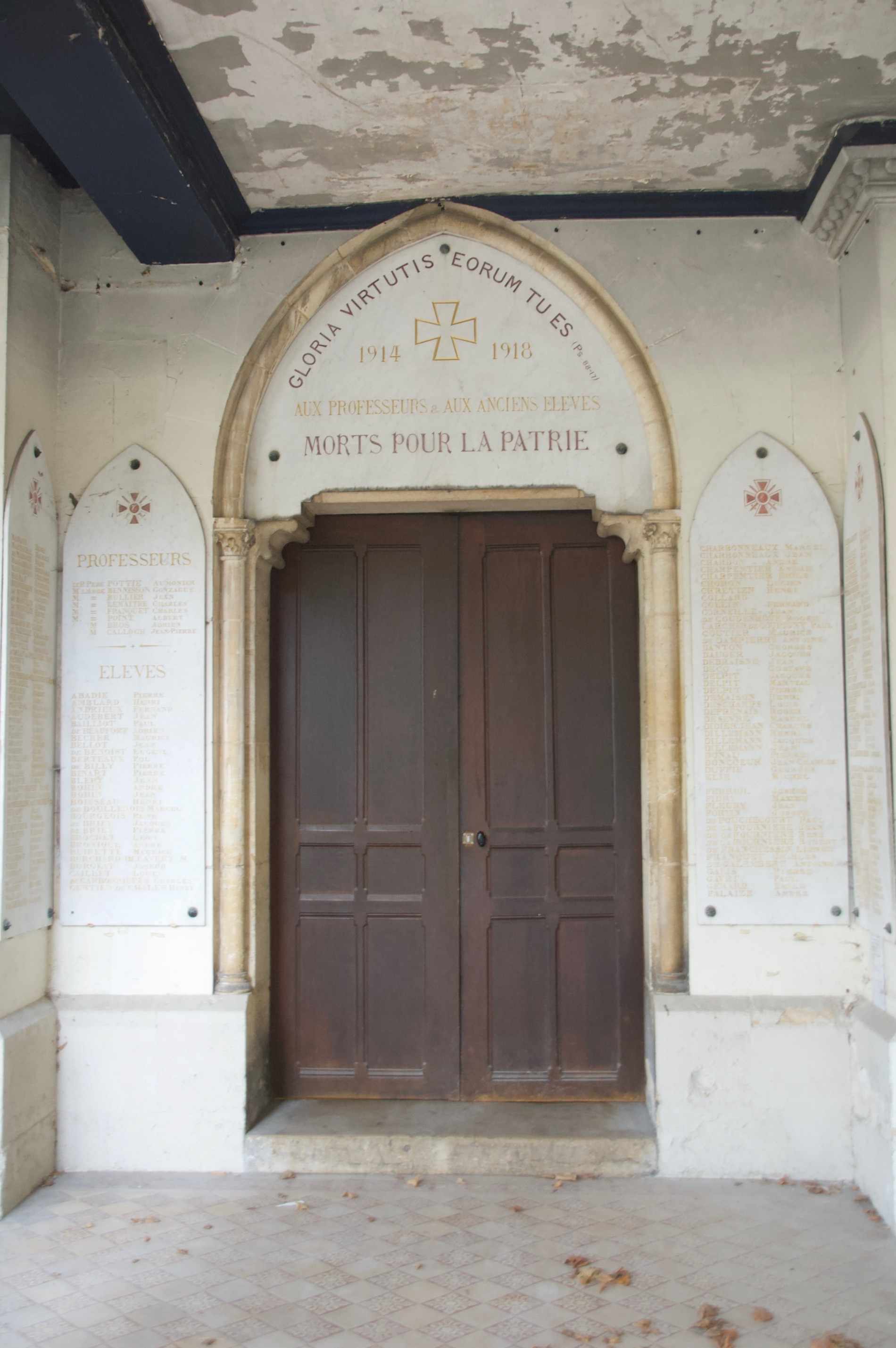
Plaques commémoratives
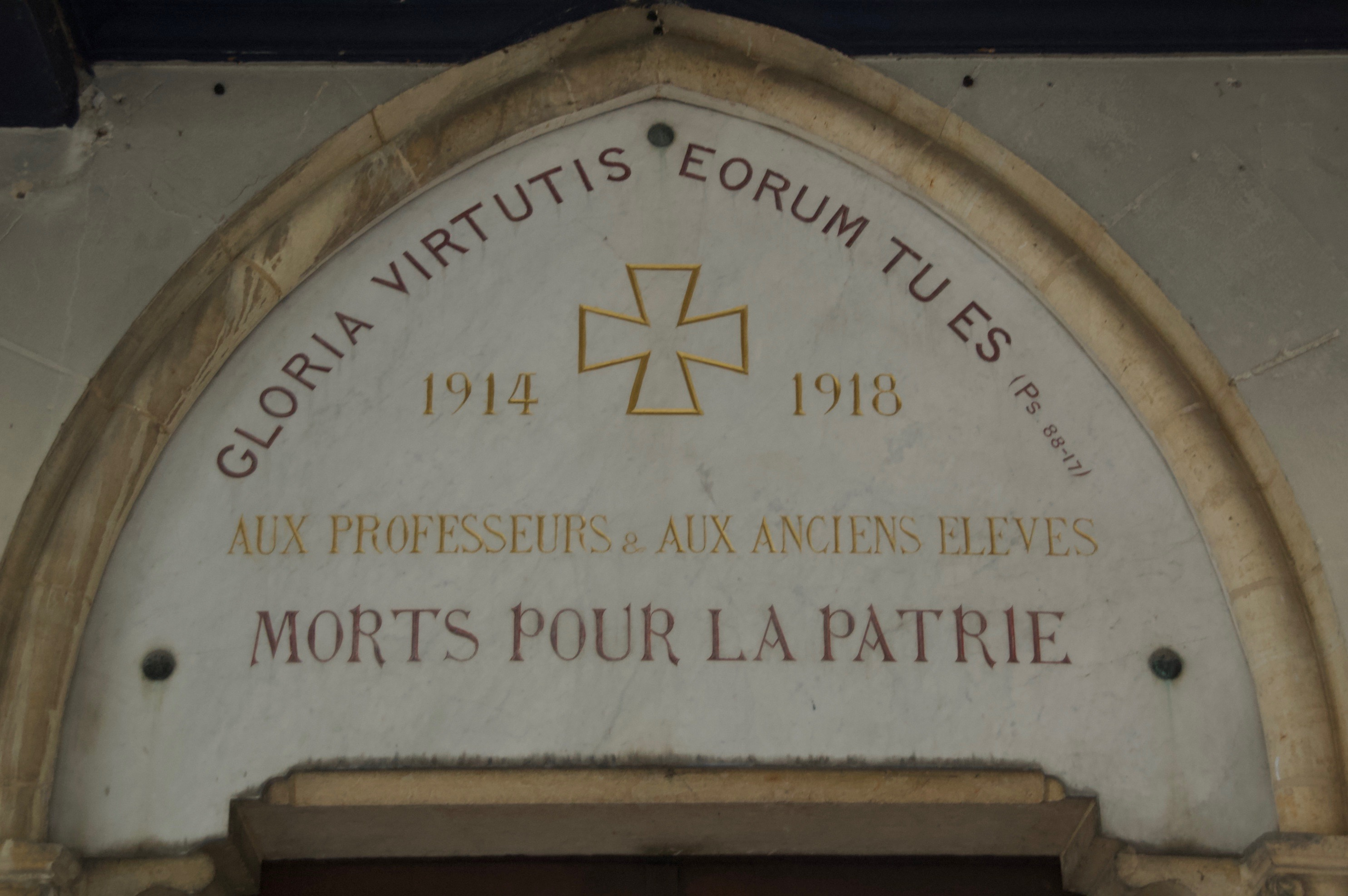
Plaque commémorative au-dessus de la porte

Dans les années 1960, en application de la réforme liturgique voulue par le concile Vatican 2, on plaça à l’avant du chœur un autel face à l’assistance. Grande table de bois léger qui sera remplacée dans les années 1980 par un autel réalisé par deux équipes. À la même époque, on chauffa la chapelle par des brûleurs à gaz descendant de la voûte. On déplaça aussi l’orgue. L’augmentation des effectifs obligeant à accroître le nombre des places dans la chapelle, on fit passer l’orgue de la tribune du fond à l’avant du bas-côté droit ; la tribune libérée put ainsi accueillir une partie de l’assistance.
En 1973, le sol du chœur fut rehaussé de deux degrés, à un niveau qui permet aux assistants de mieux voir la cérémonie.
De 1977 à 1980, l’équipe rénovation, sous la direction de M. Guitart, son moniteur et peintre de la maison, appliqua une peinture couleur pierre dans le chœur et sous les galeries ; puis elle décapa et cira les portes. L’éclairage fut refait par l’électricien du Collège, M. Gabriel Humblot. Les peintures des saints du chœur disparurent derrière un rideau de velours vieil or, qui fut enlevé au début des années 2000.

En 1980, le sol du chœur fut recouvert d’une mosaïque conçue par l’équipe céramique, sous la conduite de M. et Mme Gentilini, et posée, pendant les vacances, par des professionnels. Autour du monogramme du Christ, sont représentés les symboles des quatre évangélistes, dans un mouvement d’éclatement qui exprime la parole du Seigneur : « Allez porter la Bonne Nouvelle dans le monde entier. » 290 000 petits carrés de pâte de verre coloré furent avec patience placés par les élèves dans des grilles numérotées, suivant les cartons à dominante verte rehaussée d’orange et de blanc. « Art monumental, art sacré, travail d’équipe dans le Collège au service de Dieu ».

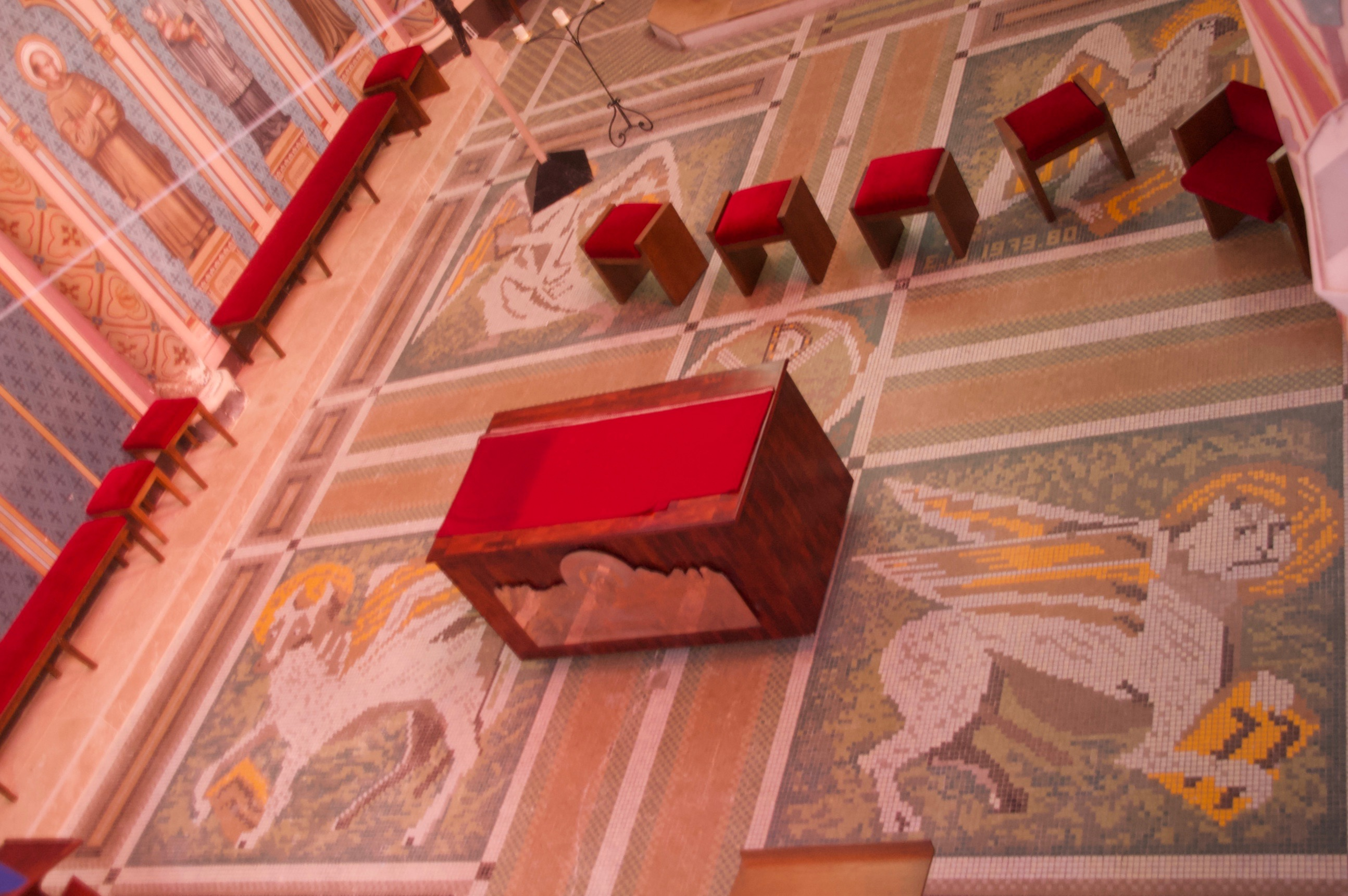
Vue des mosaïques du chœur
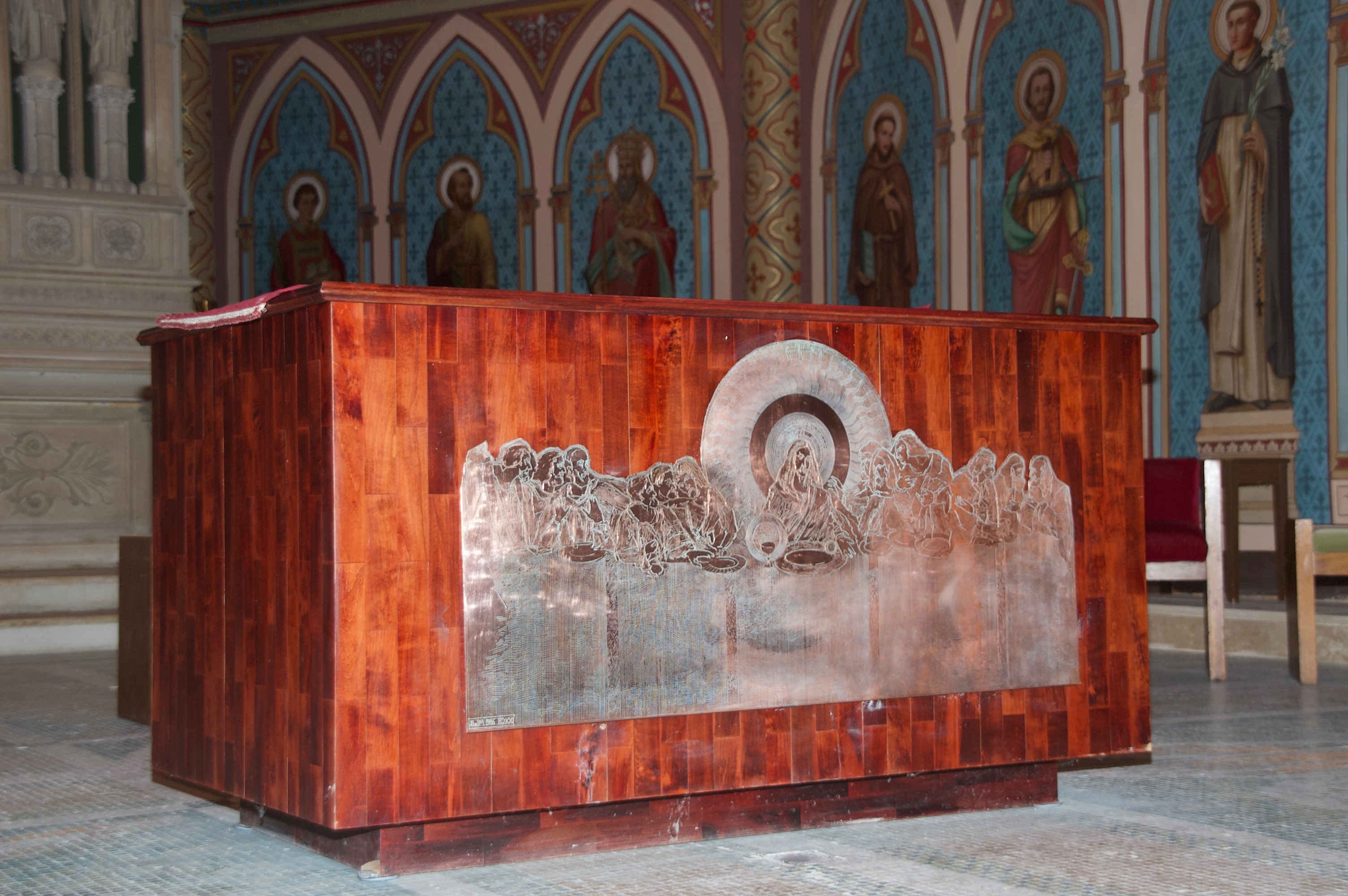
Autel récent dans le chœur

En 1984, la balustrade de la flèche fut refaite (en chêne) par M. Serge Hans, le menuisier du Collège.
En 1987 fut mis en place le nouvel autel, en bois de poirier teinté, dû à M. Robert Laurency, moniteur de l’équipe bois et menuisier de l’établissement. Le motif de cuivre (1,20 m x 0,60 m), librement inspiré de la Cène de Léonard de Vinci, a été gravé à l’eau forte par l’équipe 11 (gravure), principalement par Johann Stenger (promotion 1987), sous la direction du moniteur, M. Alain Loiselet. Autre apport des équipes à la décoration de la chapelle : le parement de céramique de la dernière travée, près de la porte du fond (3 m x 1,50 m). Il a été réalisé en 1991, par l’équipe céramique, sous la direction de Mme M.-L. Soibinet, pour marquer le 500e anniversaire de la naissance de Saint Ignace de Loyola et le 450e anniversaire de l’approbation de la Compagnie de Jésus par le pape Paul III.
En 1995, le poids des ans et la foudre, tombée deux ans auparavant (deux fois en février 1993), avaient fait s’affaisser une pièce maîtresse de la charpente de la flèche et endommagé la couverture d’ardoises. Deux entreprises d’Ormes réalisèrent les travaux de charpente et de couverture qui s’imposaient. Hélas ! quatre ans plus tard, c’était la tempête de décembre 1999. À nouveau d’importants travaux devenaient nécessaires.

Dernier embellissement dû aux équipes : les trois vitraux de la chapelle Saint-François-Xavier conçus par l’équipe expression (moniteur : M. Alain Loiselet) et réalisés par un maître verrier luxembourgeois.

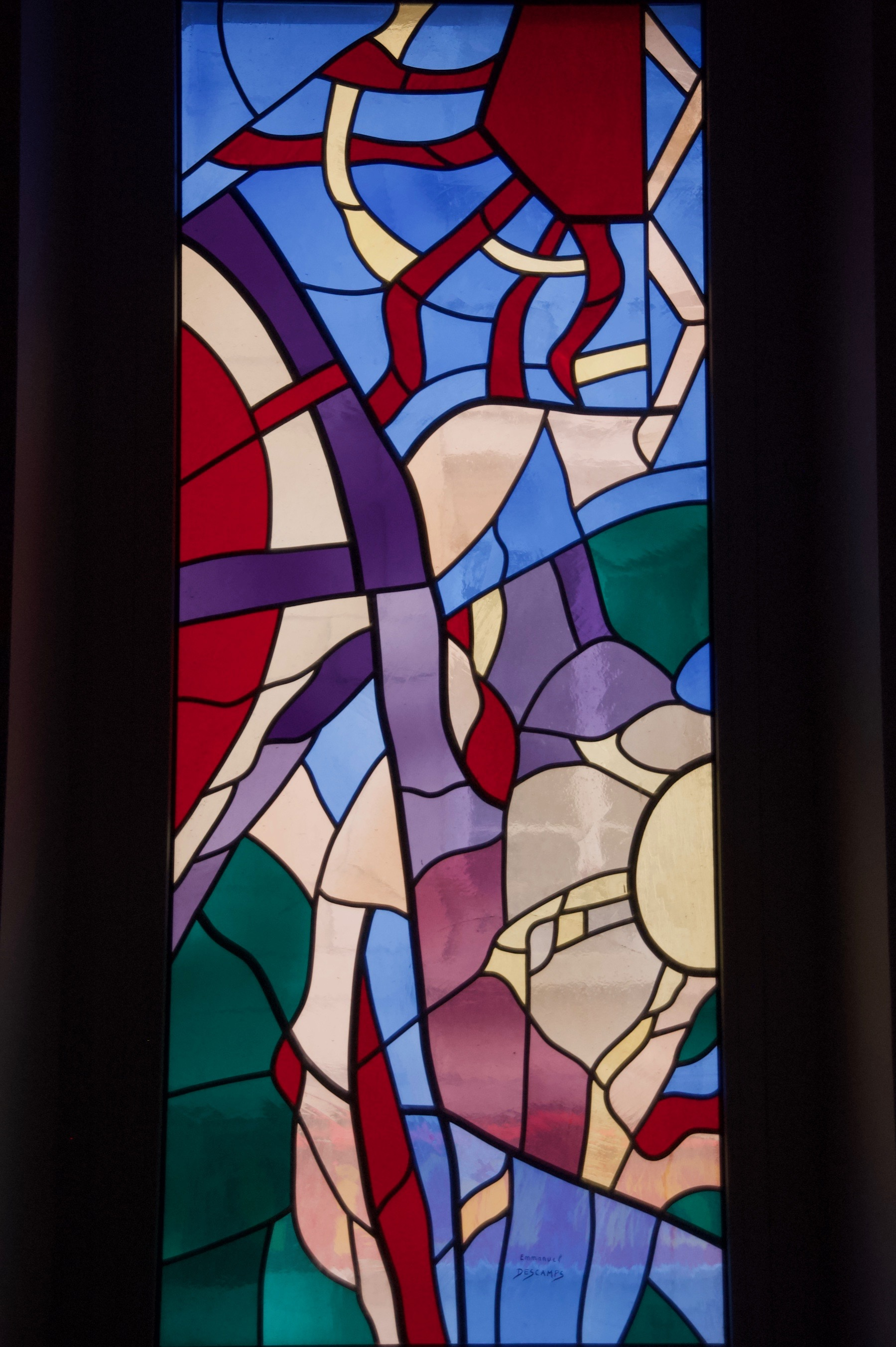
Premier vitrail de la chapelle Saint-François-Xavier
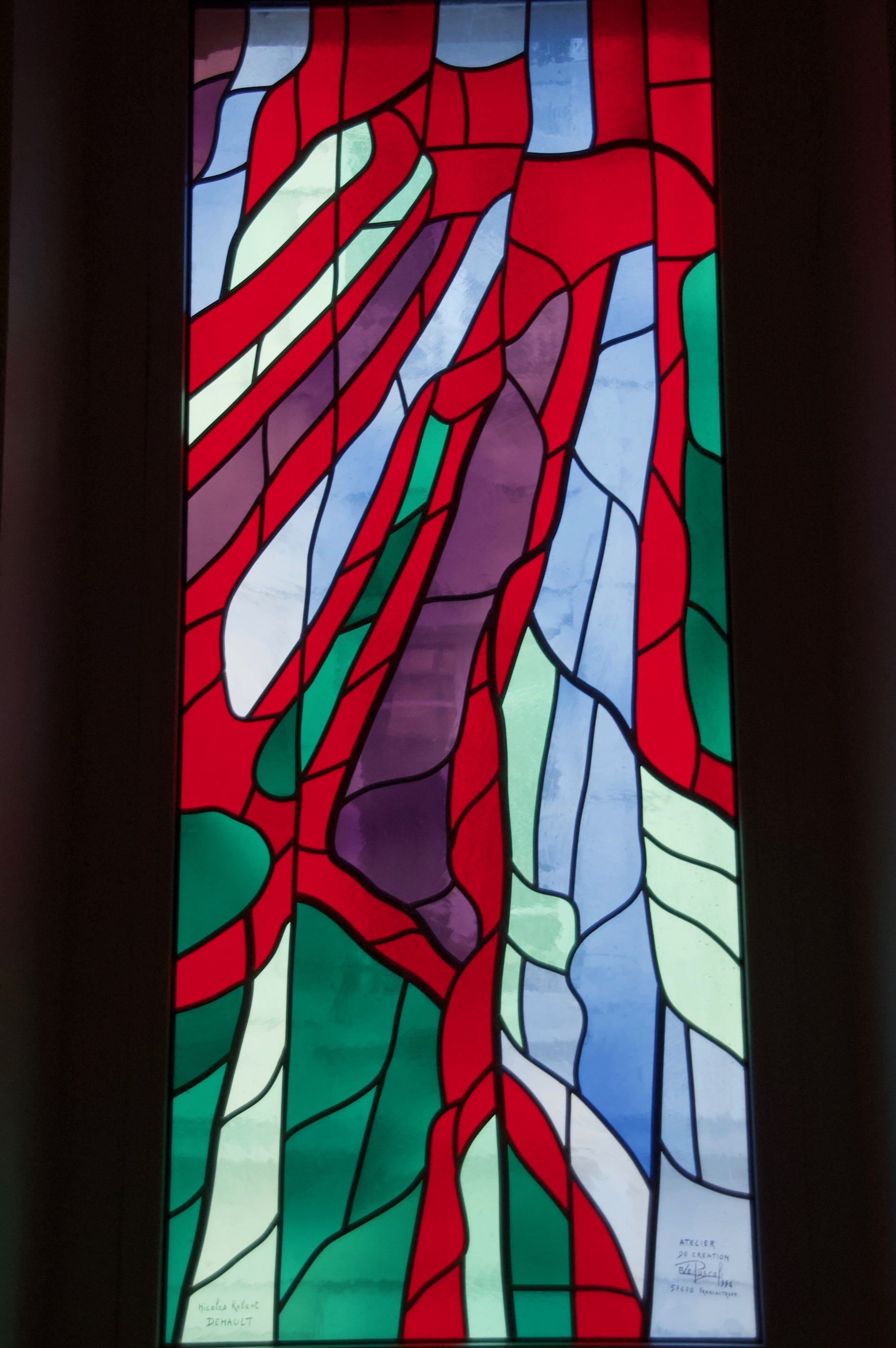
Deuxième vitrail de la chapelle Saint-François-Xavier
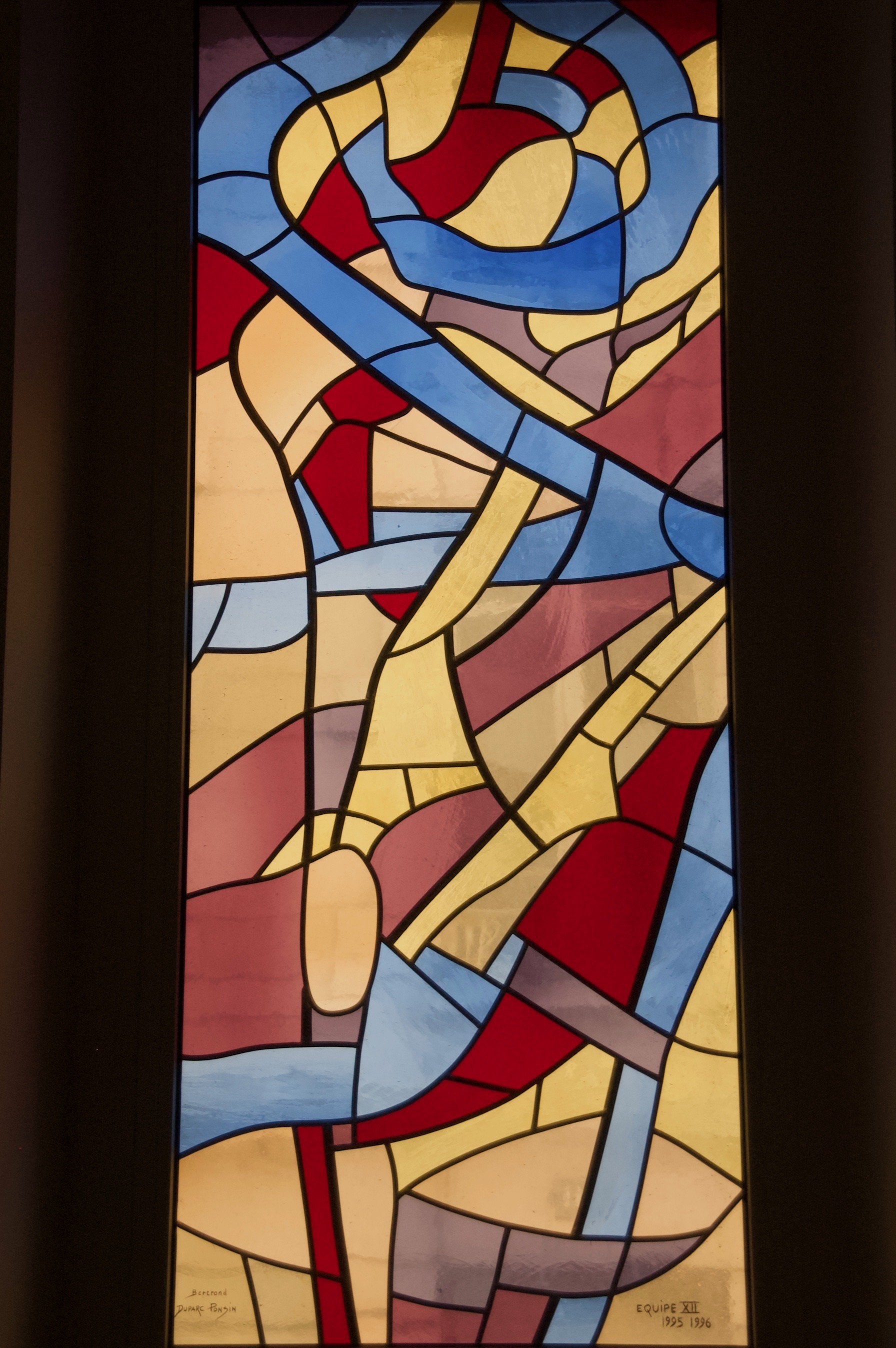
Troisième vitrail de la chapelle Saint-François-Xavier

Enfin, durant les années 2000 on procéda à la restauration des fresques du chœur et des statues, au remplacement des brûleurs à gaz par un chauffage par le sol, à la fois plus sûr et plus esthétique.

### Restauration

#### Recherche de fonds
Néanmoins il fallut engager d'importants travaux : la flèche penchait et devenait menaçante lors de grands vents, la toiture devait être rénovée, la façade méritait d'être ravalée et les baies vitrées devenues sombres pouvaient être remplacées. Cela nécessitait des fonds importants. Des professionnels de la recherche de fonds ont œuvré dès 2008 pour permettre de recueillir les importantes sommes nécessaires : il fallut réunir quatre millions d'euros. 1 500 donateurs et 21 mécènes sans compter les collectivités locales ont participé à cette collecte. Un architecte, Pierre Weiler, a été choisi et le chantier a démarré en 2010.

#### Travaux
Dans un premier temps, l'assise de la flèche a été restaurée, raccordée à la charpente existante, la couverture refaite et la balustrade de la plateforme du bas de la flèche recouverte de plomb. La croix située au sommet de la flèche fut déposée le 2 février 2011, restaurée en atelier et reposée en mars.
La toiture de la nef a été remise à neuf de septembre 2011 à janvier 2012 ce qui a nécessité 31 000 ardoises. Celle du chœur de mars à juin 2012. Une statue d'un ange musicien en zinc repoussé et située au sommet du chevet, déposée au début des années 1990 a été remplacée par une statue sculptée en bois et recouverte de plomb.
La façade a été restaurée de mars à août 2012. Il a fallu restaurer et consolider les sculptures en posant une dizaine de mètres cubes de pierres neuves qui ont ensuite été sculptées sur place, nettoyer la façade par un procédé de nébulisation afin de gommer le croûte noire, protéger les corniches par la pose de feuilles de plomb, plusieurs fleurons et pinacles durent être resculptés. Haut de 3,50 mètres, en six tronçons enfilés sur une broche, le fleuron du faîtage avait été descendu vers 1990 et heureusement conservé. Il fut restauré en atelier et remis en place.

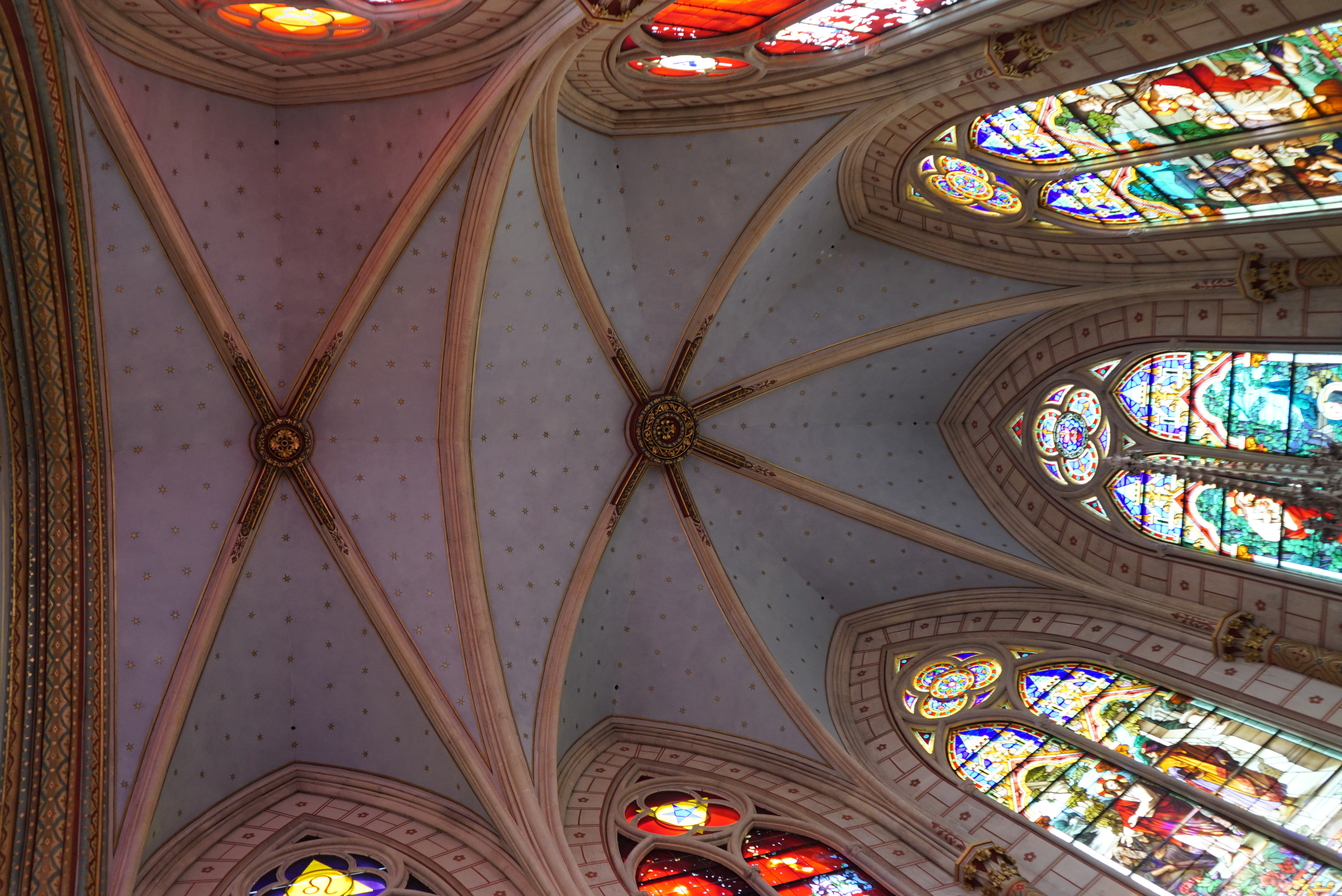
Voûtes du chœur de la chapelle Saint-Joseph restaurée

On procéda ensuite à un nettoyage des voûtes, des piliers, et des murs de l'étage de la galerie avec restauration des parties abîmées ; le badigeon posé par des élèves entre 1977 et 1980, fut gommé sur les piliers et dans le chœur. Le nettoyage de la voûte fit réapparaître une couleur bleu pâle et des étoiles dans le chœur. Les parties basses du chœur furent remises en état.

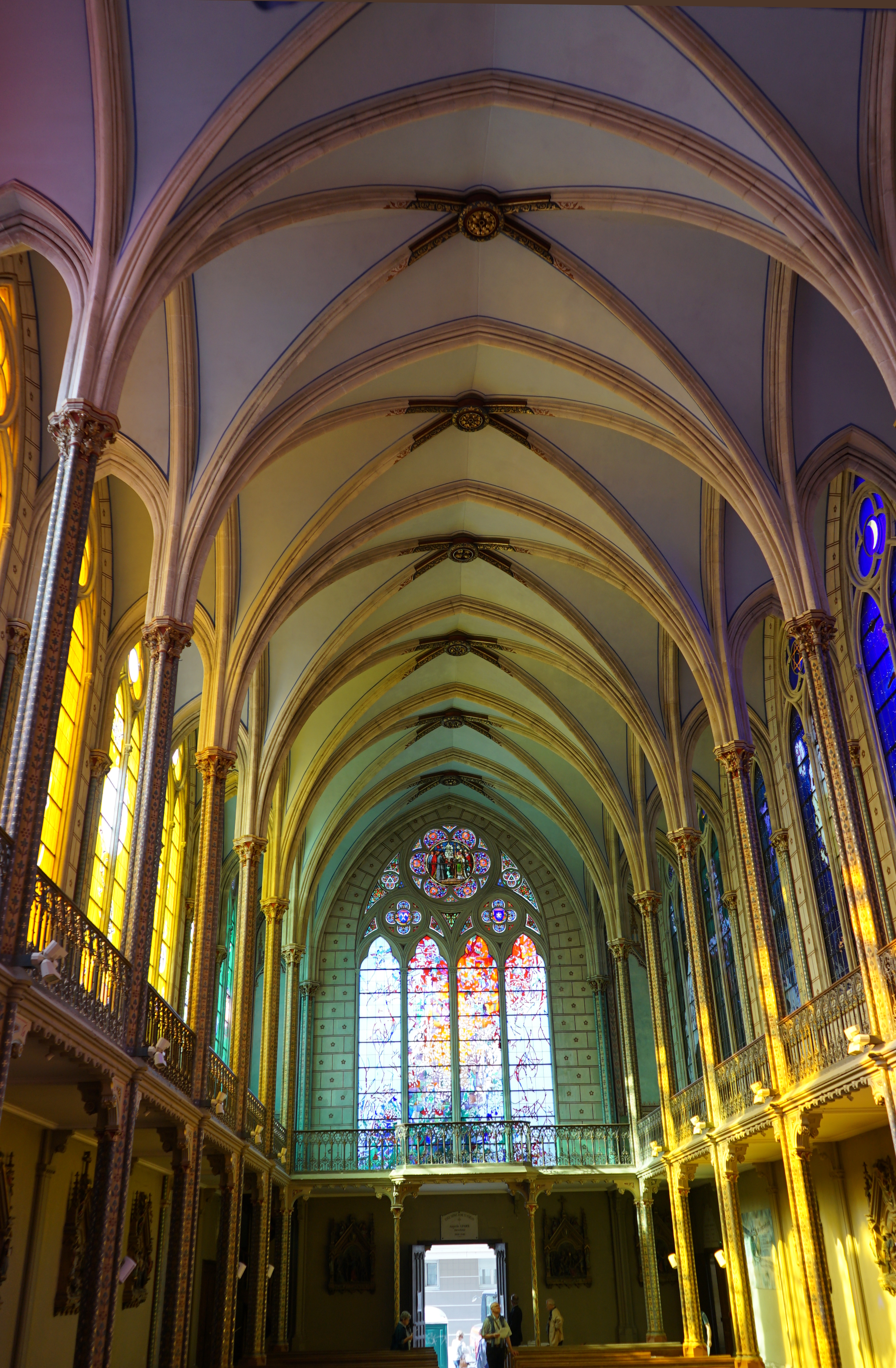
Intérieur de la chapelle Saint-Joseph avec les vitraux posés en 2014

### Vitraux
Lorsque la décision fut prise de doter la chapelle de vitraux contemporains, un comité de pilotage fut mis en place et un concours fut proposé. Trois artistes furent sélectionnés et en définitive c'est l'œuvre de Jean-Paul Agosti qui fut choisie.
Ils sont organisés autour de la magistrale verrière qui donne sur la rue de Venise et qui symbolise l'arbre de vie ("Yahvé Dieu fit pousser du sol des arbres de toute espèce, agréables à voir et bons à manger, et l'arbre de la vie au milieu du jardin, et l'arbre de la connaissance du bien et du mal."). Au delà de l'interprétation classique d'immortalité, cet arbre de vie, dans un établissement scolaire peut aussi représenter la croissance de l'enfant tout au long de son cursus scolaire. Le vitrail est une performance technique remarquable des ateliers Simon-Marq.
Les 19 vitraux de la nef et du chœur présentent une riche palette chromatique qui évolue de la façade vers le chœur du côté sud puis du chœur vers la façade du côté nord. Les représentations symboliques de ces vitraux sont successivement : la germination, Saint Joseph, l'alliance des frères et des pères jésuites, l'alpha et l'oméga, le vin, la Cène, le pain, la Résurrection, puis dans le chœur, Saint Luc, Saint Jean, Saint Matthieu et Saint Marc et enfin dans la nef, Saint Jean-Baptiste, l'Annonciation, l'Épiphanie, la Transfiguration, le chemin de croix, la Crucifixion et la mise au tombeau.

## Anciens élèves

### L'association
Bien qu'ayant été fondée le 2 octobre 1892, l'Association des Anciens Élèves de Saint-Joseph de Reims est déclarée dans le cadre de la loi du 1er juillet 1901 .
Elle inscrit l'ensemble de son action dans le cadre de la spiritualité ignatienne. À cette fin, elle privilégie la défense et la promotion des valeurs chrétiennes et notamment des valeurs de liberté, de responsabilité et de service.
Elle a pour objet d'assurer un lien entre les anciens élèves au travers de l'organisation d'activités communes, de pratiques d'entraide et de mise en œuvre d'activités de service, tel qu'un annuaire.
Dans ce cadre, elle porte une attention particulière aux anciens élèves en difficulté et à leur famille.
Elle participe à la vie de l'établissement. Elle peut représenter les anciens au sein des diverses instances concourant à son administration. Elle propose ses services à l'établissement pour l'accomplissement d'activités éducatives, spirituelles, culturelles et sportives.
Elle s'engage au service des plus pauvres et des plus démunis tant en France qu'à l'étranger par toute action contribuant à renforcer la dignité de la personne humaine.
Elle gère un site internet qui intègre un annuaire numérique.

### Quelques anciens élèves
- Paul Doncœur (1880-1961), jésuite et aumônier, élève de 1892 à 1898, fait partie de la 19e promotion (1898)[32].
- Émile Dewoitine (1892-1979), constructeur d'avions, élève de 1900 à 1905, est rattaché à la 30e promotion (1909)[32].
- Henri de Turenne (1921-2016), journaliste, prix Albert-Londres en 1951, fait partie de la promotion 1938[33].
- Jean Mambrino (1923-2012), jésuite et poète, fait partie de la promotion 1941[34].
- Charles Marq (1923-2006), maître-verrier, fait partie de la promotion 1944[34].
- Bernard Stasi (1930-2011), homme politique, ancien maire d'Épernay, ancien député, ancien ministre, fait partie de la promotion 1947[34].
- Marc Gentilini (né en 1929), professeur de médecine, fait partie de la promotion 1948[34].
- Bernard Heidsieck (1928-2014), poète sonore, fait partie de la promotion 1948[34].
- François Gentilini (né en 1930), artiste peintre, fait partie de la promotion 1949[34].
- Jean Falala (1929-2005), ancien député-maire de Reims, fait partie de la promotion 1949[34].
- Philippe Mitschké (1931-2012), peintre illustrateur, membre fondateur de l'Association des Peintres de l'Air, fait partie de la promotion 1950.
- Jean-Louis Schneiter (1933-2016), ancien député-maire de Reims, fait partie de la promotion 1950[34].
- Mario Stasi (1933-2012), avocat et ancien bâtonnier du barreau de Paris, fait partie de la promotion 1950[34].
- Jacques de Bohan (1934-2005), président-fondateur de Champagne-Céréales, fait partie de la promotion 1951[34].
- Hervé Bourges (né en 1933), journaliste, fait partie de la promotion 1953[34].
- Yves Noyelle (1942-2011), créateur du langage de programmation LSE, fait partie de la promotion 1960[34].
- Patrick Ballu (né en 1943), Président-Directeur-Général d'Exel Industries, leader mondial des pulvérisateurs, fait partie de la promotion 1961[34].
- Olivier Quenardel, abbé de Cîteaux, fait partie de la promotion 1963[34].
- Remi Hess (né en 1947), écrivain et sociologue, fait partie de la promotion 1965[34].
- Amaury de Seze (né en 1946), administrateur du groupe Carrefour, fait partie de la promotion 1965[34].
- Benoît Fabiani, volontaire permanent auprès du mouvement ATD Quart Monde, fait partie de la promotion 1966[34].
- Laurent Aynès (né en 1952), professeur de droit et avocat, fait partie de la promotion 1969[34].
- Bruno J. Mauprivez (né en 1951), avocat membre des barreaux du district de Columbia, Maryland, et Pennsylvanie, chef de la division des affaires publiques au FMI, fait partie de la promotion 1969[34].
- Laurent Ulrich (né en 1951), archevêque de Lille, fait partie de la promotion 1969[34].
- Philippe Varin (né en 1952), président du conseil d'administration d'Areva, fait partie de la promotion 1970[34].
- Francis Falala (né en 1955), homme politique, fait partie de la promotion 1973[34].
- Michel Gaudé, membre honoraire du HCR, fait partie de la promotion 1973[34].
- Pierre-Emmanuel Taittinger (né en 1953), président du champagne Taittinger, fait partie de la promotion 1973[34].
- Christian Charmetant (né en 1956), acteur, fait partie de la promotion 1974[34].
- Christophe Odent (né en 1955), acteur, fait partie de la promotion 1974[34].
- Stanislas de Quercize (né en 1957), directeur général de Cartier, fait partie de la promotion 1974[34].
- Benoît Duquesne (1957-2014), journaliste[35], fait partie de la promotion 1975[34].
- Renauld de Dinechin (né en 1958), évêque de Soissons, fait partie de la promotion 1977[34].
- Vincent Pomarède (né en 1959), coordonnateur des expositions du Louvre, fait partie de la promotion 1977[34].
- Benoît-Emmanuel Peltereau-Villeneuve (né en 1958), ancien prêtre catholique, fait partie de la promotion 1978 [36].
- Franck Renaudin, directeur-fondateur de l'ONG Entrepreneurs du Monde, fait partie de la promotion 1981[34].
- Sylvain Bataille (né en 1964), évêque de Saint-Étienne, fait partie de la promotion 1982[34].
- Jean d'Orléans, comte de Paris (né en 1965), prétendant orléaniste au trône de France depuis 2019 ; fait partie de la promotion 1983[34],[37].
- Pierre Gemayel (1972-2006), homme politique libanais, fait partie de la promotion 1990[34].
- Olivier de Benoist (né en 1974), humoriste, fait partie de la promotion 1993[34].
- Arnaud Robinet (né en 1975), député-maire de Reims, fait partie de la promotion 1993[34].
- Michel Robin (né en 1930), acteur ; comédien à la comédie française.

- François Lenell (né en 1960), conservateur en chef des bibliothèques, fait partie de la promotion 1977

- Jean-Louis Houdard (né en 1968), notaire, fait partie de la promotion 1986

### Parrains de promotion
Depuis la promotion 2016 chaque promotion possède un parrain :
| promotion | parrain                    |
| --------- | -------------------------- |
| 2016      | Pierre-Emmanuel Taittinger |
| 2017      | Luc Pareydt                |
| 2018      | Philippe Varin             |
| 2019      | Renauld de Dinechin        |